# Monarchie de Juillet
 (avril 2025).
Vous lisez un « bon article » labellisé en 2008.
Pour un article plus général, voir Royaume de France.
Pour les articles homonymes, voir Juillet (homonymie).
9 août 1830 – 24 février 1848
(17 ans, 6 mois et 15 jours)
Entités précédentes :
- Royaume de France (Seconde Restauration)

Entités suivantes :
- Deuxième République

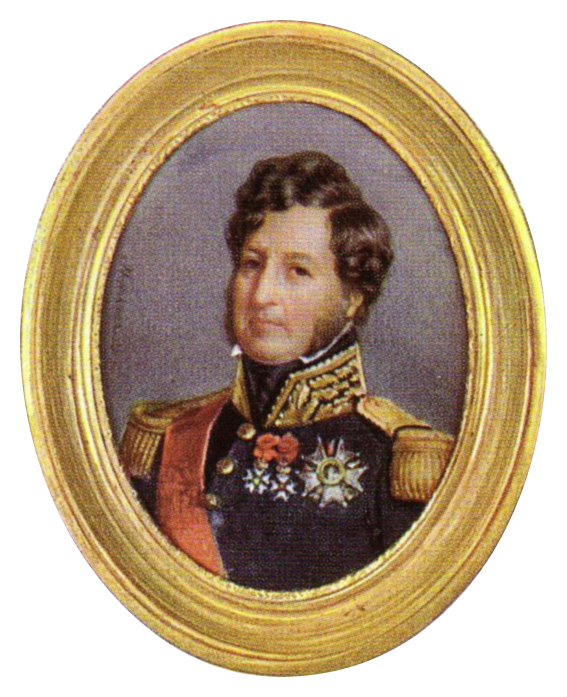
La société française est divisée sous la monarchie de Juillet ; les partisans de Louis-Philippe sont appelés les philippards.

La monarchie de Juillet est le régime politique du royaume de France entre 1830 et 1848. Instaurée le 9 août 1830 après la révolution dite des « Trois Glorieuses » les 27, 28 et 29 juillet 1830, elle succède à la Restauration.
La branche cadette des Bourbons, la maison d’Orléans, accède alors au pouvoir. Louis-Philippe Ier n’est pas sacré roi de France mais intronisé roi des Français. Son règne, commencé avec les barricades de la révolution de 1830, est troublé par plusieurs soulèvements vite maîtrisés, républicains à Paris, légitimistes dans l'Ouest, deux tentatives avortées de coup d'État bonapartiste à Strasbourg et Boulogne, qui ne remettent guère en cause la paix intérieure. La monarchie de Juillet, qui a été celle d’un seul roi, fait suite à la monarchie dite « conservatrice » que constitue la Restauration entre 1814 et 1830.
Plus libérale que celle qui la précède, elle est marquée par une renonciation à la monarchie absolue de droit divin (absolutisme) et un louvoiement permanent entre les factions parlementaires du « mouvement » et de la « résistance ». Louis-Philippe définit lui-même sa politique comme celle du « juste milieu ». Son régime s'appuie sur un suffrage censitaire élargi, et sur la Garde nationale bourgeoise. Sa politique extérieure en demi-teinte cherche à allier le reflet du prestige napoléonien et le souci de l'équilibre européen. Cependant, il maîtrise mal les bouleversements sociaux nés de l'industrialisation et son règne s’achève en 1848 par d’autres barricades, qui le chassent pour instaurer la Deuxième République.

## Des débuts agités
Le 7 août 1830, la Charte de 1814 est révisée. Le préambule rappelant l'Ancien Régime est supprimé. La charte devient un pacte entre la nation et le roi, et cesse d'être une concession de ce dernier. Elle s'inscrit comme un compromis entre les constitutionnels et les républicains. La religion catholique n'est plus religion d'État, la censure de la presse est abolie, le drapeau tricolore rétabli.
Le 9 août 1830, Louis-Philippe prête serment à la Charte et est intronisé. C'est le commencement officiel de la monarchie de Juillet. Le 11 août, le premier ministère du règne de Louis-Philippe Ier est formé, rassemblant des ténors de l'opposition constitutionnelle à Charles X, dont Casimir Perier, Laffitte, Molé, le duc de Broglie, Guizot… Le ministère doit répondre à un double objectif : prendre fermement en main la machine administrative et rétablir l'ordre dans la rue, tout en feignant l'enthousiasme pour la cause de la révolution qui vient de triompher. La constitution du ministère associe différentes tendances, dont des membres du Parti du Mouvement et des membres du Parti de la Résistance.

### Le désordre permanent

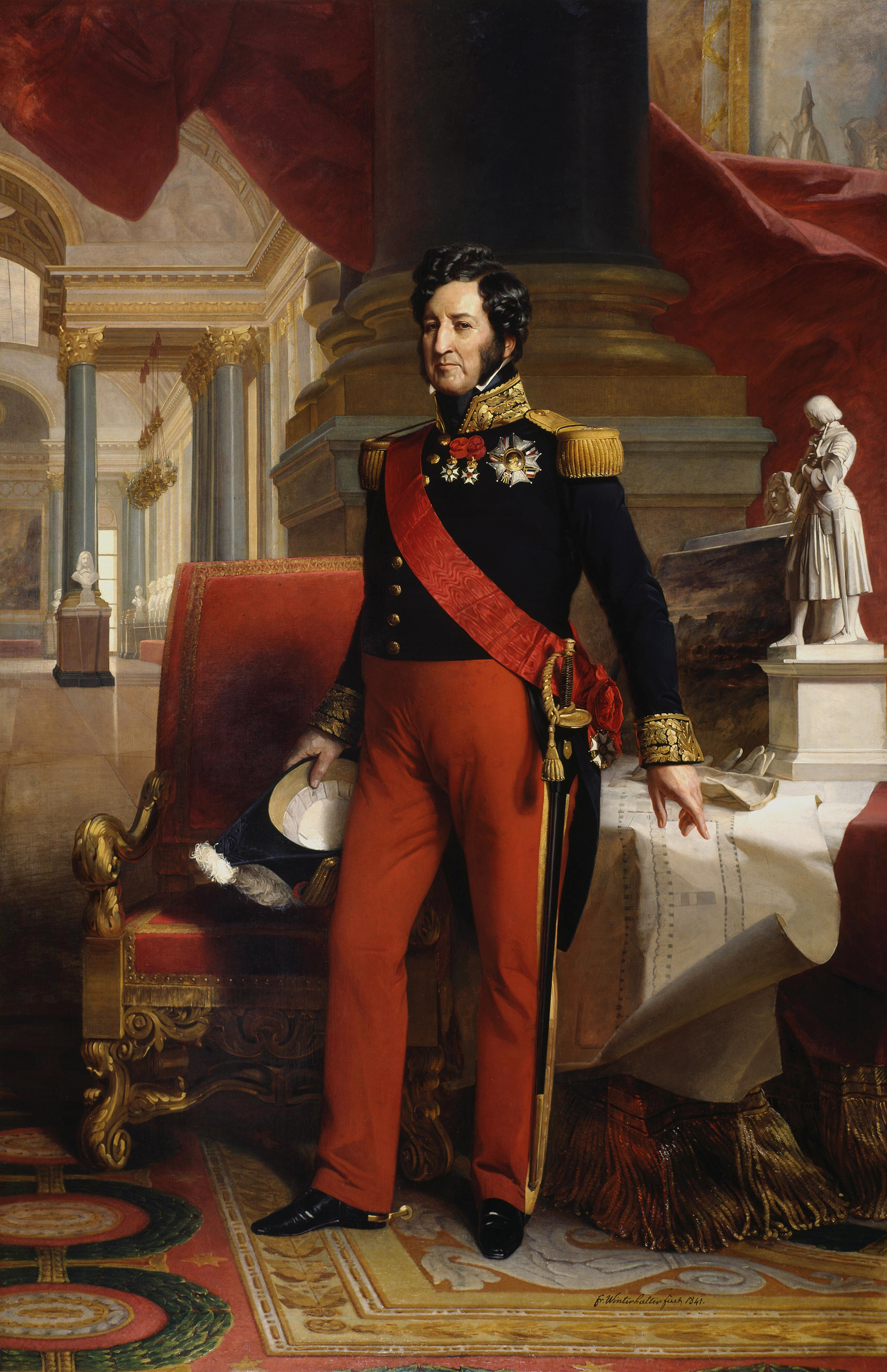
Louis-Philippe Ier, roi des Français (le roi est représenté à l'entrée de la galerie des Batailles qu'il a fait aménager au château de Versailles).

Pendant trois mois, l'agitation, entretenue par la presse républicaine et libérale, est permanente. Le gouvernement ne dispose pas des moyens de sévir, d'autant que la Garde nationale est commandée, à partir du 16 août, par le marquis de La Fayette, chef de file des républicains. Louis-Philippe doit donc souffrir les familiarités des « héros de Juillet » qui réclament, selon la formule de La Fayette, « un trône populaire entouré d'institutions républicaines ». Le « roi-citoyen » distribue force poignées de main à la foule ; devant le Palais-Royal, ce sont en permanence des attroupements qui réclament à tout bout de champ Louis-Philippe pour lui faire chanter La Marseillaise, ou La Parisienne de Casimir Delavigne. Dans les salons du faubourg Saint-Germain, les légitimistes s'amusent du manque de dignité de la nouvelle royauté. Ils composent des pochades où Fipp Ier, roi des épiciers, explique à son fils Grand Poulot que la politique consiste à serrer la main du premier venu. Mais, comme l'a bien compris le chansonnier Béranger, le roi joue un rôle de composition et ne tardera pas à jeter le masque ; pour l'attirer au Palais-Royal, on explique à Béranger qu'on peut s'y rendre sans façon et même y porter des bottes : « Bien, bien, répond-il, des bottes aujourd'hui, et des bas de soie dans quinze jours ! ».

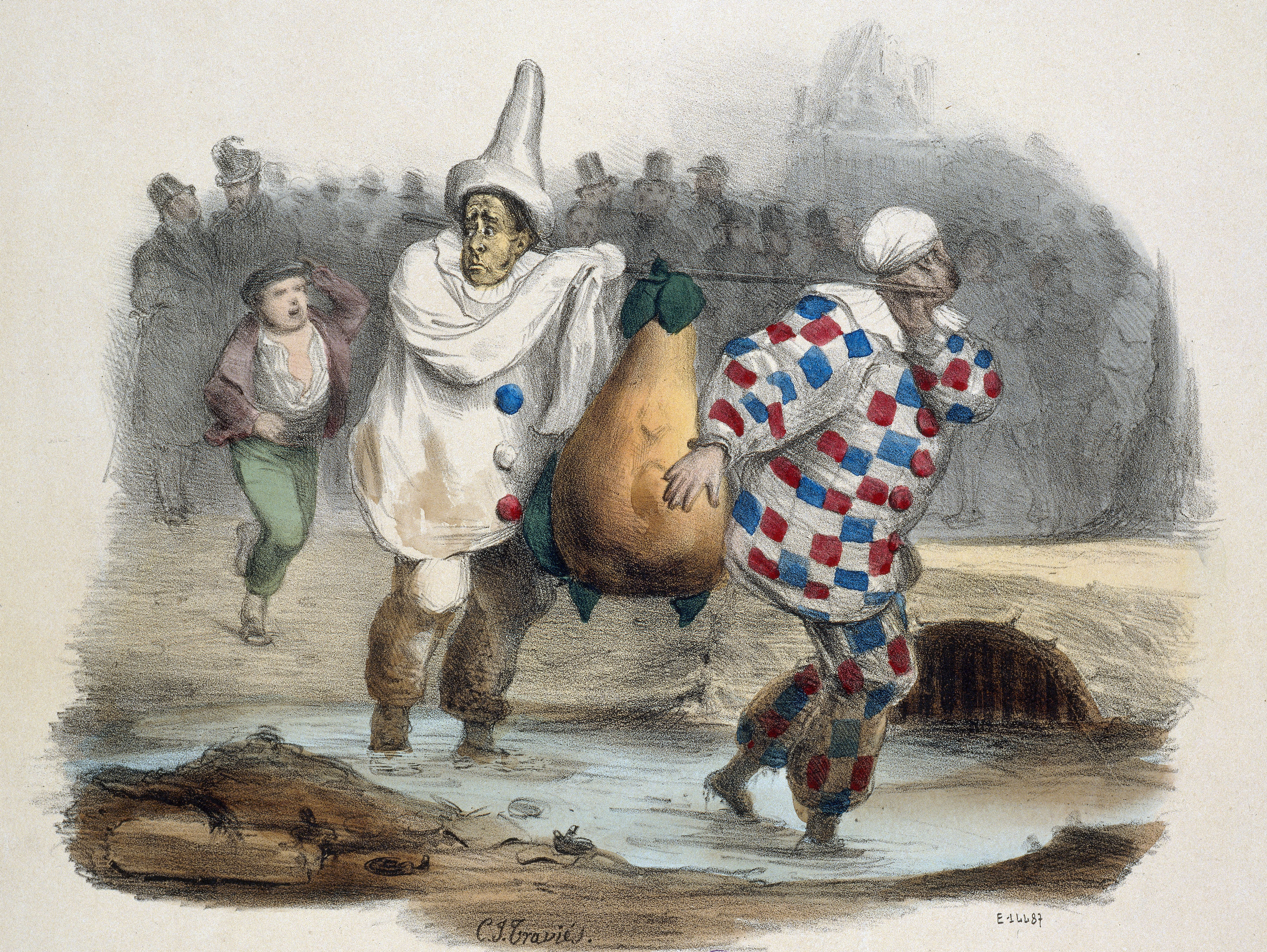
« Le juste milieu se crotte », caricature de Traviès, 1832.

Les révolutionnaires se retrouvent au sein de clubs populaires, se réclamant des clubs de la révolution de 1789, dont plusieurs prolongent des sociétés secrètes républicaines, par exemple la Société des amis du peuple, installée au manège Pellier, rue Montmartre. On y réclame des réformes politiques ou sociales, et l'on y demande la condamnation à mort des quatre ministres de Charles X qui ont été arrêtés alors qu'ils cherchaient à quitter la France. Le procès des ministres de Charles X va occuper l'opinion jusqu'à leur condamnation, en décembre 1830, à la détention perpétuelle. Les grèves, les manifestations se multiplient et aggravent le marasme économique.
Pour relancer l'activité, le gouvernement fait voter, à l'automne 1830, un crédit de 5 millions pour financer des travaux publics, prioritairement des routes. « Les routes sont la mort-aux-rats de la guerre civile », dit Louis-Philippe à Guizot, qui a les travaux publics dans son portefeuille. Puis, face à la multiplication des faillites et à la montée du chômage, surtout à Paris, le gouvernement propose d'accorder une garantie de l'État aux prêts aux entreprises en difficulté dans une enveloppe de 60 millions ; en définitive, la Chambre vote au début octobre un crédit de 30 millions destiné à des subventions qui profitent surtout à de gros entrepreneurs dévoués au nouveau régime, comme l'imprimeur Firmin Didot.
Le 27 août, la monarchie de Juillet doit affronter le premier d’une longue liste de scandales avec la mort du dernier prince de Condé, retrouvé pendu à l'espagnolette de la fenêtre de sa chambre au château de Saint-Leu. Louis-Philippe et la reine Marie-Amélie sont accusés sans preuve par les légitimistes de l'avoir fait assassiner pour permettre à leur fils, le duc d'Aumale, institué son légataire universel, de mettre la main sur son immense fortune. L'explication la plus communément admise aujourd'hui est que le prince aurait été victime de jeux sexuels un peu poussés avec sa maîtresse, la baronne de Feuchères.

### Le renouvellement du personnel politique et administratif

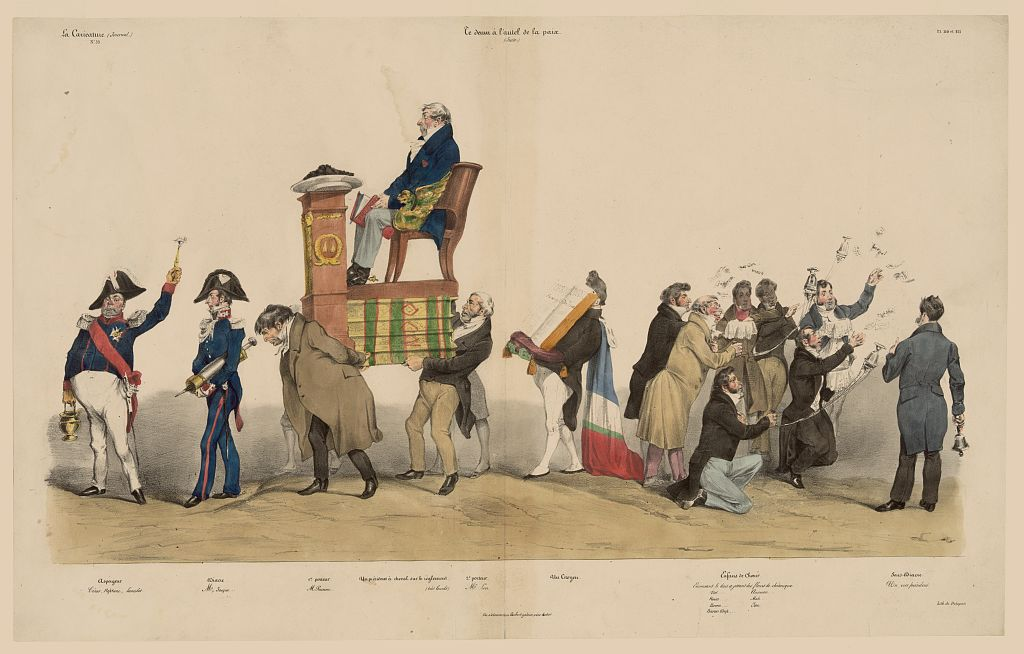
Amédée Girod de l'Ain, président de la Chambre des députés, et autres figures du nouveau personnel politique, dessin de Grandville, 1831 : le roi (à dr.) est seulement « un citoyen ».

Dans le même temps, le gouvernement épure l'administration de tous les sympathisants légitimistes qui refusent de prêter serment au nouveau régime et à son souverain et les remplace par un personnel nouveau issu de la révolution de Juillet, donnant le signal d'une vaste « course aux places ». Une comédie-vaudeville, La Foire aux places de Jean-François Bayard, est jouée au théâtre du Vaudeville le 25 septembre 1830 ; elle montre le chœur des solliciteurs réunis dans l'antichambre d'un ministre : « Qu'on nous place / Et que justice se fasse. / Qu'on nous place / Tous en masse. / Que les placés / Soient chassés ! ». Au ministère de l'Intérieur, Guizot renouvelle toute l'administration préfectorale et les maires des grandes villes. Ses collègues en font de même. Au ministère de la Justice, Dupont de l'Eure, assisté par son secrétaire général, Mérilhou, change la plupart des procureurs généraux. Dans l'armée, le maréchal de Bourmont qui venait de conclure victorieusement l'expédition d'Alger, resté fidèle à Charles X, est remplacé au commandement de la régence d'Alger par Clauzel. On remplace les généraux commandant les régions militaires, les ambassadeurs, les ministres plénipotentiaires, la moitié des membres du Conseil d'État. À la Chambre des députés, un quart environ des sièges (119) sont soumis à réélection en octobre, après démission, refus de serment ou nomination à une fonction publique entraînant, pour l'intéressé, l'obligation de se représenter devant les électeurs. Ces élections partielles sont un succès pour le nouveau régime et une déroute pour les légitimistes.
L'élément le plus notable dans ce renouvellement du personnel politique et administratif est le retour aux affaires de la partie du personnel du Premier Empire qui en avait été écartée sous la Seconde Restauration. Sociologiquement, en dépit de l'élargissement modéré du suffrage censitaire, les élites ne sont guère renouvelées : après la révolution de juillet, souligne l'historien américain David H. Pinkney, « les propriétaires terriens, la classe des fonctionnaires et les gens des professions libérales continuèrent à prédominer dans les postes clefs de l'État comme ils l'avaient fait sous l'Empire et sous la Restauration. En cela, on peut considérer que la Révolution n'avait pas inauguré un quelconque régime nouveau de « grande bourgeoisie » ». La grande différence entre la Restauration et la Monarchie de Juillet, avance Guy Antonetti, « n'a pas tant résidé dans la substitution d'un groupe social à un autre que dans la substitution, à l'intérieur du même groupe social, des tenants d'une mentalité favorable à l'esprit de 89 aux tenants d'une mentalité qui lui était hostile : socialement semblables, idéologiquement différents. 1830 n'a été qu'un changement d'équipe dans le même camp et non un changement de camp ».

### L’installation symbolique du nouveau régime
Le 29 août, Louis-Philippe passe en revue la Garde nationale de Paris qui l'acclame. « Cela vaut mieux pour moi que le sacre de Reims ! », s'écrie-t-il en embrassant La Fayette. Le 11 octobre, le nouveau régime décide que des récompenses seront accordées à tous les blessés des « Trois Glorieuses » et crée une médaille commémorative pour les combattants de la révolution de Juillet. En octobre, le gouvernement présente un projet de loi destiné à indemniser à concurrence de 7 millions les victimes des journées de juillet (500 orphelins, 500 veuves, 3 850 blessés).

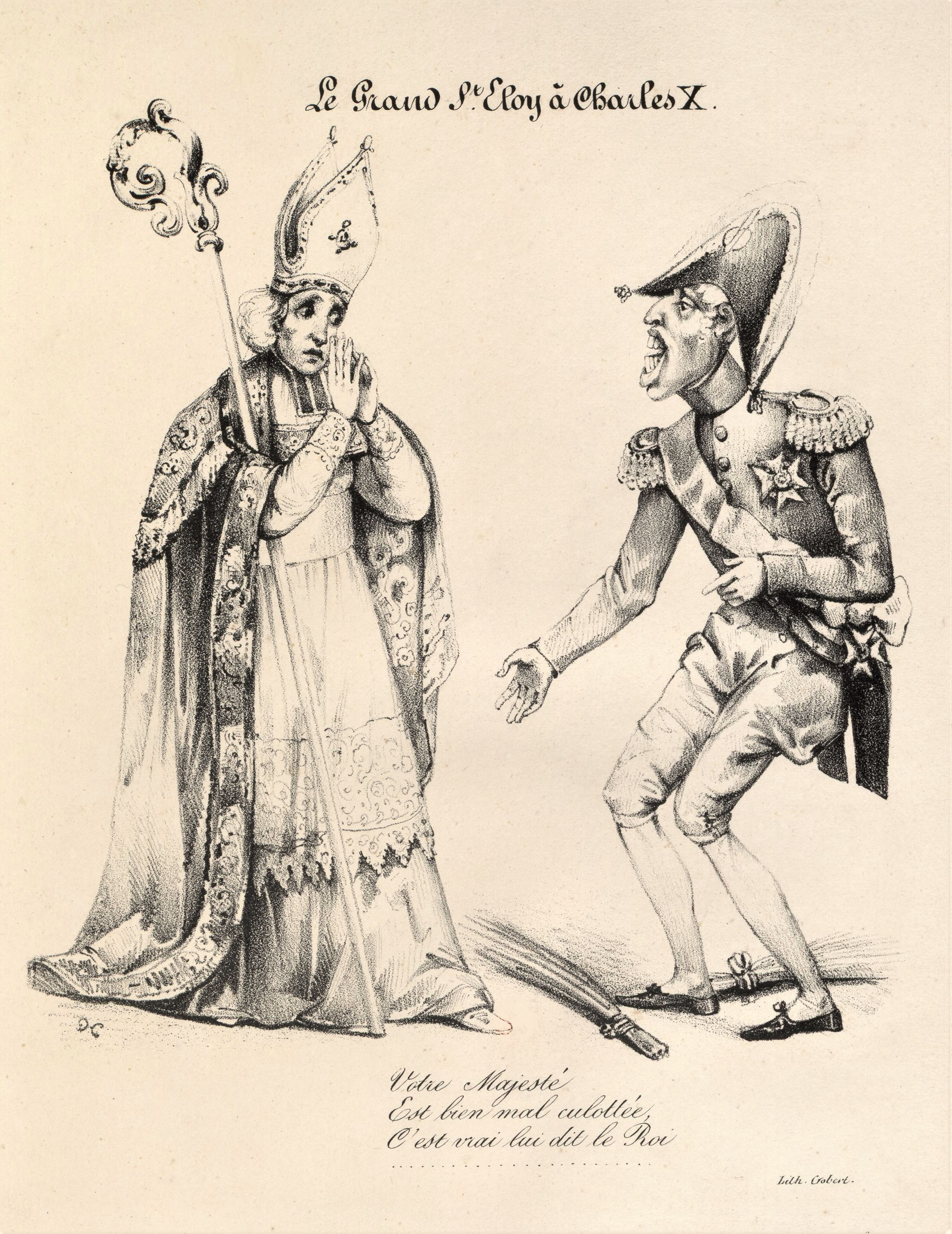
« Le Grand St-Éloy à Charles X : Votre Majesté est bien mal culottée - C'est vrai lui dit le roi », caricature anonyme représentant Mgr Latil, archevêque de Reims, au sacre de Charles X.

Le 13 août, le roi a décidé que les armes de la maison d'Orléans (de France au lambel d'argent) orneront désormais le sceau de l'État. Les ministres perdent les appellations de Monseigneur et la qualification d’Excellence pour devenir Monsieur le ministre. Le fils aîné du roi est titré duc d'Orléans et prince royal ; les filles et la sœur du roi sont princesses d'Orléans, et non filles de France.
Sont adoptées et promulguées des lois revenant sur des mesures impopulaires prises sous la Restauration. La loi d'amnistie de 1816, qui avait condamné à la proscription les anciens régicides ayant voté la mort de Louis XVI en 1793, est abrogée, à l'exception de son article 4, qui condamne au bannissement les membres de la famille Bonaparte. L'église Sainte-Geneviève est de nouveau retirée au culte catholique le 15 août et retrouve, sous le nom de Panthéon, sa vocation de temple laïc dédié aux gloires de la France. Le 11 octobre, la « loi du sacrilège » de 1825, qui punissait de mort les profanateurs d'hosties consacrées, est abrogée. Ce texte hautement symbolique n'avait d'ailleurs jamais été appliqué.
Une série de restrictions budgétaires frappe l’Église catholique : suppression des 8 000 demi-bourses de 150 francs qui avaient été accordées aux écoles secondaires catholiques (30 septembre), suppression des indemnités versées aux prêtres auxiliaires (13 octobre), suppression des traitements des cardinaux résidentiels (Croÿ, archevêque de Rouen ; Latil, archevêque de Reims ; d'Isoard, archevêque d'Auch ; Rohan-Chabot, archevêque de Besançon), considérés comme dignitaires d'un État étranger (21 octobre), suppression du secours annuel de 5 000 francs accordé depuis 1817 à la Congrégation des pères du Saint-Esprit (27 octobre).

### Larésistanceet lemouvement

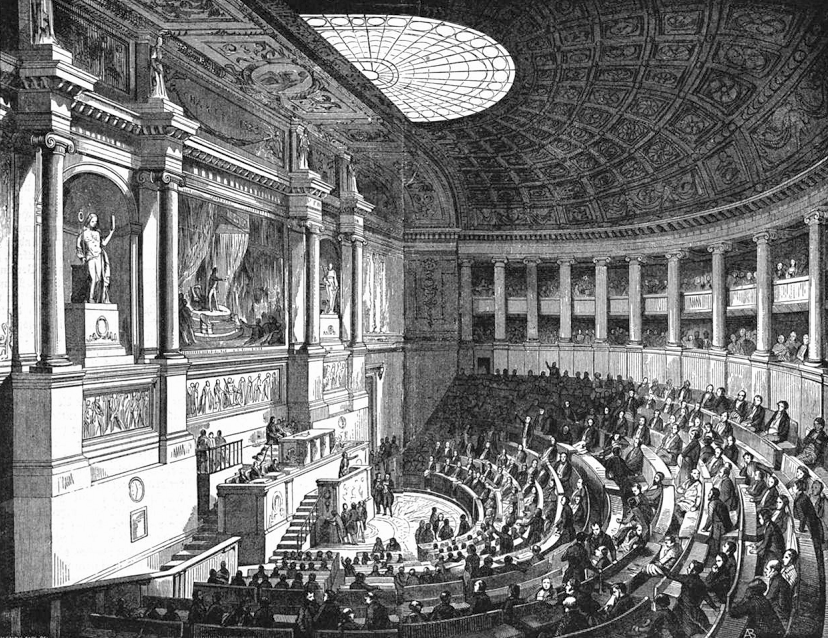
Salle de séances de la Chambre des députés.

Dans l'opinion et à la Chambre des députés, des voix s'élèvent pour demander la fermeture des clubs républicains, foyers d'agitation qui contreviennent à l'article 291 du code pénal, interdisant toute réunion de plus de 20 personnes. Le 25 août, des habitants du quartier commerçant de la rue Montmartre envahissent la salle de la Société des amis du peuple et en dispersent de force les membres. Mais le garde des sceaux, Dupont de l'Eure, et le procureur général de Paris, Bernard, tous deux républicains, refusent de poursuivre les associations révolutionnaires.
Le 25 septembre, répondant à une interpellation à la Chambre sur ce sujet, le ministre de l'Intérieur, Guizot, exprime en revanche la volonté de mettre un terme à l'agitation : « Messieurs, dit Guizot, nous avons fait une révolution, une heureuse, une glorieuse révolution ; mais nous n'avons pas prétendu mettre la France en état révolutionnaire, la maintenir dans le trouble qui accompagne une telle situation ». Il définit l’« état révolutionnaire » : « Toutes les choses sont mises en question ; toutes les prétentions sont indéfinies ; des appels continuels sont faits à la force, à la violence. […] Eh bien ! Messieurs, nous aimons le progrès, nous désirons le mouvement progressif, […] mais le désordre n'est pas le mouvement, le trouble n'est pas le progrès, l'état révolutionnaire n'est pas l'état ascendant de la société ». Le discours, appuyé par celui de Casimir Perier, est bien accueilli à la Chambre, mais celle-ci ne parvient pas à conclure. C'est l'apparition d'un clivage entre deux tendances politiques antagonistes, qui vont structurer la vie politique sous la monarchie de Juillet :
- le parti du mouvement (soutenu par le journal Le National), réformiste et favorable à une politique d'aide aux nationalités ;
- le parti de la résistance (soutenu par le Journal des débats), conservateur et favorable à la paix avec l'Europe.

Le procès des quatre ex-ministres de Charles X arrêtés en août 1830 alors qu'ils tentaient de fuir à l'étranger — Polignac, Chantelauze, Peyronnet et Guernon-Ranville — est la grande affaire politique de l'heure. La gauche exige la tête des ministres, mais Louis-Philippe veut éviter une exécution dont il craint qu'elle ne donne le signal d'une vague de Terreur révolutionnaire qui, emportant la monarchie de Juillet dans une spirale de violence, la conduirait à la guerre avec les puissances européennes. Aussi la Chambre des députés, tout en votant le 27 septembre une résolution de mise en accusation des anciens ministres, adopte le 8 octobre une adresse invitant le roi à présenter un projet abolissant la peine de mort, au moins en matière politique. Cet épisode déclenche une émeute les 17 et 18 octobre : les manifestants marchent sur le fort de Vincennes, où sont détenus les ministres.
Après ces émeutes, Guizot demande la révocation du préfet de la Seine, Odilon Barrot, qui, dans une proclamation aux Parisiens, a qualifié d’« inopportune démarche » l'adresse demandant l'abolition de la peine de mort. Guizot, appuyé par le duc de Broglie, estime qu'un haut fonctionnaire ne saurait critiquer un acte de la Chambre des députés, surtout que celui-ci a été approuvé par le roi et par son gouvernement. Dupont de l'Eure prend le parti de Barrot et menace de démissionner s'il est désavoué. Face à ces désaccords, Jacques Laffitte, principale figure du mouvement, s'offre alors pour coordonner les ministres avec le titre de « président du Conseil ». Aussitôt, Broglie et Guizot, refusant de passer sous la coupe de Laffitte, démissionnent, suivis par Perier, André Dupin, Louis-Mathieu Molé et Joseph-Dominique Louis. Louis-Philippe prend Laffitte au mot et l'appelle à former un nouveau gouvernement le 2 novembre 1830.

### Le ministère Laffitte
« Si le chef doit être M. Laffitte, confie Louis-Philippe au duc de Broglie, j'y consens pourvu qu'il soit lui-même chargé de choisir ses collègues, et je préviens d'avance que, ne partageant pas son opinion, je ne saurais lui promettre de lui prêter secours ». On ne saurait être plus clair ; pourtant, la formation du cabinet donne lieu à de longues tractations et Laffitte, trompé par les marques d'amitié que lui prodigue le roi, croit que ce dernier lui accorde une véritable confiance.

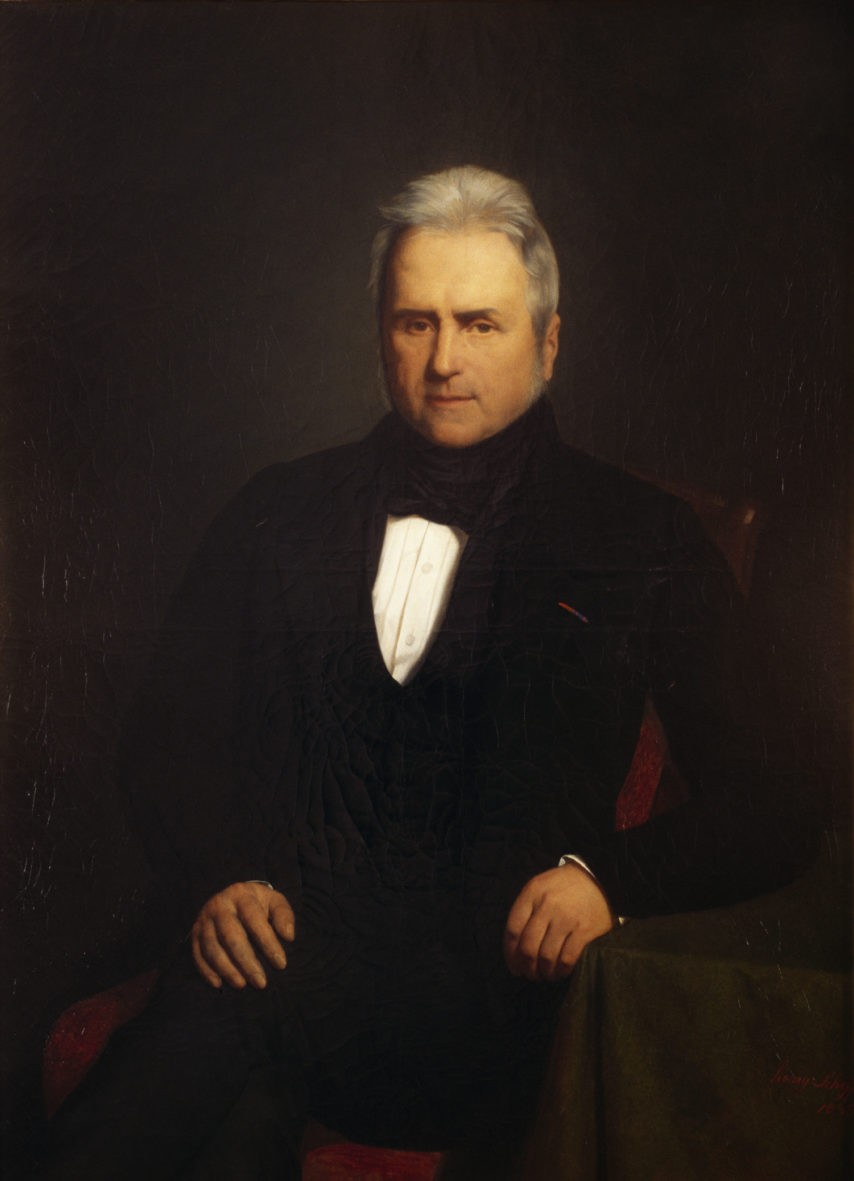
Jacques Laffitte.

Le procès des ex-ministres de Charles X se déroule du 15 au 21 décembre devant la Chambre des pairs, cernée par l'émeute qui réclame leur mort. Condamnés à la détention perpétuelle, assortie de la mort civile pour Polignac, les ministres échappent au lynchage grâce à la présence d'esprit du ministre de l'Intérieur, Montalivet, qui parvient à les mettre en sécurité au fort de Vincennes. La Garde nationale maintient le calme dans Paris, affirmant son rôle essentiel de milice bourgeoise du nouveau régime.

#### L'idéal du juste milieu
Le 29 janvier 1831, la ville de Gaillac envoie à Louis-Philippe une lettre ouverte, déclarant s'en remettre au gouvernement du roi « du soin d’assurer le développement des conquêtes de juillet ». Louis-Philippe répond qu’il faut « éviter tout ce qui pourrait provoquer la guerre » et qu’ainsi « la France pourra jouir en paix des avantages qu’elle a si glorieusement conquis », mais il ajoute : « Toutefois, il faut s’entendre sur ces avantages. Il ne faut pas croire qu’ils consistent dans une extension de toutes les libertés, au-delà des bornes que l'ordre public et l’esprit de nos institutions ont posées. Sans doute la révolution doit porter ses fruits, mais cette expression n’est que trop souvent employée dans un sens qui ne répond ni à l’esprit national, ni aux besoins du siècle, ni au maintien de l’ordre public. C’est pourtant cela qui doit tracer notre marche. Nous chercherons à nous tenir dans un juste milieu, également éloigné des excès du pouvoir populaire et des abus du pouvoir royal. » La formule enchanta les caricaturistes et les humoristes et finit par s’identifier complètement au régime. Cet idéal du juste milieu est précisé par Louis-Philippe en septembre 1833, en réponse à un discours du président du tribunal de commerce de Bernay ; après avoir condamné aussi bien « un passé contraire à la dignité de l’homme et à l’esprit éclairé du siècle » (la monarchie absolue) que « les théories politiques peu compatibles avec nos mœurs et dont nos souvenirs se rappellent encore la malheureuse application » (la république révolutionnaire), le roi indique : « Notre révolution de 1830 a eu pour but la défense de l’ordre légal, et de même qu’elle a triomphé de la violation des lois, de même elle a réduit à l’impuissance ceux qui voulaient nous attirer dans les voies de l’anarchie et du désordre ».

#### La mise en œuvre de réformes promises par la Charte révisée
En manifestant l'importance de la Garde nationale, seule force sur laquelle le gouvernement puisse alors compter pour assurer l'ordre public, cet épisode démontre également le risque qu'il y avait à la laisser aux mains du peu fiable La Fayette. Celui-ci est rapidement poussé à la démission à la faveur d'une réorganisation, ce qui entraîne le départ du gouvernement du garde des sceaux, Dupont de l'Eure. D'autre part, pour éviter de dépendre d'une seule force, Louis-Philippe charge le maréchal Soult, nommé ministre de la Guerre depuis le 17 novembre, de réorganiser sans tarder l'armée de ligne. Celui-ci présente à la Chambre, dès le mois de février 1831, son plan visant à accroître les effectifs de l'armée, à résorber le surencadrement et à assurer l'approvisionnement en armes et en munitions, et fait adopter la loi du 9 mars 1831 créant la Légion étrangère, première d'un important train de réformes militaires. Suivent les lois du 11 avril 1831 sur les pensions militaires, des 21 mars et 14 avril 1832 sur le recrutement de l'armée et sur l'avancement, et du 19 mai 1834 sur l'état des officiers.

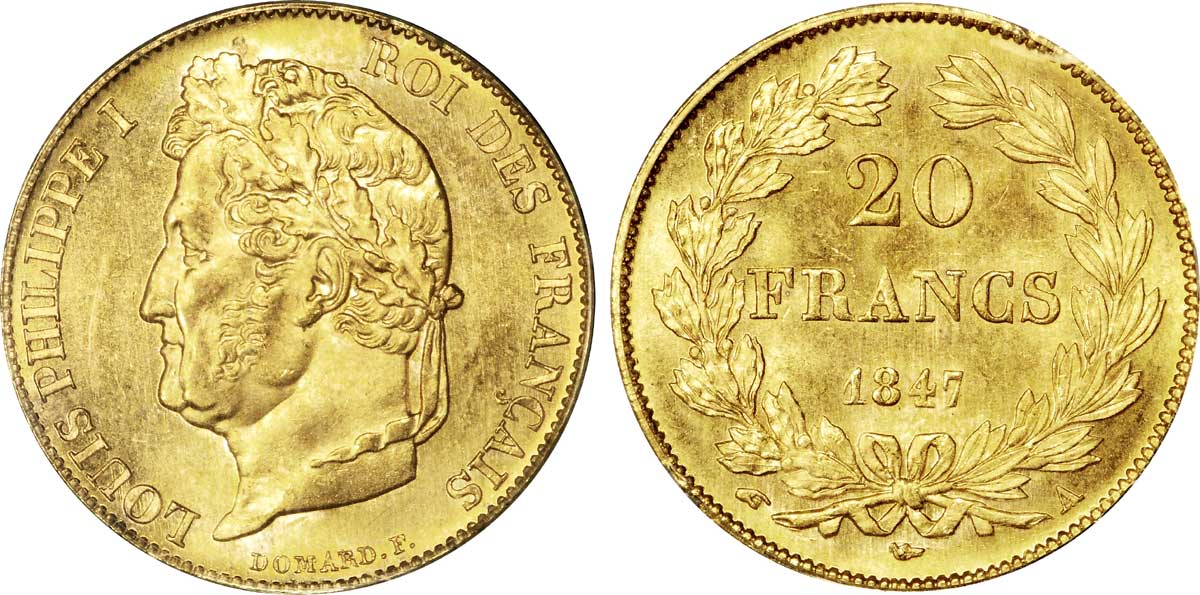
20 francs or Louis-Philippe, 1847.

Dans le même temps, le gouvernement met en œuvre un certain nombre de réformes réclamées par le parti du mouvement et qui avaient été inscrites à l'article 69 de la Charte révisée : la loi du 21 mars 1831 sur les conseils municipaux rétablit le principe de l'élection et élargit sensiblement la base électorale, avec 2 à 3 millions d'électeurs sur 32,6 millions d'habitants, soit dix fois plus que pour les élections législatives ; la loi du 22 mars 1831 organise la Garde nationale. La loi électorale qui abaisse le cens de l'électorat de 300 à 200 francs de contributions directes et le cens d'éligibilité de 1 000 à 500 francs, engagée le 22 février par Laffitte devant le parlement, ne sera votée qu'après sa chute, le 19 avril 1831, après deux mois de débat : le nombre d'électeurs passe de moins de 100 000 à 166 000. Un Français sur 170 participe à la vie politique par le biais des élections.

#### Les émeutes des 14 et 15 février 1831
Les émeutes qui ont lieu à Paris les 14 et 15 février 1831 vont provoquer la chute du ministère. Elles trouvent leur origine dans la célébration, le 14, d'un service funèbre organisé à Saint-Germain-l'Auxerrois par les légitimistes en mémoire du duc de Berry. La cérémonie religieuse prend en réalité un tour nettement plus politique, celui d'une manifestation en faveur du « comte de Chambord ». Les révolutionnaires y voient une provocation intolérable, envahissent l'église et la mettent à sac. Le lendemain, la foule saccage une nouvelle fois l'archevêché, déjà dévasté lors des « Trois Glorieuses », avant de piller plusieurs églises. Le mouvement s'étend à la province où des séminaires et des palais épiscopaux sont pillés dans plusieurs villes.
Le gouvernement s'abstient de réagir énergiquement. Le préfet de la Seine, Odilon Barrot, le préfet de police, Jean-Jacques Baude, le commandant de la Garde nationale de Paris, le général Mouton, restent passifs. Cette passivité indigne Guizot, mais aussi des républicains comme Armand Carrel qui écrit dans Le National du 16 février : « C'est au peuple qu'on rend compte des arrestations carlistes. Pour calmer l'émeute, on s'humilie devant elle ; on lui jure qu'on est gouverné par elle, qu'on obéit à ses inspirations ». Et quand le gouvernement prend enfin des mesures, c'est pour faire arrêter l'archevêque de Paris, Mgr de Quélen, le curé de Saint-Germain-l'Auxerrois, et d'autres prêtres accusés, avec quelques notables royalistes, de s'être livrés à des provocations[réf. nécessaire].

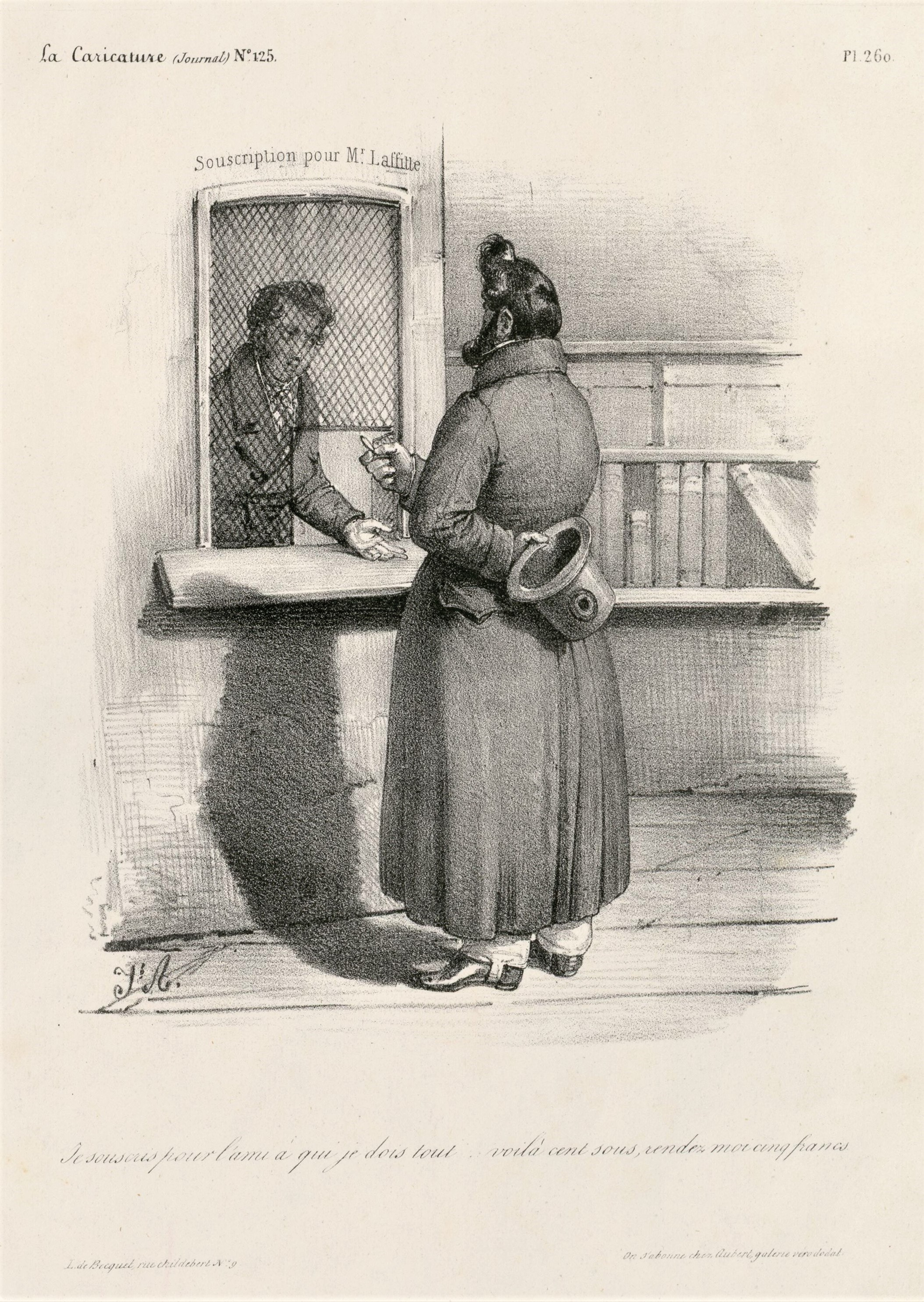
« Souscription pour M. Laffitte : Je souscris pour l'ami à qui je dois tout. … voilà cent sous, rendez moi cinq francs », caricature anonyme : Louis-Philippe donne une pièce à Laffitte et lui reprend la même somme.

Pour calmer les esprits, Laffitte, appuyé par le prince royal, propose au roi une étrange parade : supprimer les fleurs de lys sur le sceau de l'État. Louis-Philippe tente de se dérober, mais il finit par signer l'ordonnance du 16 février 1831 qui substitue aux armes de la maison d'Orléans un écu portant un livre ouvert avec les mots Charte de 1830. Il faut ensuite faire gratter les fleurs de lys sur les carrosses du roi, sur les bâtiments officiels, etc. Louis-Philippe s'est fait violence, mais pour Laffitte, c'est une victoire à la Pyrrhus : de ce jour, le roi est résolu à se débarrasser de lui sans plus attendre.[réf. nécessaire]
La montée de l'agitation condamne au demeurant d'elle-même la politique de laissez-faire du parti du mouvement. À la Chambre, le 19 février, Guizot s'indigne : « On a vu des gouvernements despotiques populaires, quand ils sont habiles, forts, quand ils savent rallier la majorité des intérêts nationaux et se placer dans le mouvement national. Dans les pays libres, le meilleur gouvernement n'est jamais populaire ; il a toujours contre lui des espérances, des mécomptes, des illusions déçues. Il trouve toujours dans la portion de la société la plus remuante […] de quoi le faire paraître impopulaire, même au moment où il est le plus utile. […] Je crois fermement que nous sommes dans la mauvaise direction ; que l'ordre et la liberté chez nous sont en péril et non en progrès. […] J'en étais convaincu il y a trois mois, lorsque, avec mes honorables amis, nous sortîmes du ministère. D'autres hommes, honorables comme nous, sincères comme nous, comme nous dévoués au prince et au pays, en ont jugé autrement. […] Je ne leur demande pas ce qu'ils en pensent aujourd'hui. […] Pour mon compte, je ne crois pas qu'il soit possible de rester dans cette position ». Guizot, vivement approuvé par tous les députés du centre, met Laffitte au défi de dissoudre la Chambre et de se présenter devant les électeurs. Le président du Conseil relève le gant, mais le roi, à qui appartient seul la prérogative de dissolution, préfère temporiser encore quelques jours. En attendant, à la demande de Montalivet, Barrot est remplacé par Taillepied de Bondy à la préfecture de la Seine, tandis que Vivien de Goubert succède à Baude à la préfecture de police.

#### La chute de Laffitte
Le désordre est permanent dans les rues de Paris. Tout est prétexte à incidents et manifestations. Qui plus est, la situation économique est morose : la rente française à 5 %, qui était au-dessus du pair avant les Trois Glorieuses, est tombée à 94 le 28 janvier 1831, puis à 82 le 12 mars. Le projet de budget pour 1831 présenté par Laffitte présente un déficit réel de 200 millions sur un total de 1 160 millions : le budget « ordinaire » est en équilibre à 960 millions mais s'y ajoutent 200 millions de dépenses extraordinaires non financées.
Enfin décidé à pousser Laffitte à la démission, Louis-Philippe use d'un stratagème. Il se fait remettre par le ministre des Affaires étrangères, Sébastiani, une note du maréchal Maison, ambassadeur de France à Vienne, arrivée à Paris le 4 mars, qui annonce l'imminence d'une intervention militaire autrichienne en Italie. Laffitte apprend l'existence de cette note dans Le Moniteur du 8 mars. Il demande aussitôt des explications à Sébastiani qui doit lui avouer qu'il a agi sur ordre du roi. Laffitte se précipite auprès de Louis-Philippe, qui le reçoit aimablement. Cherchant à amener le roi à se découvrir, Laffitte lui rappelle le programme belliqueux qu'il a développé à la Chambre. Louis-Philippe l'invite à soumettre la question au Conseil des ministres qui, réuni le lendemain, désavoue unanimement Laffitte. La plupart des ministres ont déjà négocié leur maintien dans la nouvelle équipe. Rencontrant La Fayette peu après sa chute, Laffitte se serait entendu dire par celui-ci : « Convenez que vous avez été un grand niais ! – J'en conviens : moi Niais Premier, vous Niais Second, et par ce moyen justice est rendue à tout le monde ! ». Celui-ci n'a plus qu'à démissionner.

## Le rétablissement de l'ordre

### L'alternance ministérielle

#### Le ministère Casimir Perier
Après avoir ainsi levé l'hypothèque du mouvement, le roi appelle au pouvoir la résistance. Le 13 mars 1831, Laffitte est donc remplacé par la principale figure du parti de la résistance, Casimir Perier. La formation du nouveau ministère a donné lieu à de délicates tractations avec Louis-Philippe, peu soucieux d'affaiblir son pouvoir et qui se méfie de Perier. Mais Perier a fini par imposer ses conditions, qui tournent autour de la prééminence du président du Conseil sur les autres ministres et la possibilité pour lui de réunir, en l'absence du roi, des conseils de cabinet. En effet, sous l'Ancien Régime, le Conseil du roi de France se réunissait hors de la présence du roi dans diverses formations, judiciaires ou administratives. Les secondes étaient destinées en principe à préparer le travail avec le roi. Mais, dans un gouvernement parlementaire, le conseil de cabinet, réuni par le président du Conseil en dehors de la présence du roi, tend à affirmer l'unité du ministère vis-à-vis des Chambres. Le conseil des ministres, tenu en présence du roi, tend alors à devenir une chambre d'enregistrement du travail du gouvernement, préparé dans le conseil de cabinet. Perier a en outre exigé que le prince royal, qui professe des idées libérales avancées, cesse de participer au Conseil des ministres. Pour autant, Perier ne veut pas l'abaissement de la couronne, dont il souhaite au contraire rehausser le prestige, contraignant par exemple Louis-Philippe à quitter sa demeure familiale, le Palais-Royal, pour s'installer dans le palais des rois, les Tuileries (21 septembre 1831).

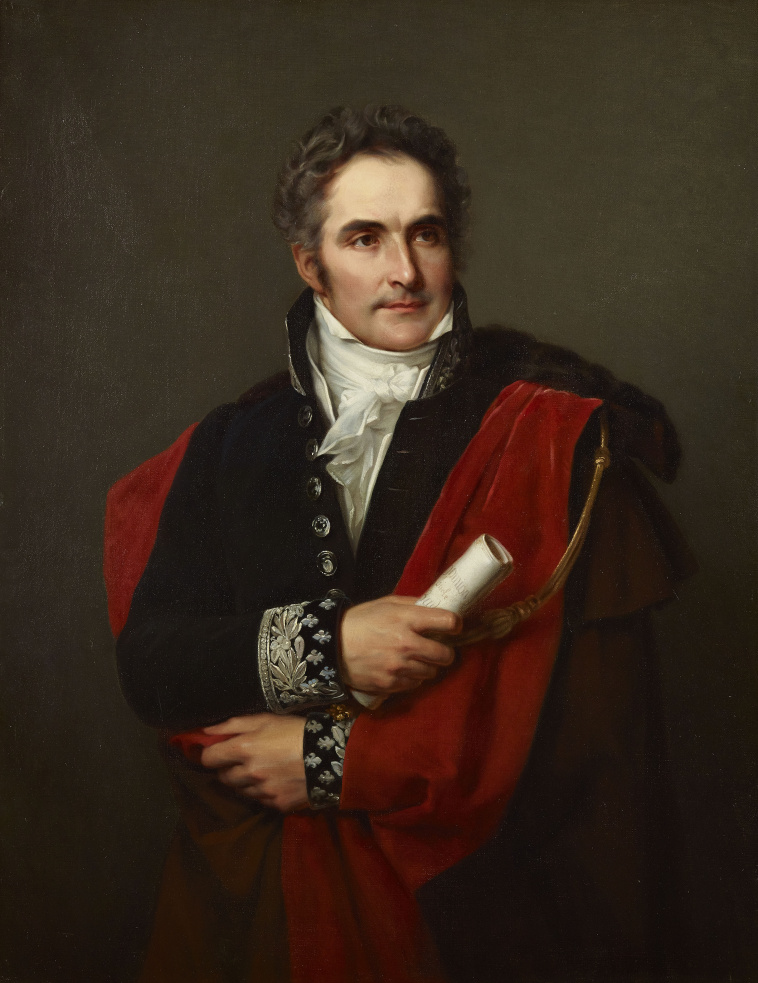
Casimir Perier.

Le 18 mars 1831, Perier prend la parole devant la Chambre des députés pour présenter une sorte de déclaration de politique générale : « Il importe, dit-il, que le cabinet nouvellement constitué vous fasse connaître les principes qui ont présidé à sa formation, et qui dirigent sa conduite. Il faut que vous votiez en connaissance de cause, et que vous sachiez à quel système de politique vous prêtez appui ». Les principes qui ont présidé à la formation du gouvernement sont ceux de la solidarité ministérielle et de l'autorité du gouvernement sur l'administration. Les principes que le gouvernement entend mettre en œuvre sont, sur le plan intérieur, « les principes mêmes de notre révolution » : « le principe de la révolution de Juillet […] ce n'est pas l'insurrection, […] c'est la résistance à l'agression du pouvoir », et, sur le plan extérieur, « une attitude pacifique et le respect du principe de non-intervention ». L'orateur résume en définitive sa politique dans une formule appelée à rester célèbre :

« Au-dedans, nous voulons l'ordre, sans sacrifice pour la liberté ; au-dehors, nous voulons la paix, sans qu'il en coûte rien à l'honneur. »

Le discours, qui va donner son nom au parti de la résistance, est très applaudi au centre. La Chambre des députés adopte, en l'absence de budget régulièrement voté, quatre douzièmes provisoires, et ce scrutin, considéré par Perier comme un vote de confiance, est acquis le 8 avril par 227 boules blanches contre seulement 32 boules noires.

#### La répression des fauteurs de troubles
Conforté par la confiance que lui a marquée la Chambre, le gouvernement entreprend de faire montre de fermeté et de sévir contre les fauteurs de troubles. La première occasion ne tarde pas à se présenter.
Le 14 mars 1831, les journaux d'opposition ont lancé une campagne de souscription en faveur d'une association nationale censée combattre le retour des Bourbons et les risques d'invasion étrangère. L'initiative est inspirée par une société patriotique qui avait été constituée par le maire de Metz, Jean-Baptiste Bouchotte, sous le patronage de notabilités de gauche comme La Fayette, Dupont de l'Eure, Lamarque et Barrot. Il ne tarde pas à créer en province un réseau de comités locaux. Perier envoie une circulaire aux préfets interdisant l'affiliation des agents de l'État (fonctionnaires, militaires, magistrats) à une association qui, en prétendant défendre la révolution et le territoire national, s'érige en rivale de l'État et l'accuse implicitement de ne pas remplir ses devoirs. Au début du mois d'avril, le gouvernement procède à quelques destitutions spectaculaires de personnalités en vue : Odilon Barrot est révoqué du Conseil d'État, le commandement militaire du général Lamarque est supprimé, Bouchotte est destitué, tout comme le marquis de Laborde, aide de camp du roi. L'opposition persifle : au lieu d'« un trône populaire entouré d'institutions républicaines » (formule attribuée à La Fayette), on parle désormais d'« un trône doctrinaire entouré de destitutions républicaines ».
Le 15 avril, la cour d'assises prononce l'acquittement de quelques jeunes républicains, Godefroy Cavaignac, Joseph Guinard, le fils d'Audry de Puyraveau, pour la plupart officiers d'artillerie de la Garde nationale, arrêtés en décembre 1830 à l'occasion des troubles qui ont marqué le procès des ministres de Charles X. Ce jugement donne le signal de nouvelles émeutes les 15 et 16 avril mais Perier réagit fermement et, s'appuyant sur une loi renforçant les mesures contre les attroupements qu'il vient de faire voter le 10 avril, engage la garnison de Paris aux côtés de la Garde nationale pour disperser les manifestants.
En mai, le gouvernement emploie une pompe à incendie contre les manifestants, ancêtre des modernes canons à eau. L'utilisation de cette nouvelle arme de répression fait les délices des caricaturistes : aux côtés du parapluie, la seringue à clystère devient l'un des attributs de Louis-Philippe dans les dessins satiriques du temps.

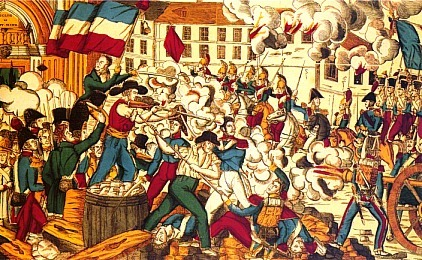
La révolte des canuts à Lyon.

Le 14 juin, à la suite d'une altercation entre un bijoutier de la rue Saint-Denis et un colporteur de chansons napoléoniennes, une nouvelle émeute éclate et dégénère, dans la nuit, en bataille rangée contre la Garde nationale, renforcée de dragons et de fantassins. Les combats se poursuivent durant toutes les journées des 15 et 16.
Surtout, le gouvernement doit faire face à la révolte des ouvriers tisserands de Lyon, les canuts, qui se soulèvent le 21 novembre 1831, ralliant à leur cause une partie de la Garde nationale. En deux jours, les ouvriers se rendent maîtres de la ville, qu'évacuent le général Roguet, commandant la division, et le maire, Victor Prunelle.
Dès le 25 novembre, Casimir Perier annonce à la Chambre des députés une réaction énergique : le maréchal Soult, accompagné du duc d'Orléans, partent aussitôt reconquérir Lyon à la tête d'une armée de 20 000 hommes, qui pénètre sans coup férir dans la capitale des Gaules le 3 décembre, et rétablit l'ordre sans effusion de sang.
Le 11 mars 1832 éclate la sédition de Grenoble : à l'occasion du Carnaval, un masque représente Louis-Philippe d'une manière particulièrement grossière. Le préfet annule le bal où, dans la soirée, le masque devait paraître. La population, mécontente, manifeste devant la préfecture. Le préfet demande à la Garde nationale de disperser les manifestants, mais la Garde nationale s'abstient de se présenter de sorte que le haut fonctionnaire requiert l'armée. Le 35e régiment de ligne s'acquitte de la mission impartie mais la population, furieuse, exige qu'il soit chassé de la ville. Pour ramener le calme, les autorités capitulent et, le 15 mars, le 35e de ligne sort de Grenoble où il est remplacé par le 6e de ligne, venu de Lyon pour le relever. Lorsqu'il apprend la nouvelle, Casimir Perier réagit vigoureusement : il dissout la Garde nationale de Grenoble et rappelle immédiatement le 35e de ligne qui rentre dans la ville au pas de marche et musique en tête.
Pourtant, la fermeté du gouvernement semble impuissante à enrayer la succession des complots et préparatifs d'attentat : celui dit « des Tours de Notre-Dame » en janvier 1832, suivi de celui de la rue des Prouvaires au début de février, etc. Les procès politiques sont autant de tribunes pour insulter le roi et le ministère : au procès de la Société des amis du peuple en janvier 1832, Raspail insulte le roi tandis que Blanqui développe abondamment ses théories socialistes. Tous les accusés dénoncent la tyrannie du gouvernement, l'énormité de la liste civile, les persécutions policières, la révolution escamotée, etc. L'agitation est permanente, dans toutes les provinces, en Dauphiné, en Picardie, à Carcassonne, en Alsace… Ces excès ont pour effet de ramener le duc d'Orléans à des sentiments politiques plus modérés. Alfred-Auguste Cuvillier-Fleury note dans son journal, le 8 janvier 1832, que le duc d'Orléans est irrité « par l'insolence des ennemis de son père » : « Il fait profession d'aimer le mouvement, mais il est dégoûté des choses par les hommes. […] C'est ainsi que les violences du parti extralégal gâtent de plus en plus la plus belle des causes ».

#### La tournée des provinces de mai à juillet 1831

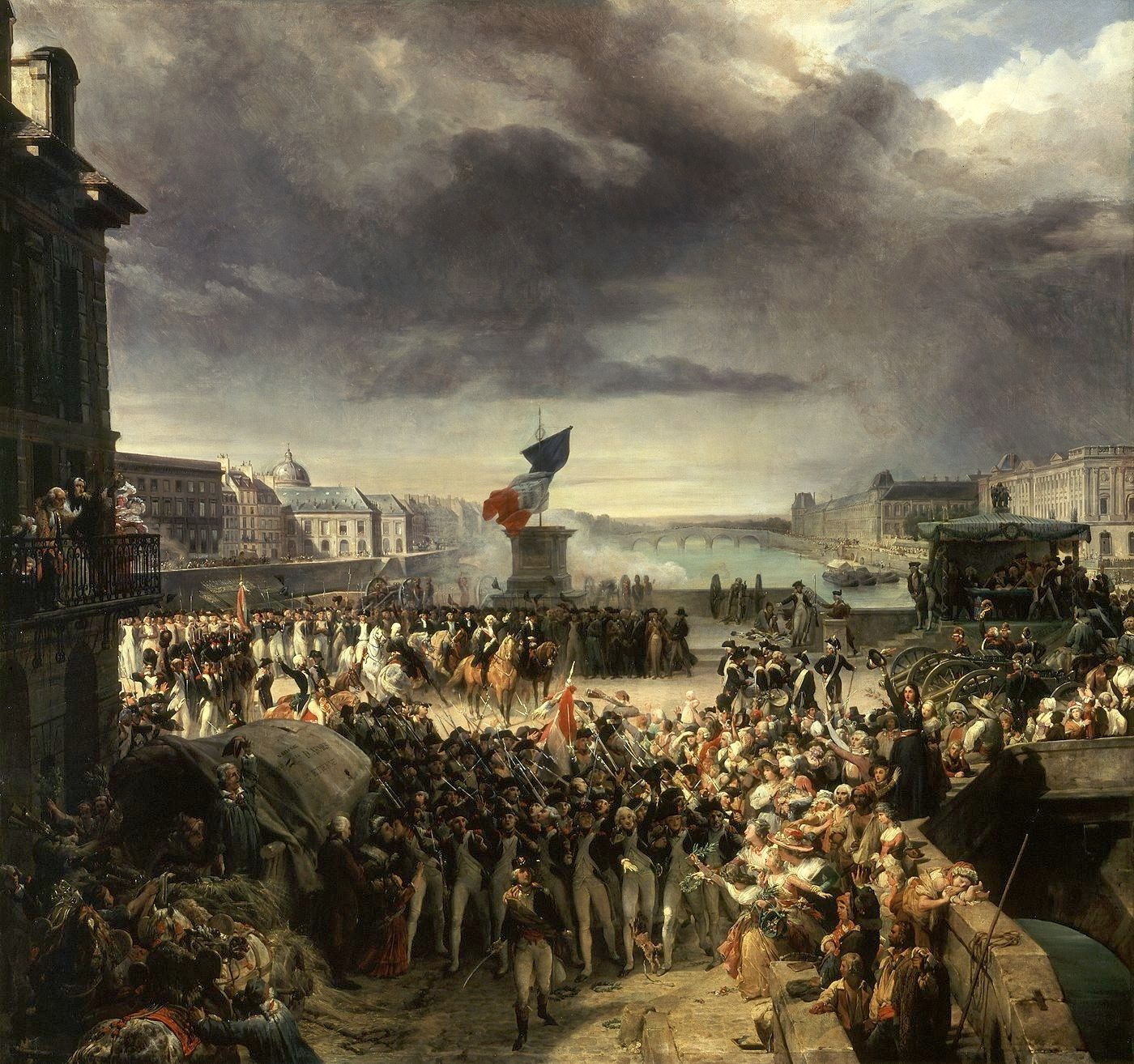
La Garde nationale de Paris part pour l'armée, septembre 1792, toile de Léon Cogniet, 1836.

Dans la deuxième quinzaine de mai 1831, Louis-Philippe, accompagné du maréchal Soult, effectue un voyage officiel en Normandie et en Picardie, où il est chaleureusement accueilli. Du 6 juin au 1er juillet, avec ses deux fils aînés, le prince royal et le duc de Nemours, ainsi que le comte d'Argout, il effectue une tournée dans l'Est de la France, où les républicains et les bonapartistes sont nombreux et actifs. Le roi s'arrête successivement à Meaux, Château-Thierry, Châlons, Valmy, Verdun, Metz, Nancy, Lunéville, Strasbourg, Colmar, Mulhouse, Besançon et Troyes. À Metz, le maire, comme prévu, fait au nom du conseil municipal un discours très politique dans lequel il exprime le vœu que soit abolie l'hérédité de la pairie et que la France intervienne en Pologne. Louis-Philippe répond : « Vous me parlez de ce que tous les conseils municipaux de France ont proclamé : ils n'ont rien proclamé ; il n'est pas dans leurs attributions de le faire, ni de prendre des délibérations sur des sujets de haute politique. Ce droit est réservé aux chambres. Ainsi je n'ai pas à répondre à cette partie de votre discours. Ceci s'applique également à ce que vous me dites des relations diplomatiques de la France avec les puissances étrangères, sur lesquelles les conseils municipaux n'ont pas davantage le droit de délibérer ». Le capitaine de la garde nationale Voishaye, ancien avocat général qui a été destitué pour s'être affilié à l'Association nationale, évoque lui aussi l'hérédité de la pairie. Le roi l'interrompt, lui arrache les feuillets de son discours et s'écrie : « C'est assez ! La garde nationale ne doit pas s'occuper de questions politiques. Cela ne la regarde pas : elle n'a point d'avis à donner. – Sire, ce n'est pas un avis qu'elle donne, c'est un vœu qu'elle exprime. – La garde nationale n'a point de vœu à former. La force armée ne délibère pas : les délibérations lui sont interdites. Je ne veux pas en entendre davantage. » Dans une lettre à la reine Marie-Amélie, Louis-Philippe se montre très satisfait de son coup d'autorité : « Toi qui me connais, tu me vois levant mon bras droit tendu, et le baissant lentement, en disant d'un ton solennel : La force armée ne délibère pas ! ». Le voyage est un succès et donne à Louis-Philippe l'occasion d'affirmer son autorité : « Mon voyage développe et raffermit tellement l'esprit des populations et celui des troupes que je conçois mal que les anarchistes ou républicains mettent tout en œuvre pour l'entraver, mais j'espère que […] je pourrai l'achever, et ce sera un grand pas de fait pour la compression de leur mauvais esprit. Inde ira. ». « Tout ce que les émeutistes, anarchistes et surtout républicains avaient préparé et organisé ici est tombé à plat, et ce succès, bien apprécié par tous spectateurs de l'autre côté du Rhin, y retentit déjà. […] Les ministres de Prusse et d'Autriche à Carlsruhe sont venus me complimenter par ordre de leurs cours. Je voudrais que tu eusses entendu le grand-duc [de Bade] quand nous avons traversé les rues de Strasbourg pleines de monde. […] Il disait : Vous êtes le pacificateur de l'Europe ».
À Nancy, Louis-Philippe rapporte que : « La pluie commençait comme je montais à cheval dans la cour de la préfecture, et je demandai mon manteau. Il n'y était pas. Je partis, voyant la foule, et la garde nationale, et les troupes sous les armes bordant la haie, ce qui eut un grand succès. Mais lorsque plus loin, la pluie étant devenue très forte, le piqueur me rejoignit avec mon manteau sur une place où, malgré cela, il y avait un monde énorme, je lui dis de le remporter, et je fis un geste qui marquait de l'emporter parce que les soldats n'ayant pas de manteaux, je n'en voulais non plus. L'intelligence française saisit ma pensée comme l'éclair, et alors les cris de Bravo le roi, Vive le roi partirent dans les rangs et dans la foule avec des transports inouis. ».

#### Les élections anticipées de juillet 1831
Le 31 mai 1831, à Saint-Cloud, Louis-Philippe signe une ordonnance qui dissout la Chambre des députés, fixe la date des élections au 5 juillet et convoque les chambres pour le 9 août. Le 23 juin, à Colmar, une nouvelle ordonnance a avancé cette date au 23 juillet : on craignait qu'un coup de force ne soit tenté par l'opposition à la date anniversaire de l'installation de la monarchie de Juillet, et l'on a préféré que, dans une telle hypothèse, les chambres soient en session.[réf. nécessaire]
Les élections générales ont lieu sans incident, selon la nouvelle loi électorale du 19 avril 1831. Le résultat déçoit Louis-Philippe et Casimir Perier : près de la moitié des députés sont de nouveaux élus, dont on ignore comment ils voteront. Le 23 juillet, le roi ouvre la session parlementaire ; le discours du trône développe le programme du gouvernement Casimir Perier : stricte application de la Charte au dedans, stricte défense des intérêts et de l'indépendance de la France au dehors. Les deux chambres tiennent leur première séance le 25 juillet. Le 1er août, Girod de l'Ain, candidat du gouvernement, est porté à la présidence de la Chambre des députés contre Laffitte. Au premier tour de scrutin, sur 355 votants, Girod de l'Ain obtient 171 voix, soit 7 de moins que la majorité absolue, et Laffitte 168. Au second tour, sur 358 votants, Girod de l'Ain recueille 181 voix, une de plus que la majorité absolue, contre 176 à Laffitte. Dupont de l'Eure obtient la première vice-présidence avec 182 voix sur 344 votants tandis qu'André Dupin, candidat du gouvernement, n'en obtient que 153. Mais Casimir Perier, estimant n'avoir pas obtenu une majorité suffisamment nette, présente aussitôt sa démission.
Louis-Philippe, très embarrassé, sonde Odilon Barrot, qui se dérobe en faisant observer qu'il ne dispose que d'une centaine de voix à la Chambre. Les 2 et 3 août, lors de l'élection des questeurs et secrétaires, la Chambre élit en revanche des candidats ministériels comme André Dupin et Benjamin Delessert, qui obtient une forte majorité contre un concurrent d'extrême gauche, Eusèbe de Salverte.

#### Le maintien du ministère Perier et le souci d'équilibre européen
En définitive, l'invasion de la Belgique par le roi des Pays-Bas, le 2 août, contraint Casimir Perier à reprendre sa démission pour répondre à la demande des Belges d'une intervention militaire française. Le 4 août à 14 heures, Casimir Perier fait publier un supplément au Moniteur, qui est affiché à la Bourse, dans lequel il annonce l'agression hollandaise, la demande des Belges et l'intervention militaire de la France : « Dans de telles circonstances, conclut-il, le ministère reste : il attendra la réponse des chambres au discours de la couronne ».
La discussion de l'adresse en réponse au discours du trône donne lieu à des débats enflammés au sujet de la Pologne, où quelques députés, emmenés par le baron Bignon, voudraient voir la France intervenir comme elle s'apprête à intervenir en Belgique. Casimir Perier résiste vigoureusement et obtient gain de cause : l'adresse se bornera à de vagues formules sur la question polonaise. À l'alinéa 17 du projet d'adresse, Bignon avait introduit un amendement ainsi libellé : « Dans les paroles touchantes de V.M., la Chambre des députés aime à trouver une certitude qui lui est chère : la nationalité de la Pologne ne périra pas ». Le gouvernement présente un sous-amendement remplaçant certitude par espérance. En définitive, les députés votent le terme assurance, qui ne veut pas dire grand-chose. C'est, pour le gouvernement, une nette victoire : l'adresse est adoptée le 16 août par 282 voix contre 73, ce qui remet en selle le parti de la résistance.
Cédant à l'opinion dominante, Casimir Perier fait adopter un projet de loi abolissant l'hérédité de la pairie, vieille revendication de la gauche. Après de belles empoignades parlementaires, il parvient également à faire voter la loi du 2 mars 1832 relative à la liste civile, qui en arrête le montant à 12 millions par an plus un million pour le prince royal, le duc d'Orléans. Enfin, le garde des sceaux, Félix Barthe, attache son nom à l'un des monuments législatifs du règne : la loi du 28 avril 1832 modifiant le Code pénal de 1810 et le Code d'instruction criminelle.

#### L'épidémie de choléra de 1832

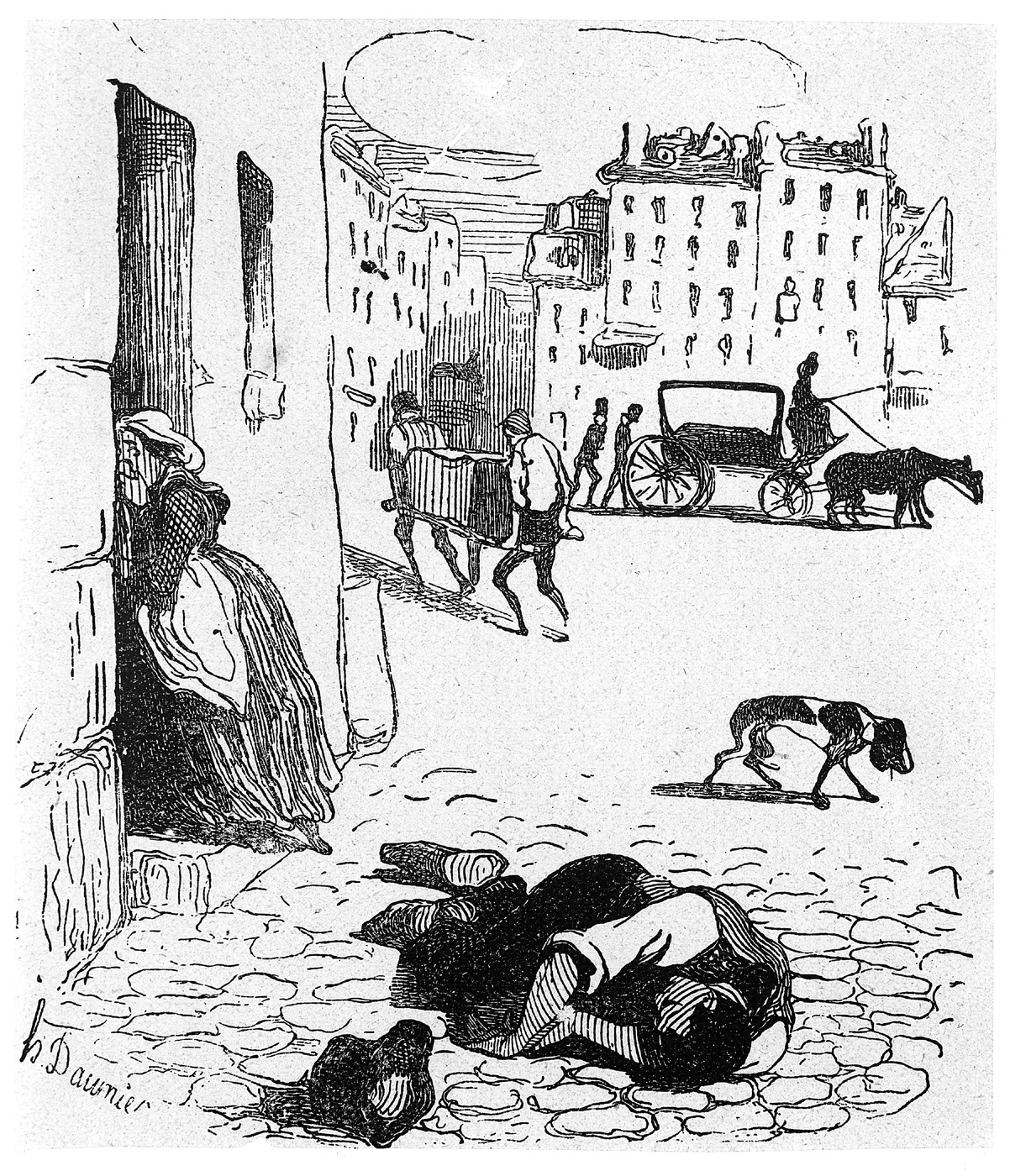
"Chut ! Il souffre horriblement du choléra", dessin par Honoré Daumier, v. 1832.

La pandémie de choléra, partie d'Inde en 1815, atteint Paris autour du 20 mars 1832. Elle tue 13 000 personnes rien qu'en avril, et continuera de ravager la capitale jusqu'en septembre, y faisant au total 18 000 morts. La maladie, dont on ignore encore la cause, jette la panique dans les esprits, le peuple n'hésitant pas à soupçonner des empoisonneurs, tandis que les chiffonniers se révoltent contre les mesures d'hygiène ordonnées par les autorités par précaution sanitaire.
Le choléra frappe également la famille royale – Madame Adélaïde est atteinte — et la classe politique — d'Argout et Guizot contractent la maladie. Casimir Perier, qui est allé le 1er avril avec le duc d'Orléans visiter les malades à l'Hôtel-Dieu, est atteint. Il doit s'aliter puis, son état empirant, cesser d'exercer ses fonctions de ministre de l'Intérieur. Au terme d'une longue agonie, il meurt le 16 mai 1832.

### La consolidation du régime

#### Les insurrections légitimiste et républicaine de 1832
Louis-Philippe, débarrassé de Casimir Perier, n'est pas pressé de nommer un nouveau président du Conseil. L'attaché d'ambassade autrichien Rodolphe Apponyi, dans son journal, note un propos du roi : « J'avais beau faire […], dit-il, tout ce qui se faisait de bon était attribué à Casimir Perier, et les incidents malheureux retombaient à ma charge ; aujourd'hui, au moins, on verra que c'est moi qui règne seul, tout seul. » d'autant que le parlement n'est pas en session et que la situation politique troublée exige des mesures rapides et énergiques.
Le régime est en effet attaqué de toute part : par les légitimistes, avec la tentative avortée de la duchesse de Berry de soulever la Provence et la Vendée durant le printemps 1832 et par les républicains, qui déclenchent à Paris, le 5 juin 1832, une insurrection à l'occasion des funérailles d'un de leurs chefs de file, le général Lamarque, lui aussi emporté par le choléra. Le pouvoir réagit avec fermeté, les troupes de ligne et, pour l'essentiel, la Garde nationale, lui restent fidèles et le général Mouton peut écraser l'émeute dans le sang, faisant 800 morts ou blessés dans les deux camps.
Cette double victoire, sur les carlistes (partisans de Charles X) et sur les républicains, contribue grandement à consolider le régime. Le 7 juin 1832, Rodolphe Apponyi note dans son Journal : « Il me semble que ce n'est que depuis hier qu'on peut dater le règne de Louis-Philippe ; il paraît être persuadé qu'on ne peut réussir dans ce pays qu'avec de la force, et, dorénavant, il n'agira plus autrement ». Au même moment, le bonapartisme est endeuillé par la mort du duc de Reichstadt, seul fils légitime de Napoléon, survenue le 22 juillet à Vienne. Louis-Philippe peut couronner ces succès sur le plan intérieur par une belle réussite sur le plan diplomatique : le mariage de sa fille aînée, la princesse Louise, au nouveau roi des Belges, Léopold Ier, célébré au château de Compiègne. L'archevêque de Paris, le légitimiste Mgr de Quélen, avait interdit sa célébration dans une cathédrale en raison de la mixité du mariage, le roi des Belges est de confession luthérienne. Le mariage est célébré le 9 août, date anniversaire de l'installation de la monarchie de Juillet, et consacre la solidité de la position de celle-ci en Europe.

#### «Illustres épées» et «talents supérieurs»

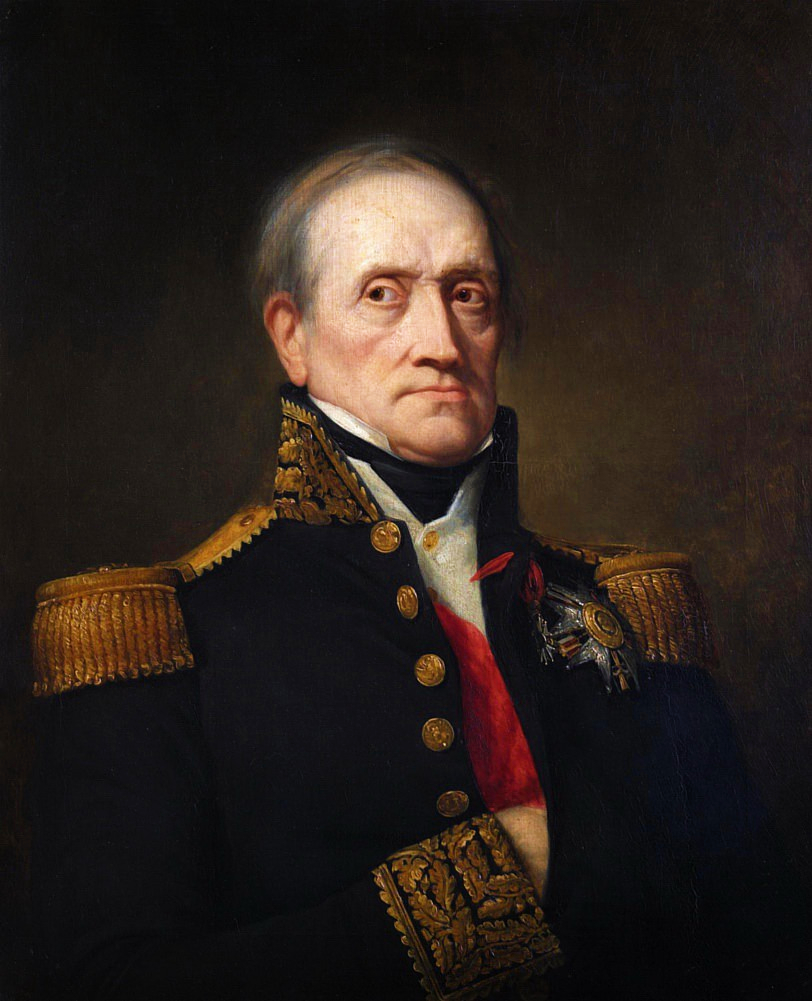
Le maréchal Soult.

En octobre 1832, Louis-Philippe appelle à la présidence du Conseil un homme de confiance, le maréchal Soult, première incarnation de la figure politique dite de l'« illustre épée », que la monarchie de Juillet reproduira à l'envi. Soult peut s'appuyer sur un triumvirat constitué des trois principales figures politiques du moment : Adolphe Thiers, le duc de Broglie et François Guizot, ce que le Journal des débats appelle « la coalition de tous les talents » et que le roi finira par appeler avec rancœur un « Casimir Perier en trois personnes » : « Quand ces trois messieurs sont d'accord entre eux, constate Louis-Philippe, je ne peux plus faire prévaloir mon avis. C'est Casimir Perier reconstitué en trois personnes ! ».
Dans une circulaire adressée aux hauts fonctionnaires civils et militaires ainsi qu'aux hauts magistrats, le nouveau président du Conseil résume sa ligne de conduite en quelques mots : « Le système politique adopté par mon illustre prédécesseur sera le mien. […] L'ordre au-dedans et la paix au-dehors seront les gages les plus sûrs de sa durée ». La suite de la circulaire recommande de se garder des « folles espérances » du « parti du gouvernement déchu » (les carlistes) tout comme de « l'anarchie [qui] a été vaincue dans Paris les 5 et 6 juin ».

#### Les premiers succès du ministère Soult (octobre 1832 - avril 1834)
Le nouveau ministre de l'Intérieur, Thiers, s'illustre dès le 7 novembre 1832 en faisant arrêter à Nantes la duchesse de Berry, qui est internée à la citadelle de Blaye. Elle sera expulsée vers l'Italie le 8 juin 1833, après avoir donné naissance à une fille, qu'elle déclare née d'un mariage contracté à Rome, à la fin de 1831, avec le comte Lucchesi-Palli.
En Belgique, le maréchal Gérard, à la tête d'une armée de 70 000 hommes, prête main-forte à la jeune monarchie belge pour reprendre aux Néerlandais la citadelle d'Anvers, qui capitule le 23 décembre.
Fort de ces succès, le gouvernement aborde en position de force l'ouverture de la session parlementaire, le 19 novembre 1832. Pour l'élection du président de la Chambre des députés, André Dupin, candidat du ministère, est aisément élu au premier tour avec 234 voix sur 370, le candidat de l'opposition, Jacques Laffitte, n'obtenant que 136 voix. De même, pour l'élection des vice-présidents, le candidat de l'opposition qui obtient le plus de suffrages, Jacques Charles Dupont de l'Eure, n'a que 136 voix. Enfin, lors de la discussion de l'adresse en réponse au discours du trône, adoptée le 3 décembre par 233 voix contre 119, Thiers, qui soutient la discussion à la place de Guizot, souffrant, parvient à faire repousser tous les amendements de l'opposition.

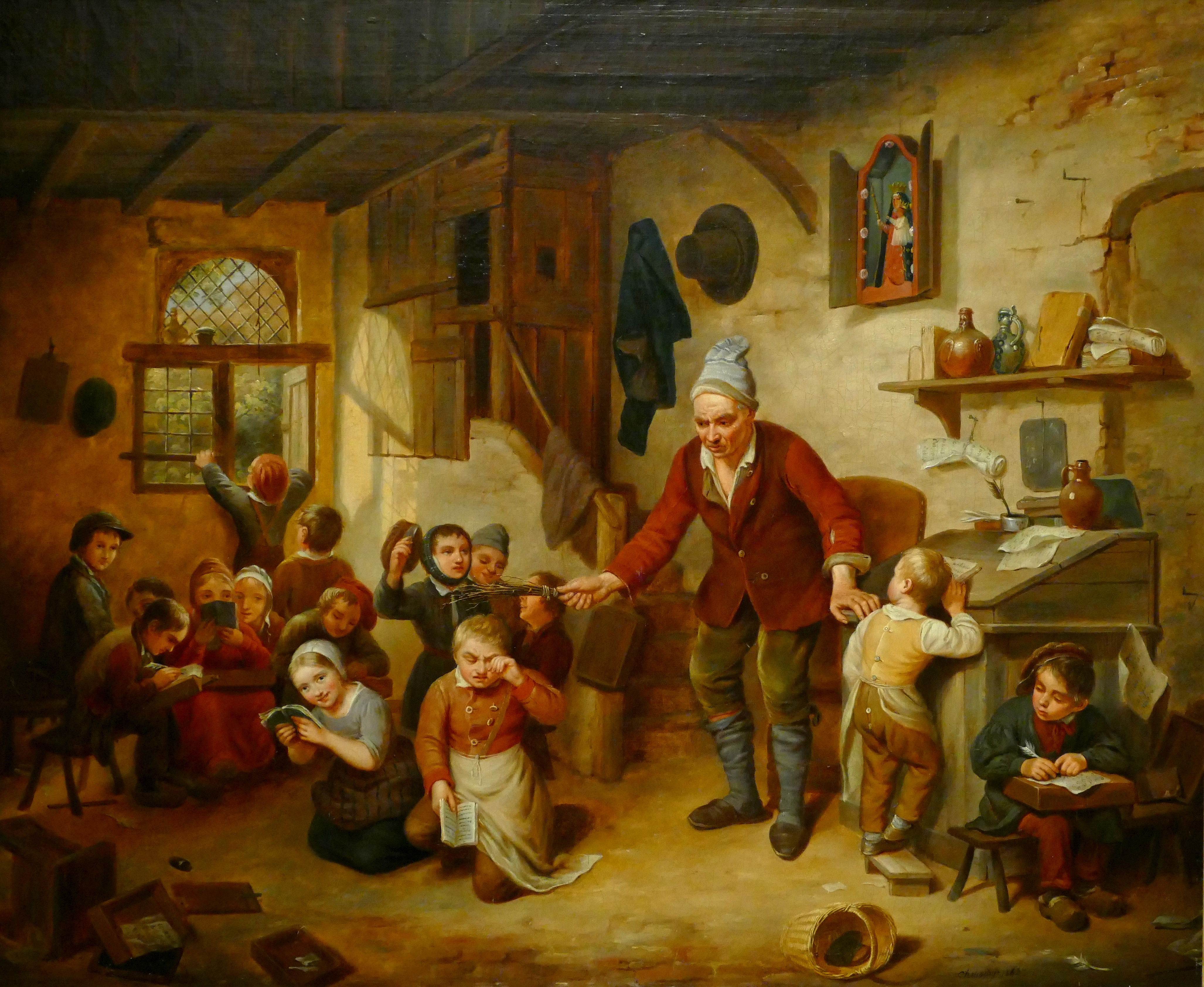
École de village, toile de Léopold Chibourg, 1842.

Louis-Philippe peut aller faire l'épreuve de sa popularité en entreprenant deux tournées en province : dans le Nord, où il rend hommage à l'armée victorieuse qui rentre d'Anvers, du 5 au 20 janvier 1833. Accompagné de ses trois fils aînés – Orléans, Nemours et Joinville – il se rend à Compiègne, Saint-Quentin, Maubeuge, Valenciennes, Lille, Douai, Arras et Péronne. Il se rend ensuite en Normandie, du 26 août au 12 septembre 1833. Le gouvernement vient alors de lever l'état de siège qui avait été décrété en juin 1832 à la suite de la tentative d'insurrection royaliste, mais la région reste agitée par des troubles, que le gouvernement qualifie de « brigandages ». Le voyage est également une réponse anticipée à la célébration, le 20 septembre à Prague, de la majorité du duc de Bordeaux, qui agite les légitimistes. Louis-Philippe se rend à Évreux, Lisieux, Falaise, Granville, Saint-Lô, Cherbourg, Bayeux, Caen, Rouen, Louviers et Le Havre et reçoit un accueil chaleureux de la population.
Le roi et son gouvernement prennent des mesures populaires destinées à se concilier l'opinion publique, par exemple un programme de grands travaux, qui permet notamment d'achever un certain nombre de monuments parisiens, tel l'arc de triomphe de l'Étoile, et des gestes symboliques, comme la réinstallation, le 21 juin 1833, de la statue de Napoléon Ier sur la colonne Vendôme. Guizot, ministre de l'Instruction publique et des Cultes, met en place la célèbre loi sur l'instruction primaire de juin 1833 qui oblige à la création d'une école élémentaire dans chaque commune.
Enfin, le 1er avril 1834, la démission du duc de Broglie, mis en minorité à la Chambre des députés au sujet de la ratification d'un traité avec les États-Unis qui avait été conclu en 1831, entraîne un vaste remaniement ministériel dont le principal intérêt, pour le roi, est d'ôter au « Casimir Perier en trois personnes » celui de ses membres qui, par sa hauteur aristocratique et la raideur de son caractère, lui était le plus incommode.[réf. nécessaire]

#### Les insurrections d'avril 1834
Le remaniement ministériel du 4 avril 1834 coïncide avec le retour d'une situation quasi-insurrectionnelle dans plusieurs villes du pays. Déjà, à la fin du mois de février, la promulgation d'une loi soumettant à autorisation l'activité des crieurs publics a suscité, pendant plusieurs jours, des escarmouches avec la police parisienne.

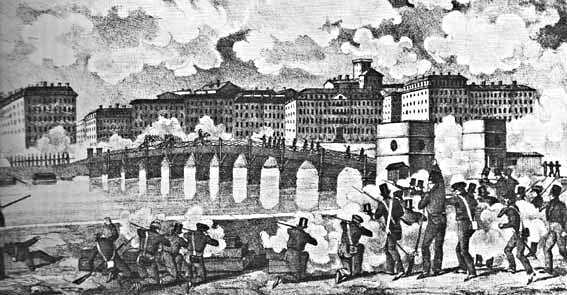
La seconde révolte des Canuts à Lyon – avril 1834.

Par la loi du 10 avril 1834, le gouvernement a décidé de durcir la répression des associations non autorisées, afin de contrer la principale des associations républicaines, la Société des droits de l'homme. Le jour du vote définitif de ce texte par la Chambre des pairs, le 9 avril, éclate la seconde insurrection des canuts lyonnais. Adolphe Thiers, ministre de l'Intérieur, abandonne la ville aux insurgés et la reprend le 13 avril, faisant 100 à 200 morts de part et d'autre.
Les républicains cherchent à étendre l'insurrection à d'autres villes de province, mais leur mouvement fait long feu à Marseille, Vienne, Poitiers et Châlons. Les troubles sont plus sérieux à Grenoble et surtout à Saint-Étienne le 11 avril, mais partout, l'ordre est rapidement rétabli. C'est en définitive à Paris que l'agitation prend le plus d'ampleur.

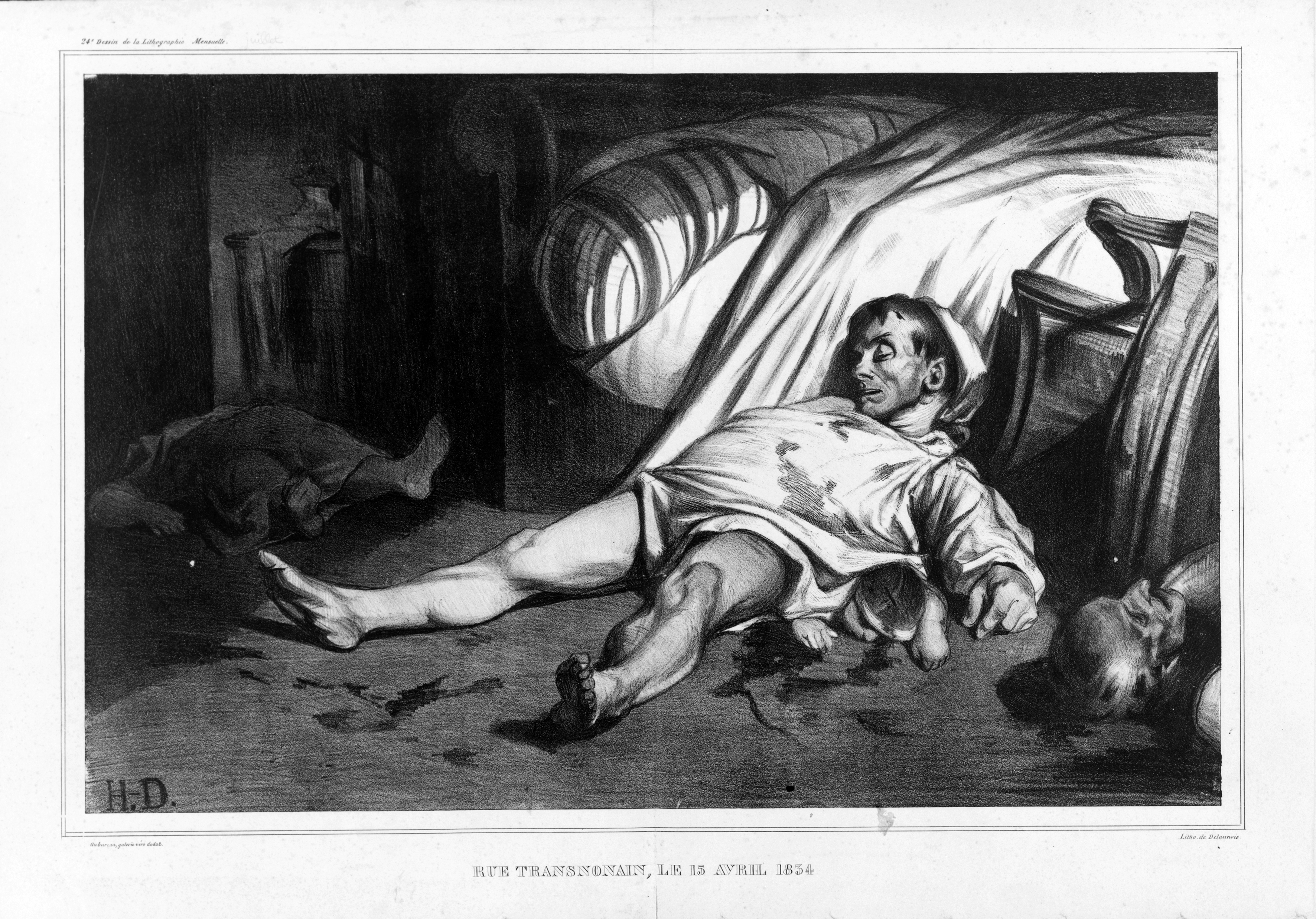
Le massacre de la rue Transnonain (14 avril 1834), vu par Honoré Daumier.

Thiers, qui a prévu des troubles dans la capitale, y a concentré 40 000 hommes, que le roi passe en revue le 10 avril. À titre préventif, il a fait arrêter 150 des principaux meneurs de la Société des droits de l'homme, et interdire son organe, le virulent quotidien La Tribune des départements. Malgré tout, dans la soirée du 13, des barricades commencent à se dresser. Avec le général Bugeaud, qui commande les troupes, Thiers dirige personnellement les opérations de maintien de l'ordre. La répression est féroce. La troupe, ayant essuyé des coups de feu tirés du no 12 de la rue Transnonain (aujourd'hui la moitié nord de la rue Beaubourg), le chef de détachement fait enlever la maison d'assaut ; tous les occupants, hommes, femmes, enfants, vieillards, sont massacrés à la baïonnette, ce qu'immortalise une célèbre lithographie d'Honoré Daumier.

#### Le retour à l'ordre et les élections anticipées du 21 juin 1834
Le 14, alors qu'on continue de se battre dans Paris, les deux chambres viennent en corps au palais des Tuileries pour apporter leur concours au roi dans ses efforts pour rétablir l'ordre public. Louis-Philippe décide de renoncer à la célébration officielle de sa fête, le 1er mai, et fait publier que les sommes qui y auraient été employées seront consacrées à secourir les blessés, les veuves et les orphelins. Dans le même temps, il ordonne au maréchal Soult de donner une grande publicité au récit des événements « pour éclairer le public, les chambres et toute la France et leur faire sentir combien l'augmentation de l'armée est nécessaire ».
Plus de 2 000 personnes sont arrêtées à la suite des différentes émeutes, notamment à Paris et à Lyon et sont déférées par ordonnance royale à la Cour des pairs, conformément à l'article 28 de la Charte de 1830, pour attentat contre la sûreté de l'État. L'état-major républicain est décapité, à telle enseigne que les funérailles de La Fayette, mort le 20 mai, ne donnent lieu à aucun incident. Dès le 13 mai, le gouvernement obtient de la Chambre des députés le vote d'un crédit de 14 millions pour pouvoir entretenir une armée de 360 000 hommes. Deux jours plus tard, les députés adoptent également une loi très répressive sur la détention et l'usage d'armes de guerre.
| Groupes politiques | Groupes politiques | Effectifs | Effectifs | Effectifs |
| Groupes politiques | Groupes politiques | Sièges    | %         |           |
| ------------------ | ------------------ | --------- | --------- | --------- |
|                    | Majorité           | ~310      | 67,4 %    |           |
|                    | Opposition         | ~120      | 26,1 %    |           |
|                    | Légitimistes       | ~30       | 6,5 %     |           |
|                    |                    |           |           |           |
|                    | Total              | 460       | 100,0 %   |           |

Louis-Philippe juge le moment opportun pour dissoudre la Chambre des députés par l'ordonnance du 25 mai 1834. Le résultat ne répond pas entièrement aux attentes du roi : si les républicains sont quasiment éliminés, l'opposition reste forte de 150 sièges, dont une trentaine de légitimistes, le reste revenant à l'opposition dynastique d'Odilon Barrot, loyale au régime mais hostile à la résistance et favorable au mouvement ; dans la majorité, forte d'environ 300 députés, émerge le « Tiers Parti », qui peut, sur certains votes, faire défection et unir une partie de ses voix à celles de la gauche. L'ordonnance du 25 mai 1834 avait initialement fixé l'ouverture de la session parlementaire au 20 août mais, au vu du résultat des élections, une nouvelle ordonnance l'avance au 31 juillet. La Chambre réélit à sa présidence André Dupin, chef du Tiers Parti mais proche du roi, qui recueille, sur 321 votants, 247 voix contre 33 à Jacques Laffitte et 24 à Pierre-Paul Royer-Collard. Parmi les quatre vice-présidents élus, on compte un ministériel (Martin du Nord), deux Tiers-Parti (Jean-Louis Calmon et Hippolyte Passy) et un dernier (Pelet de la Lozère) qui est revendiqué par les deux camps. L'Assemblée adopte à une large majorité (256 voix contre 39) une adresse ambiguë, où la critique perce sous les formules convenues. Le 16 août, Louis-Philippe s'empresse de mettre les chambres en vacances jusqu'à la fin de l'année.

#### Gérard, Maret, Mortier: la valse des ministères et le refus d'amnistier les insurgés d'avril (juillet 1834 - février 1835)

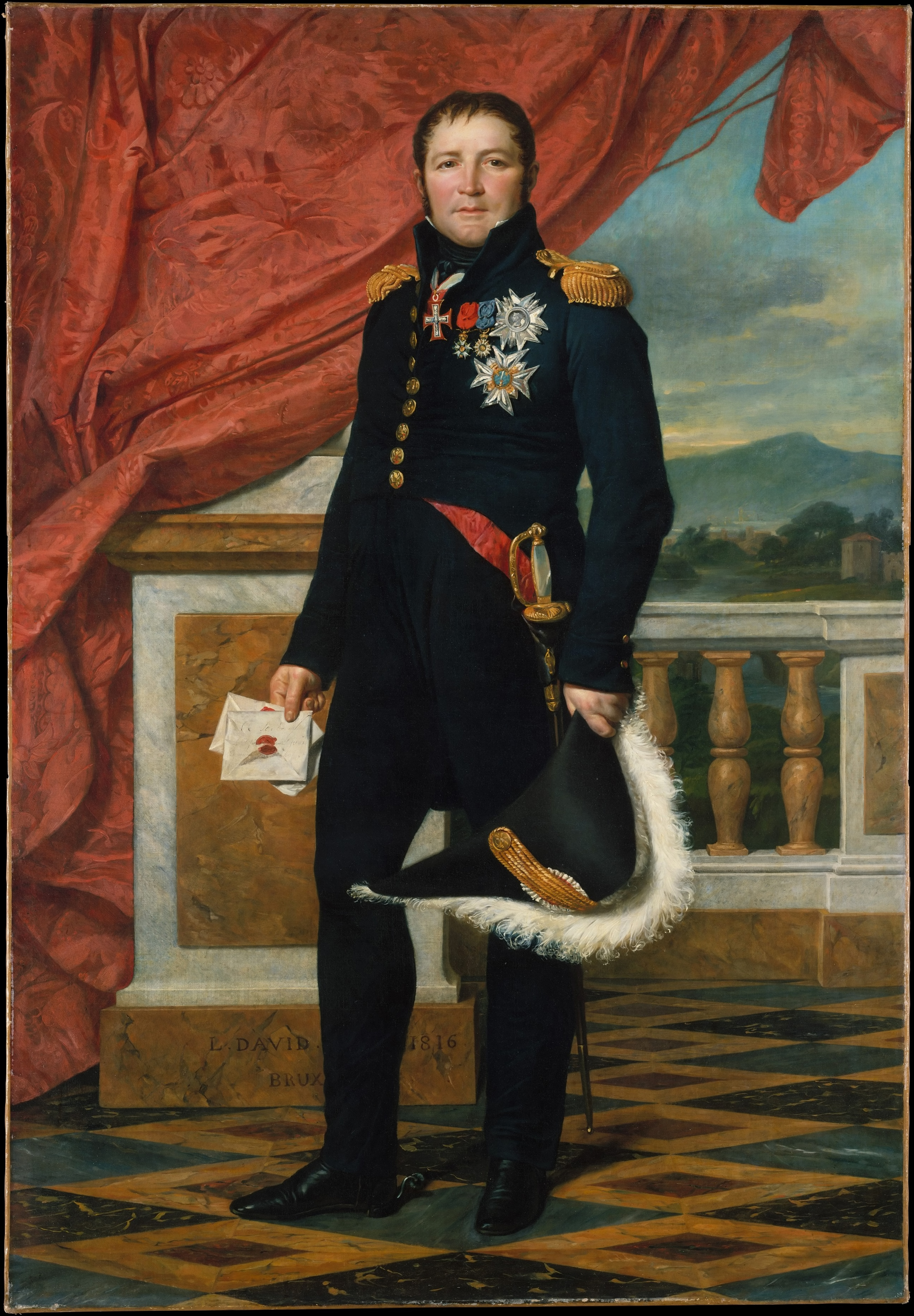
Le maréchal Gérard.

Thiers et Guizot, qui dominent le ministère, décident de se débarrasser du maréchal Soult, qu'ils trouvent obtus et impoli, mais dont le roi apprécie la complaisance à le laisser mener sa politique comme il l'entend. Un incident concernant le statut — civil ou militaire — des possessions françaises en Algérie sert de prétexte. Louis-Philippe se laisse forcer la main à regret, accepte la démission de Soult le 18 juillet 1834 et le remplace par le maréchal Gérard. Une « illustre épée » en chasse une autre, aucun remaniement n'étant par ailleurs opéré dans la composition du ministère.
Très rapidement, le ministère va se disloquer autour d'une question factice, montée en épingle par le Tiers Parti : l'éventualité d'une amnistie pour les « accusés d'avril ». Louis-Philippe y est hostile : « Je joue, dit-il, la partie de l'État contre les anarchistes : voyons les enjeux. J'y mets ma vie, ma fortune, celle de mes enfants, et, ce qui est bien plus, j'y joue le repos et le bonheur de mon pays. Et qu'y mettent-ils ? Rien qu'un peu d'audace. Le jour où ils réussissent, ils ont tout, et l'État perd tout. En attendant le succès, ils risquent la prison où ils entrent à grand renfort de fanfares populaires, ils ont l'appui des journaux, des partis, des hommes d'État de l'opposition, dont la politique consiste toujours à relancer des amnisties, pour faire peur aux ministres pourvus de portefeuilles ». Les doctrinaires et le noyau dur de la majorité ministérielle s'opposent également à toute amnistie mais le Tiers Parti, faisant valoir toute la difficulté à organiser le procès de 2 000 prévenus devant la Chambre des pairs alors qu'aucune procédure n'est définie, parvient à convaincre le maréchal Gérard, qui se déclare favorable à l'amnistie. Lorsqu'il constate qu'il a contre lui le roi, Guizot et Thiers et n'a aucune chance d'imposer ses vues, il ne lui reste qu'à démissionner le 29 octobre.
S'ouvre alors une longue crise ministérielle qui dure près de quatre mois. Après des essais multiples de diverses combinaisons dont aucune ne fonctionne, Louis-Philippe constitue, ce qui est conforme à la logique politique de la situation, un ministère entièrement Tiers Parti. Mais, André Dupin en ayant refusé la présidence, le roi commet l'erreur d'appeler, le 10 novembre 1834, une relique de l'Empire, Maret, duc de Bassano.
Le nouveau président du Conseil est tellement perdu de dettes que, sitôt sa nomination annoncée, ses créanciers font saisir son traitement de ministre. La constitution du nouveau gouvernement sème à la fois l'hilarité et la consternation. La presse se déchaîne. Effarés par un tel accueil, les ministres démissionnent en bloc dès le 13 novembre, sans même prévenir le duc de Bassano, dont le cabinet gagne le sobriquet de « ministère des trois jours ». Le 18 novembre, Louis-Philippe revient à la figure de l'« illustre épée » en la personne du maréchal Mortier, duc de Trévise, à la tête d'un ministère qui est la copie conforme de celui que présidait le maréchal Gérard.
De cette crise, le Tiers Parti sort discrédité tandis que les doctrinaires triomphent. Le ministère veut pousser l'avantage en obligeant les députés à afficher clairement leur soutien à sa politique. Lors de la réunion des chambres le 1er décembre, le gouvernement présente un ordre du jour motivé qui pose clairement la question de confiance : « La Chambre, satisfaite des explications entendues sur la politique suivie par le gouvernement, et n'y trouvant rien que de conforme aux principes exprimés dans son adresse, passe à l'ordre du jour. » Il est adopté le 6 décembre 1834 par 184 voix pour et 117 contre sur 301 votants.
Pourtant, à peine deux mois plus tard, le ministère tombe. Les premières escarmouches ont lieu à propos du vote des crédits nécessaires pour aménager les locaux où doit se tenir le procès des insurgés d'avril : 3 janvier 1835, ces crédits sont votés par 209 voix contre 181, ce qui révèle une nette érosion de la majorité gouvernementale. L'opposition dénonce un ministère sans chef, à la tête duquel elle accuse Louis-Philippe d'avoir placé un fantoche pour mieux exercer son pouvoir personnel. La polémique s'enflamme, et l'on ressort, pour l'opposer à Louis-Philippe, la maxime que Thiers avait brandie face à Charles X : « Le roi règne mais ne gouverne pas ». En définitive, lorsque le maréchal Mortier démissionne le 20 février 1835, officiellement pour raisons de santé, le roi ne cherche pas un instant à le retenir.

## Une évolution contrariée vers le parlementarisme

### Des institutions aux contours incertains
Nourries par les opuscules de publicistes inspirés par les Tuileries comme ceux du baron Massias (Ce qu'est régner, gouverner, administrer, et du conseil des ministres) et du comte Roederer (Adresse d'un constitutionnel aux constitutionnels), les polémiques qui ont conduit au départ du maréchal Mortier ont tourné autour de la place de la couronne et des prérogatives du parlement. D'un côté, Louis-Philippe veut conduire sa propre politique, notamment dans les domaines qu'il considère comme « réservés », la défense et la diplomatie, et exige des ministres qu'ils se plient à ses volontés, en se passant au besoin de président du Conseil. De l'autre, une partie des députés affirment que le ministère doit avoir un chef et procéder de la majorité de la Chambre, et veulent achever ainsi une évolution du régime vers un parlementarisme que la Charte de 1830 n'a fait qu'esquisser. En fait, la Charte ne comporte pas de mécanismes de responsabilité politique des ministres devant la Chambre des députés (vote de confiance ou motion de censure). Par ailleurs, l'existence du président du Conseil n'est pas davantage inscrite dans la Charte.

### L'impératif du maintien de l'ordre

Gendarmes à pied des départements, France, 1835. Collection Vinkhuijzen.

Malgré son orientation « libérale », le régime est soucieux de maintien de l'ordre, garantie de stabilité. La préfecture de police de Paris connaît une phase de flottement avec cinq titulaires dans les deux premières années du règne avant de trouver son équilibre sous la direction de Gisquet de 1832 à 1836, puis Gabriel Delessert de 1837 à 1848 avec des moyens constamment accrus. La « haute police » chargée de la surveillance politique entretient un réseau de surveillance sur fonds secrets soumis, depuis la Restauration, au contrôle du parlement : en 1841, le ministre Tanneguy Duchâtel se félicite que leur emploi ne soit plus soupçonné « d'inutilité ou d'immoralité ». Face à l'agitation politique et ouvrière, la garde nationale, caressée par le régime, se révèle peu efficace et le recours à l'armée donne lieu à des exactions, comme le massacre de la rue Transnonain, qui ternissent l'image du pouvoir. L'effectif policier, bien qu'en augmentation, reste modeste : une vingtaine de policiers à Nantes pour 80 000 habitant en 1835, 300 « sergents de ville » à Paris dans les années 1840. Le contrôle étatique sur les villes se traduit aussi par le progrès de la statistique et par les travaux urbains, voirie, égoûts, éclairage au gaz, comme ceux du préfet Rambuteau à Paris. 
C'est surtout la Gendarmerie qui se charge du maintien de l'ordre dans les campagnes : elle assure, avec une relative modération, la répression des révoltes antifiscales de 1841, le respect de la conscription et, après la réforme du Code forestier en 1827 et le vote de la loi du 3 mai 1844 sur la chasse, la protection des forêts malgré la contestation endémique des paysans : 17 000 délits de chasse sont constatés en 1845, plus de 30 000 en 1854. Les « rébellions » contre la gendarmerie sont fréquentes jusqu'aux années 1830, surtout dans l'Ouest, le Nord-Pas-de-Calais, le Centre-Est et le Midi, mais se raréfient par la suite. La présence d'un poste de gendarmerie devient, avec celle d'une gare de chemin de fer et d'une foire, un facteur de respectabilité et de prospérité pour les localités rurales.
Le monde de la délinquance et de la pègre, popularisé par les mémoires de Vidocq et par la Gazette des tribunaux, évoqué par des écrivains comme Balzac, Victor Hugo et Eugène Sue, inquiète et fascine à la fois bien que le grand banditisme ait presque disparu. Le souci de sécurité n'empêche pas les préoccupations humanitaires : la réforme du Code pénal en 1832 tend à adoucir les peines en inscrivant les circonstances atténuantes.

### La logique parlementaire à l'œuvre: le ministère du duc de Broglie (mars 1835 - février 1836)
Dans ce contexte, les députés estiment qu'ils doivent imposer à Louis-Philippe de choisir pour président du Conseil le duc de Broglie, pour la simple raison que c'est celui que le roi cherche absolument à éviter, car il se méfie de son anglophilie et n'aime pas son indépendance et ses manières condescendantes.[réf. nécessaire] Après trois semaines de crise ministérielle, au cours de laquelle Louis-Philippe sollicite successivement Molé, Dupin, Soult, Sébastiani et Gérard, il doit se résoudre, le 12 mars 1835, à appeler le duc de Broglie et à accepter ses conditions, qui sont d'ailleurs proches de celles qu'avait imposées Casimir Perier.
Comme le premier gouvernement Soult, le nouveau ministère repose sur le triumvirat Broglie (Affaires étrangères) – Guizot (Instruction publique) – Thiers (Intérieur). D'emblée, le duc de Broglie lave l'affront que lui avait infligé la Chambre en 1834 en obtenant haut la main la ratification du traité du 4 juillet 1831 avec les États-Unis par 289 voix pour et 137 contre. Il obtient également une large majorité dans le débat sur les fonds secrets, qui tient lieu de vote de confiance avec 256 voix pour et 129 contre.

#### Le procès des insurgés d'avril
La grande affaire du gouvernement Broglie est le procès des insurgés d'avril qui s'ouvre le 5 mai 1835 devant la Chambre des pairs. Sur les 2 000 prévenus, les pairs n'en ont en définitive inculpé que 164, dont 43 seront jugés par contumace. 121 accusés sont présents le jour du procès. Ils multiplient les incidents de procédure et utilisent tous les moyens possibles pour transformer le procès en vaste opération de propagande républicaine. Le 12 juillet, une partie d'entre eux, parmi lesquels les principaux meneurs de l'insurrection parisienne, s'échappent de Sainte-Pélagie par un passage souterrain qui avait été préparé de longue date.
La cour des pairs rend son jugement à l'encontre des accusés lyonnais le 13 août 1835 puis, vu les résistances des prévenus, décide de juger sur pièces les autres prévenus, à l'encontre de qui les sentences sont prononcées en décembre 1835 et janvier 1836. Les peines sont plutôt clémentes : aucune condamnation à mort, quelques condamnations à la déportation, de nombreuses condamnations à quelques années d'emprisonnement et quelques acquittements.

#### L'attentat de Fieschi (28 juillet 1835)
Contrairement à ce qu'ils espéraient, les républicains ne sortent pas grandis, aux yeux de l'opinion, du procès des insurgés d'avril : ils ont donné d'eux-mêmes une image qui a paru ressusciter tous les excès du jacobinisme, et qui a surtout effrayé les bourgeois. L'attentat commis contre le roi le 28 juillet 1835 achève de les déconsidérer.
À l'occasion de l'anniversaire de la révolution de Juillet, Louis-Philippe doit passer en revue la Garde nationale sur les grands boulevards. Malgré les rumeurs d'attentat, il refuse d'annuler la revue à laquelle il se rend entouré des aînés de ses fils — d'Orléans, Nemours, Joinville —, de plusieurs ministres, parmi lesquels le duc de Broglie et Thiers, et de nombreux maréchaux et officiers. À la hauteur du no 50 du boulevard du Temple, une « machine infernale » placée sur l'appui de la fenêtre d'une maison explose. Miraculeusement, le roi n'a qu'une éraflure au front, ses fils sont indemnes, tandis que le maréchal Mortier est tué sur le coup avec dix autres personnes. Parmi les dizaines de blessés, sept meurent dans les jours suivants.
Les auteurs de l'attentat — un aventurier paranoïaque et vaniteux, ancien soldat de Murat, Giuseppe Fieschi, et deux républicains exaltés, liés à la Société des droits de l'homme, le sellier Pierre Morey et le droguiste Théodore Pépin — sont arrêtés au début du mois de septembre. Jugés devant la cour des pairs, ils sont condamnés à mort et guillotinés le 19 février 1836.

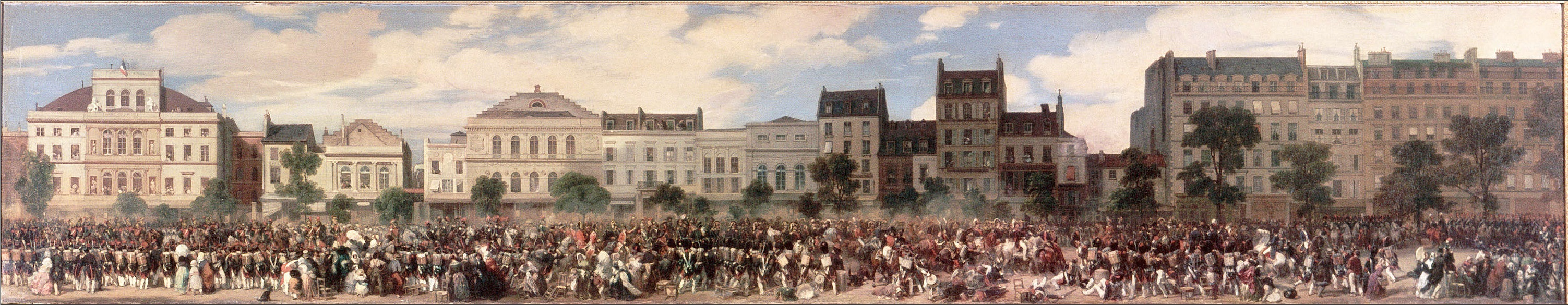
Attentat de Fieschi, le 28 juillet 1835 (par Eugène Lami, 1845, château de Versailles).

#### Les lois de septembre 1835 et la consolidation du régime
La brutalité du carnage a plongé la France en état de choc. Les républicains sont discrédités. L'opinion est prête pour des mesures énergiques. Aussi, dès le 4 août, le gouvernement dépose à la Chambre trois projets de lois permettant de renforcer la répression contre les auteurs d'attentats contre le régime : « La Charte, justifie le duc de Broglie, établit la liberté politique, sous la forme de la monarchie constitutionnelle. Tous les partis sont libres dans l'enceinte de la monarchie constitutionnelle. Dès qu'ils en sortent, la liberté ne leur est pas due. Ils se mettent eux-mêmes hors de la loi politique. […] La liberté de la presse ne domine pas les autres institutions. […] C'est un principe fondamental de la monarchie constitutionnelle que le monarque est au-dessus de toute atteinte, de toute discussion ».
- Le premier texte vise à renforcer les pouvoirs du président de la cour d'assises et du procureur général afin de contrecarrer les manœuvres d'obstruction et les procédés dilatoires des prévenus poursuivis pour rébellion, détention d'armes prohibées ou mouvements insurrectionnels. Il est adopté le 13 août par 212 voix contre 72.
- Le deuxième projet réforme la procédure devant les jurys d'assises. La loi du 4 mars 1831 a réservé la déclaration de culpabilité ou d'innocence aux seuls jurés, à l'exclusion des magistrats professionnels faisant partie de la cour d'assises, et exigé la majorité des deux tiers (8 voix contre 4) pour prononcer une déclaration de culpabilité. Le projet du gouvernement revient à la majorité simple (7 contre 5). Il est adopté le 20 août par 224 voix contre 149.
- Le troisième projet, qui touche à la liberté de la presse, suscite des débats passionnés. Il vise à empêcher les discussions sur le roi, la dynastie, la monarchie constitutionnelle, car le gouvernement considère que la presse d'opposition, par ses attaques incessantes contre la personne du roi, a préparé le terrain à l'attentat. Malgré une opposition véhémente, le projet est voté le 29 août par 226 voix contre 153.

Les trois lois sont promulguées ensemble le 9 septembre 1835. Elles marquent le succès définitif de la politique de résistance engagée depuis Casimir Perier sur le harcèlement républicain, et la consolidation de la monarchie de Juillet, débarrassée de toute contestation portant sur le fondement même du régime. Celle-ci se déplace désormais sur d'autres terrains : l'interprétation de la Charte et la nature du régime, avec la revendication des députés d'une évolution parlementaire ; puis, à partir de 1840, la demande grandissante en faveur d'un élargissement du suffrage, qui voit réapparaître la contestation républicaine sous la forme de la revendication du suffrage universel.

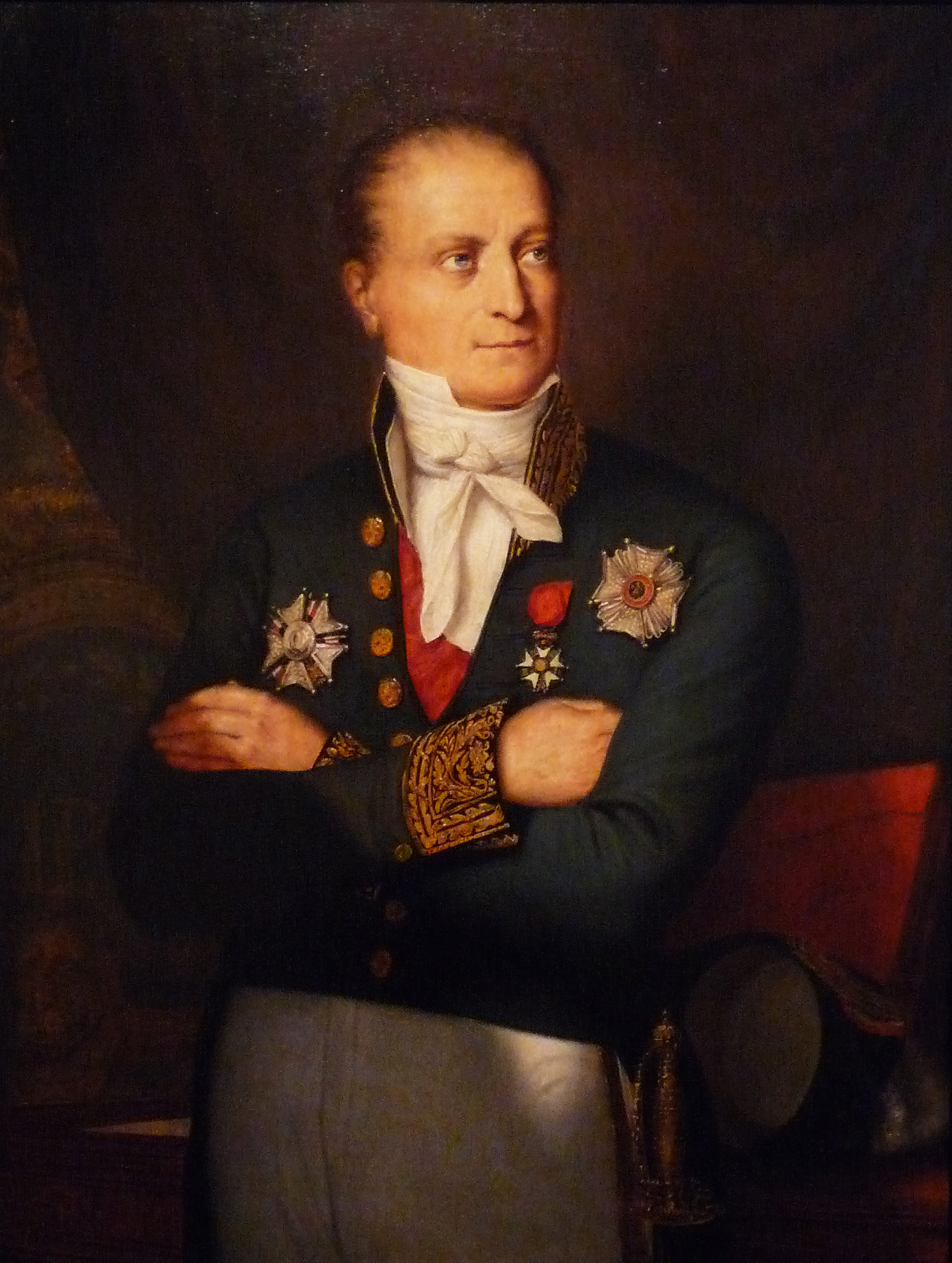
Georges Humann, ministre des Finances.

Après le succès de la promulgation des lois de septembre, le ministère obtient le vote à une large majorité (246 voix contre 67), le 13 janvier 1836, d'une adresse plutôt favorable, rédigée par Sauzet. Pourtant, il va tomber sur une question tout à fait inattendue.
Le 14 janvier, alors que la Chambre aborde la discussion du budget, le ministre des Finances, Georges Humann, annonce, sans en avoir averti ses collègues, son intention de procéder à une conversion de la rente française 5 % pour alléger le poids de la dette publique. C'est une véritable bombe politique, car la rente est une composante essentielle des fortunes de la bourgeoisie, base politique du régime. Aussi le Conseil des ministres désavoue-t-il immédiatement Humann, qui est contraint à la démission le 18 janvier, cependant que le duc de Broglie explique à la Chambre que le gouvernement ne soutient pas sa proposition. Mais il le fait en termes jugés cassants, qui indisposent les députés : l'un d'entre eux, le banquier Alexandre Goüin, dépose aussitôt une proposition de loi tendant à la conversion de la rente qui est renvoyée devant la Chambre où elle est débattue à partir du 4 février. Le lendemain, les députés décident de poursuivre son examen par 194 voix contre 192. Désavoué, le gouvernement démissionne aussitôt : c'est la première fois qu'un ministère tombe après avoir été mis en minorité devant la Chambre des députés.

### La logique parlementaire contrariée
La chute du ministère Broglie pourrait marquer un tournant décisif dans l'évolution du régime vers le parlementarisme. Mais il n'en sera rien : Louis-Philippe, avec une habileté manœuvrière consommée, va feindre de jouer le jeu parlementaire, mais pour mieux le neutraliser.[réf. nécessaire]

#### Le premier ministère Thiers (février - septembre 1836)
Le roi va profiter de la crise ministérielle pour se débarrasser des doctrinaires, c'est-à-dire non seulement le duc de Broglie, mais également Guizot, replâtrer le ministère avec quelques créatures du Tiers Parti pour donner à celui-ci l'illusion d'une inflexion à gauche, et mettre à sa tête Adolphe Thiers dans le dessein de le détacher définitivement des doctrinaires et de l'user jusqu'à ce que sonne l'heure du comte Molé, que le roi a résolu depuis longtemps d'appeler à la présidence du Conseil. Entortillé dans des tractations alambiquées, ce plan est mis en œuvre comme Louis-Philippe l'entend : le nouveau ministère est constitué le 22 février 1836. Le roi espère en tirer un surcroît de liberté de manœuvre et éviter une nouvelle version du « Casimir Perier en trois personnes », c'est-à-dire d'une coalition des « talents supérieurs » ligués pour l'empêcher d'imposer ses vues. Il peut espérer briser le Tiers Parti mais il risque aussi de disloquer sa majorité parlementaire et de provoquer des crises gouvernementales à répétition. Par ailleurs, comme le duc de Broglie l'en a d'ailleurs prévenu, Thiers, lorsque le roi le renverra, se muera en opposant particulièrement dangereux.[réf. nécessaire]

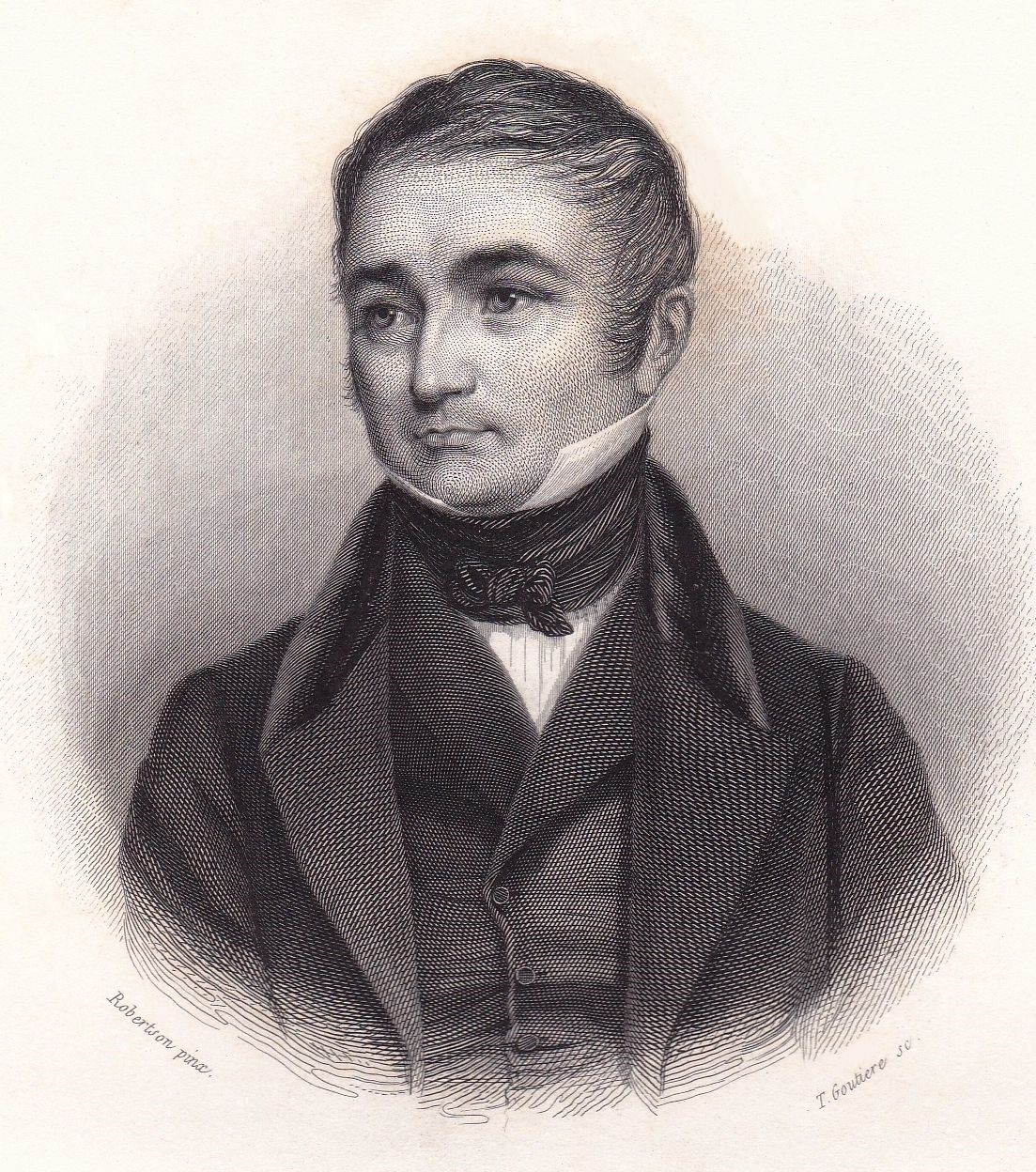
Adolphe Thiers.

Le jour même, Thiers s'exprime devant la Chambre des députés. Il justifie la politique de résistance menée jusqu'alors : « Pour sauver une révolution, il faut la préserver de ses excès. Quand ces excès se sont produits dans la rue ou dans l'usage abusif des institutions, j'ai contribué à les réprimer par la force et par la législation ». Mais il reste fort vague sur son programme, se bornant à promettre « des jours meilleurs » et à récuser les « systèmes ».
À la Chambre, qui ajourne aisément, le 22 mars, la proposition de conversion des rentes (preuve, s'il en était besoin, que le sujet n'avait été qu'un prétexte)[réf. nécessaire], le débat sur les fonds secrets, marqué par un discours remarqué de Guizot et une réponse fuyante du garde des sceaux, Sauzet, est conclu par un vote largement favorable au gouvernement : 251 voix pour et 99 contre, vraisemblablement issues du centre droit, mécontent que le ministère, par l'organe de Sauzet, n'ait pas clairement soutenu le discours de fermeté de Guizot.[réf. nécessaire]

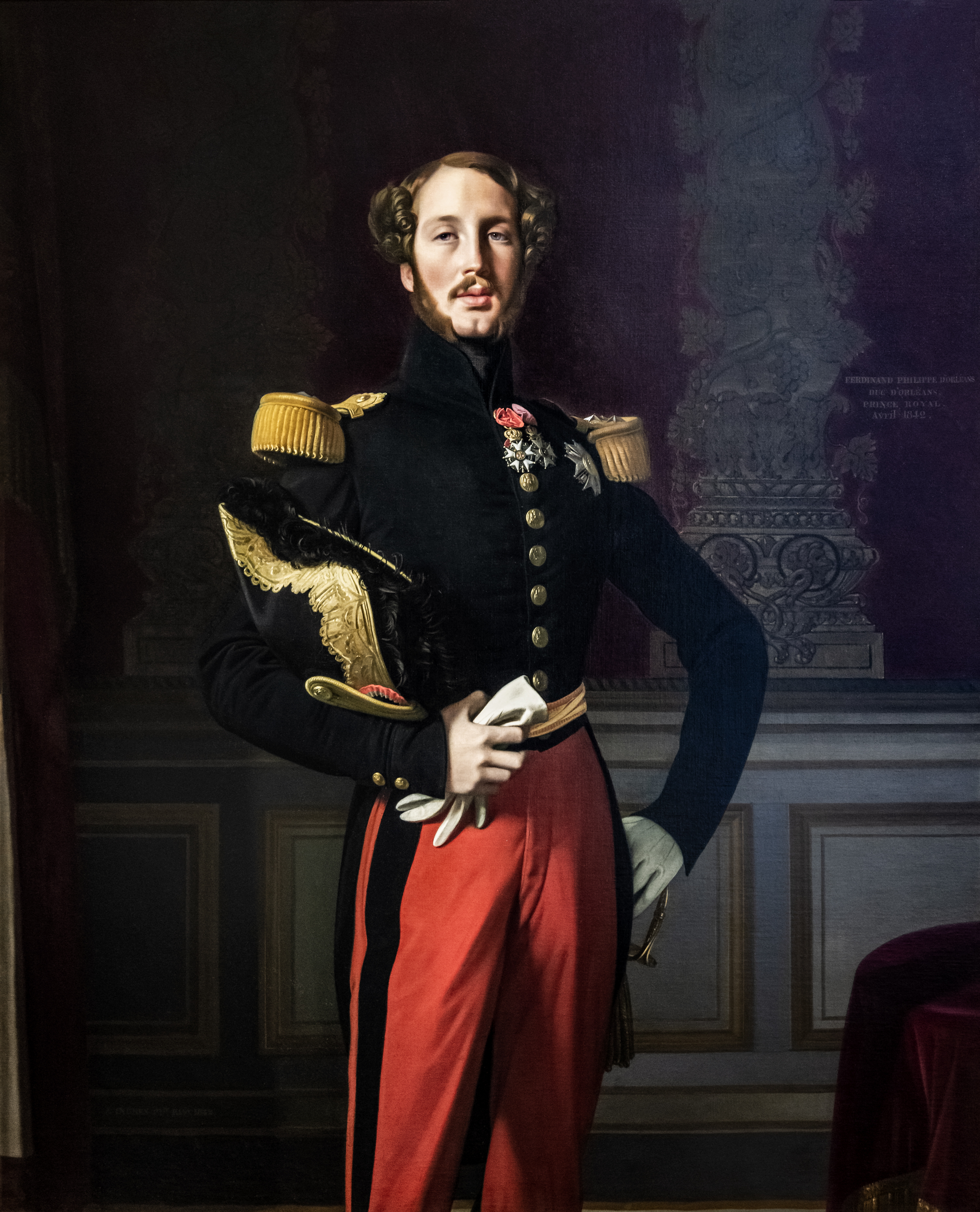
Portrait du duc d'Orléans, par Dominique Ingres, 1842.

Si Thiers a accepté la présidence du Conseil et pris le portefeuille des Affaires étrangères, c'est parce qu'il espère pouvoir négocier le mariage du duc d'Orléans avec une archiduchesse d'Autriche : depuis l'attentat de Fieschi, le mariage de l'héritier du trône, qui vient d'avoir vingt-cinq ans, est l'obsession de Louis-Philippe, et Thiers se verrait bien, tel un nouveau Choiseul, en artisan d'un spectaculaire renversement d'alliances en Europe. Mais la tentative se solde par un échec : Metternich et l'archiduchesse Sophie, qui domine la cour de Vienne, rejettent une alliance avec la famille d'Orléans, qu'ils estiment bien peu assurée sur son trône.
L'attentat d'Alibaud contre Louis-Philippe, le 25 juin, vient d'ailleurs justifier leurs craintes. À l'échec sur le plan international vient ainsi s'ajouter pour Thiers, un échec sur le plan intérieur, avec la résurgence de la menace républicaine, à telle enseigne que l'inauguration de l'arc de triomphe de l'Étoile, le 29 juillet, qui aurait dû être l'occasion d'une grande cérémonie de concorde nationale, au cours de laquelle la monarchie de Juillet se serait réchauffée à la gloire de la Révolution et de l'Empire, se déroule en catimini, à sept heures du matin et hors la présence du roi.
Pour restaurer sa popularité et se venger de l'Autriche, Thiers caresse l'idée d'une intervention militaire en Espagne, que réclame la reine-régente Marie-Christine, régente pour la jeune reine Isabelle II, confrontée à la rébellion carliste. Mais Louis-Philippe, conforté par Talleyrand et Soult, s'y oppose résolument, ce qui entraîne la démission de Thiers. Cette fois, le gouvernement est tombé non à la suite d'un vote hostile de la Chambre (le Parlement n'est pas en session) mais en raison d'un désaccord avec le roi sur la politique étrangère, preuve que l'évolution parlementaire du régime reste alors tout à fait incertaine.

### Les deux ministères Molé (septembre 1836 - mars 1839)

#### Le premier ministère Molé: une politique de réconciliation compromise par un complot bonapartiste (septembre 1836 - avril 1837)

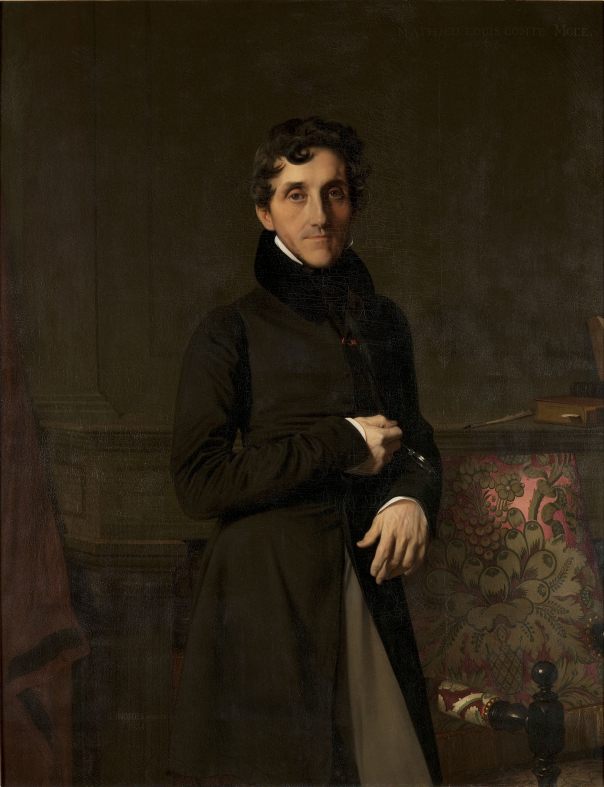
Le comte Molé.

Le nouveau ministère est constitué le 6 septembre 1836 sous la présidence du comte Molé. Depuis longtemps, Louis-Philippe est subjugué par le charme de ce parfait homme de cour, ancien Grand juge de Napoléon Ier, issu d'une illustre famille de parlementaires parisiens. Le nouveau ministère, où rentrent les doctrinaires Guizot, Duchâtel et Gasparin, ne compte — la presse en fait aussitôt la remarque — aucune des illustrations des Trois Glorieuses.
Soucieux de conforter une popularité incertaine, le ministère prend immédiatement quelques mesures d'inspiration humaniste : généralisation de l'incarcération cellulaire pour éviter « l'enseignement mutuel du crime », suppression de la chaîne des forçats, grâce royale pour 52 condamnés politiques, tant légitimistes que républicains, et notamment pour les anciens ministres de Charles X. Peyronnet et Chantelauze sont libérés le 17 octobre et assignés à résidence sur leurs terres. La mesure est étendue à Guernon-Ranville le 23 novembre, tandis que la peine de détention perpétuelle de Polignac est commuée en 20 ans de bannissement hors de France.
Le 25 octobre 1836, l'érection de l'obélisque de Louxor sur la place de la Concorde donne au roi le plaisir d'une ovation publique devant 200 000 spectateurs. Ce monument de Ramsès II, repéré par Champollion en 1829, était un cadeau du vice-roi d'Égypte, Méhémet Ali pour remercier la France de son aide militaire et financière. Arrivé en France en décembre 1833, il avait fallu trois ans pour lui trouver un emplacement adéquat.
Le 30 octobre 1836, la tentative de soulèvement de Strasbourg de Louis-Napoléon Bonaparte tourne rapidement court. Le prince et ses complices sont arrêtés le jour même, au grand embarras du gouvernement qui ne sait que faire de cet encombrant prisonnier. En dehors de toute procédure légale, le ministère le fait transporter à Lorient où il est embarqué, le 21 novembre, sur L'Andromède qui le conduit aux États-Unis.
Les autres conjurés sont déférés à la cour d'assises de Strasbourg qui les acquitte le 18 janvier 1837. Aussi, dès le 24 janvier 1837, le ministre de la Guerre, le général-baron Bernard, dépose à la Chambre des députés le projet de loi dit « de disjonction » qui vise à permettre d'opérer, en cas de tentative d'insurrection, une disjonction entre les civils, justiciables de la cour d'assises, et les militaires, qui seraient traduits devant le conseil de guerre, par exception au principe de l'indivisibilité de la procédure. Le projet est vivement combattu par l'opposition et, à la surprise générale, il est repoussé le 7 mars par 211 voix contre 209.

#### Les débuts du second ministère Molé: mariages et dotations de la famille royale (avril - novembre 1837)
Après ce camouflet, l'on s'attend à ce que le gouvernement démissionne, ce qui serait la logique même d'un système parlementaire. Pourtant, malgré les attaques de la presse, Louis-Philippe maintient le cabinet Molé en fonctions. Mais, privé de majorité parlementaire solide, le ministère est comme paralysé. Il doit renoncer à ouvrir le débat sur les projets de loi d'apanage au profit du duc de Nemours et d'allocation pour la dot de la reine des Belges : le projet de loi visait à constituer, pour le duc de Nemours, une dotation foncière comprenant principalement le domaine de Rambouillet, d'une valeur de 10 millions et rapportant 500 000 francs par an. Pour la reine des Belges, le projet fixait la dot à un million de francs. Pendant un mois et demi, du 7 mars au 15 avril, Louis-Philippe fait mine d'essayer diverses combinaisons ministérielles avant de constituer un nouveau ministère où rentre Montalivet, proche du roi, mais dont sort Guizot, qui s'entendait de plus en plus mal avec Molé, confirmé dans ses fonctions de chef du gouvernement.
Vis-à-vis de la Chambre des députés, le nouveau cabinet frise la provocation : non seulement Molé est maintenu en fonctions, mais on[Qui ?] y fait entrer le rapporteur du projet de loi de disjonction, Salvandy, et celui du projet de loi concernant la dot de la reine des Belges, Lacave-Laplagne, qui avaient l'un et l'autre défendu des textes repoussés par les députés. Tout le monde[Qui ?] s'attend à ce que le gouvernement, qualifié par la presse d'opposition de « ministère de laquais » ou de « ministère du château », tombe rapidement.

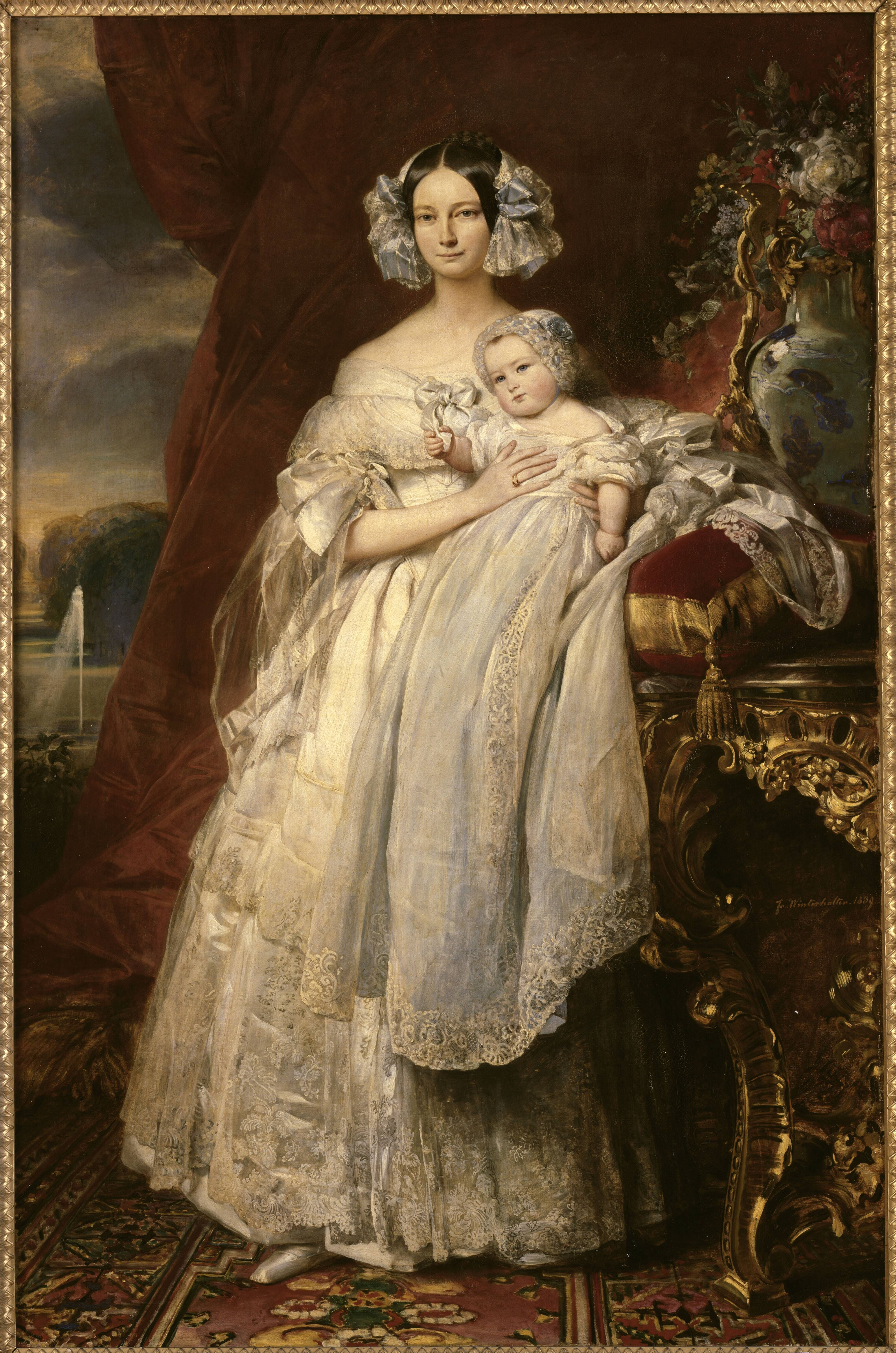
La duchesse d'Orléans tenant son fils, Philippe, comte de Paris (portrait par Franz Xaver Winterhalter, 1839 ; château de Versailles).

Lorsque Molé monte à la tribune le 18 avril, les députés l'attendent donc de pied ferme. « Messieurs, annonce le président du Conseil, le roi nous a chargés de vous communiquer un événement également heureux pour l'État et pour sa famille… ». Il s'agit du futur mariage du prince royal avec la princesse Hélène de Mecklembourg-Schwerin. L'annonce de cette nouvelle coupe court à toute critique et à tout débat. Les députés ne peuvent qu'entériner l'augmentation de la dotation du duc d'Orléans, portée de 1 à 2 millions par an, et il est en outre alloué une allocation unique d'un million pour dépenses de mariage et frais d'établissement. Ces dispositions sont adoptées le 22 avril par 307 voix pour et 49 contre. La dot de la reine des Belges, qui leur est représentée aussitôt, est adoptée, à hauteur d'un million, le 27 avril par 239 voix pour et 140 contre. Molé leur précise que « S.M. a décidé que la demande présentée pour le prince son second fils [le duc de Nemours] serait ajournée ».
Fort de ce début habile, le gouvernement se tire sans encombre du débat sur les fonds secrets, malgré les attaques d'Odilon Barrot : il obtient la confiance par 250 voix contre 112 au début mai. Une ordonnance du 8 mai, bien accueillie par les Chambres, décrète une amnistie générale pour tous les condamnés politiques. Parallèlement, les crucifix sont rétablis dans les tribunaux et l'église Saint-Germain-l'Auxerrois, fermée depuis 1831, est rendue au culte. Pour bien montrer que l'ordre est rétabli, le roi passe la Garde nationale en revue sur la place de la Concorde.
Le mariage du duc d'Orléans est célébré avec faste au château de Fontainebleau le 30 mai 1837.
Quelques jours plus tard, le 10 juin, Louis-Philippe inaugure le château de Versailles, qu'il a fait restaurer depuis 1833 pour y installer un musée d'histoire dédié « à toutes les gloires de la France », et où, dans le cadre d'une politique de réconciliation nationale, les gloires militaires de la Révolution et de l'Empire, et même celles de la Restauration, voisinent avec celles de l'Ancien Régime.
Une autre fille du roi, Marie, épouse le 17 octobre 1837 le duc Alexandre de Wurtemberg, d'une branche cadette de la maison royale de Wurtemberg et neveu du roi des Belges. Molé, André Dupin, président de la Chambre des députés, et la princesse elle-même, craignant un débat houleux aux Chambres, convainquent le roi de ne pas demander de dot pour la jeune fille sur fonds publics.

#### Les élections anticipées du 4 novembre 1837 et la coalition
Le régime semble désormais stabilisé, la prospérité économique est revenue. Aussi le roi et Molé jugent-ils, contre l'opinion du duc d'Orléans, le moment propice pour prononcer la dissolution de la Chambre des députés, décidée le 3 octobre 1837. Pour peser sur les élections, Louis-Philippe décide l'expédition de Constantine en Algérie, qui aboutit à la prise de la ville par le général Valée et le duc de Nemours le 13 octobre.
Les élections, qui ont lieu le 4 novembre 1837, ne répondent pas aux espoirs de Louis-Philippe. Sur 459 députés, les ministériels ne sont que 220 environ, majorité relative, étroite, incertaine. Les extrêmes comptent une vingtaine de députés à droite (légitimistes) et une trentaine à gauche (républicains). Le centre-droit (doctrinaires) aligne une trentaine de députés, le centre-gauche une soixantaine et l'opposition dynastique 65. Le Tiers-Parti n'a plus qu'une quinzaine de députés, tandis qu'une trentaine d'indécis sont inclassables dans les catégories précédentes.
| Groupes politiques | Groupes politiques         | Effectifs   | Effectifs | Effectifs |
| Groupes politiques | Groupes politiques         | #           | %         |           |
| ------------------ | -------------------------- | ----------- | --------- | --------- |
|                    | Conservateurs ministériels | ~220 sièges | 47,9 %    |           |
|                    | Opposition dynastique      | ~65 sièges  | 14,2 %    |           |
|                    | Centre Gauche              | ~60 sièges  | 13,1 %    |           |
|                    | Doctrinaires               | ~30 sièges  | 6,5 %     |           |
|                    | Républicains               | ~30 sièges  | 6,5 %     |           |
|                    | Légitimistes               | ~20 sièges  | 4,4 %     |           |
|                    | Tiers Parti                | ~15 sièges  | 3,3 %     |           |
|                    | Indécis                    | ~30 sièges  | 6,5 %     |           |
|                    |                            |             |           |           |
|                    | Total                      | 460 sièges  | 100 %     |           |

Le risque est considérable, dans une chambre ainsi composée, qu'une coalition hétéroclite se forme pour renverser le gouvernement, sans pour autant que puisse émerger une majorité cohérente : c'est exactement ce qui va se produire.
Dès janvier 1838, à l'occasion du débat sur l'adresse, le gouvernement est vivement pris à partie, notamment par Charles Gauguier à propos des députés fonctionnaires : le 9 janvier, celui-ci accuse le ministère de manipuler les élections pour faire élire des fonctionnaires à sa dévotion. Le nombre de députés fonctionnaires est passé de 178 sous la précédente législature à 191. Adolphe Thiers et ses amis reprennent leurs attaques au sujet des affaires d'Espagne. Malgré tout, grâce aux voix des doctrinaires, le gouvernement obtient, le 13 janvier, le vote d'une adresse favorable par 216 voix contre 116.
Thiers a perdu la première manche, mais il est apparu clairement que le gouvernement est l'otage des doctrinaires, au moment même où Guizot ne cesse de s'éloigner de Molé. Dès lors, tous les efforts de Thiers vont tendre à détacher les doctrinaires de la majorité ministérielle : dès le 17 janvier, à un bal aux Tuileries, Thiers et Guizot ont une longue conversation en ce sens, qui est écoutée par des oreilles indiscrètes et rapportée au roi et à Molé. Le 12 mars, lors du débat sur les fonds secrets, Guizot ne le dissimule pas : « N'est-il pas évident, interroge-t-il, qu'il y a peu d'union intime, peu d'action réciproque entre le gouvernement et les chambres ? ». Le duc de Broglie adopte la même attitude à la Chambre des pairs : il critique sévèrement le ministère tout en déclarant qu'il votera les fonds secrets. Pourtant, le gouvernement obtient le vote de la confiance le 15 mars par 249 voix contre 133. La Chambre des députés manifeste son indépendance, le 10 mai, en rejetant le plan de développement du réseau de chemin de fer proposé par le gouvernement (196 voix contre 69) ; le 4 mai, elle adopte le projet de conversion des rentes (251 voix contre 145), que le gouvernement doit faire repousser par la Chambre des pairs, il parvient à tenir jusqu'à la fin de la session parlementaire après avoir obtenu, le 20 juin, le vote du budget de 1839 par 248 voix contre 37.
Pendant toute l'année 1838, l'opposition fourbit ses armes et une coalition se forme pour renverser le ministère. La session parlementaire s'ouvre le 17 décembre. Deux jours plus tard, Dupin aîné, proche des Tuileries, n'est réélu que de justesse par 183 voix contre 178 à Hippolyte Passy, candidat de centre gauche, adversaire véhément du « ministère du château ». Pour les quatre vice-présidents, après Jean-Louis Calmon (ministériel), Hippolyte Passy et Tanneguy Duchâtel (coalition), Laurent Cunin-Gridaine (ministériel), n'est réélu que de justesse devant Odilon Barrot (coalition). Au sein de la commission chargée de rédiger le projet d'adresse, les députés de la coalition sont majoritaires (6 députés dont Guizot, Thiers, Duvergier de Hauranne, Passy) contre 3 députés ministériels. Mais, le 19 janvier, le ministère parvient à faire adopter, par 221 boules blanches contre 208 boules noires, un texte qui, après plusieurs amendements au projet initial, lui est plutôt favorable.

#### Les élections anticipées du 2 mars 1839

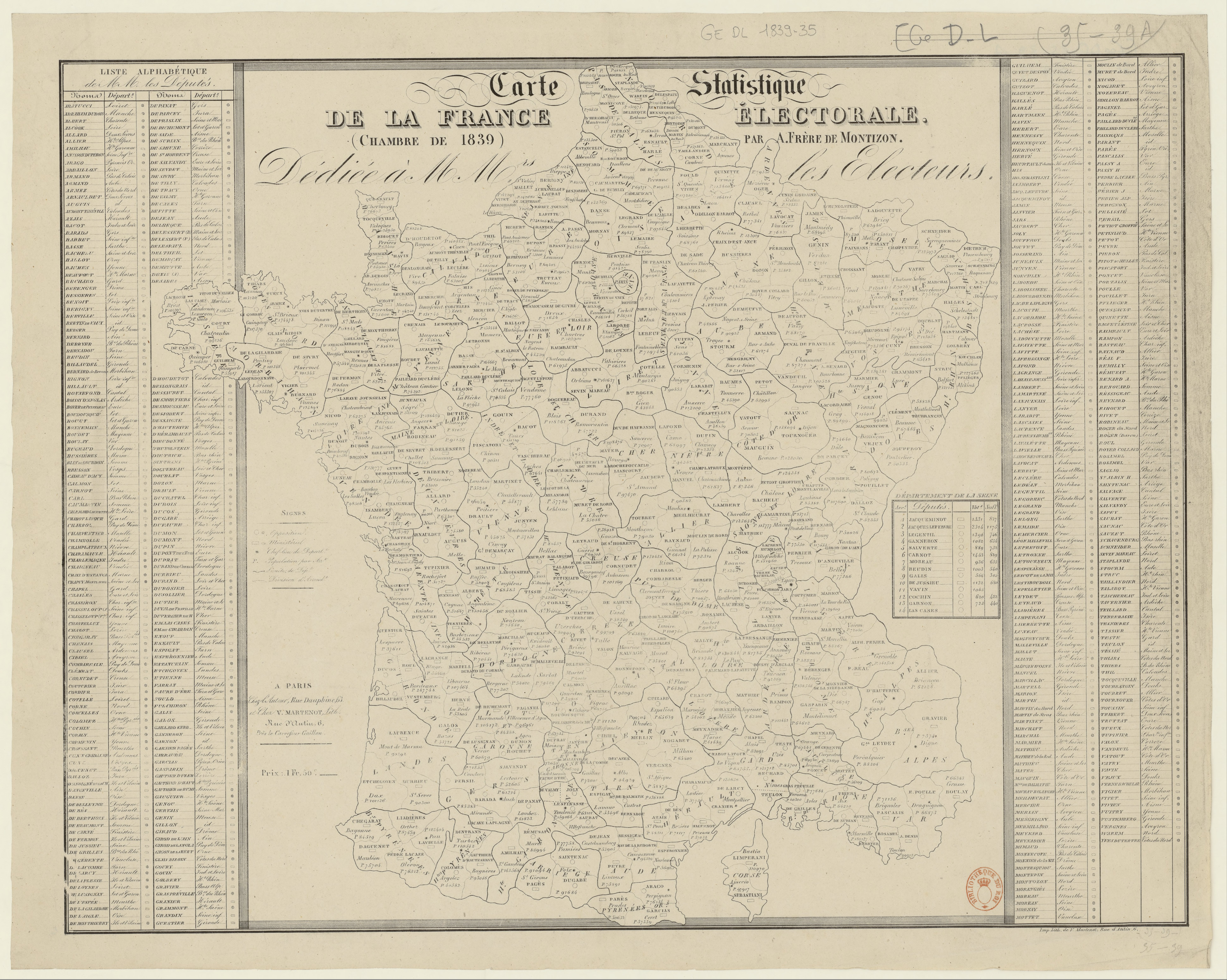
Carte statistique de la France électorale (chambre de 1839) par Armand Joseph Frère de Montizon.

Si la coalition est donc vaincue, Molé estime ne pas pouvoir continuer à gouverner avec une majorité aussi étroite et aussi incertaine et il remet sa démission au roi le 22 janvier 1839. Le roi commence par la refuser puis approche en vain le maréchal Soult pour prendre la tête du ministère : le 24 janvier, Soult répond au roi avec la plus grande réticence mais remet sa décision et accepte de réfléchir pendant que le roi va à Dreux enterrer sa fille, la duchesse de Wurtemberg, morte de la tuberculose. Quand le roi revient, le maréchal décline en prétextant une « fluxion dentaire », puis se laisse arracher une acceptation, mais à la condition de nouvelles élections victorieuses. Le roi décide alors, le 2 février 1839, de dissoudre la Chambre des députés et convoque les électeurs pour le 2 mars et les Chambres pour le 26.
La campagne électorale se déroule dans une atmosphère enfiévrée. L'opposition de gauche crie au coup de force constitutionnel, rapprochant les dissolutions de 1837 et 1839 des deux dissolutions consécutives de Charles X en 1830. Thiers compare Molé et Polignac et déplore de voir « se renouveler, après huit années seulement, des fautes si graves, si cruellement punies ». Guizot reproche aux ministres d'isoler le roi de la Nation.
Le 2 mars, les élections déçoivent les espoirs de Louis-Philippe. Les 221 députés qui avaient soutenu le ministère ne sont plus que 199 tandis que la coalition rassemble 240 membres. Lors du conseil du 8, Molé présente sa démission que le roi est contraint d'accepter.
| Groupes politiques | Groupes politiques         | Effectifs  | Effectifs | Effectifs |
| Groupes politiques | Groupes politiques         | #          | %         |           |
| ------------------ | -------------------------- | ---------- | --------- | --------- |
|                    | Tiers parti & républicains | 240 sièges | 52,3 %    |           |
|                    | Conservateurs ministériels | 199 sièges | 43,4 %    |           |
|                    | Légitimistes               | 20 sièges  | 4,3 %     |           |
|                    |                            |            |           |           |
|                    | Total                      | 459 sièges | 100,0 %   |           |

### Les poisons du parlementarisme et le retour de l'instabilité ministérielle
La coalition qui s'est opposée au gouvernement Molé est hétéroclite et a les plus grandes peines à faire émerger en son sein une majorité stable. Les années 1839-1840 sont largement marquées par des jeux parlementaires compliqués, qui entraînent un retour de l'instabilité ministérielle, jugulée pendant les deux années et demie où le roi avait maintenu Molé en place.

#### Le deuxième ministère Soult (mai 1839 - février 1840)
Après la chute de Molé, Louis-Philippe fait tout de suite appel au maréchal Soult, « manche brillant auquel on peut au besoin adapter des lames de toute forme et de toute trempe », qui essaie en vain de mettre sur pied un ministère réunissant les trois principales têtes de la coalition — Guizot, Thiers et Odilon Barrot — puis, devant le refus persistant des doctrinaires, un cabinet de centre gauche, qui bute sur l'intransigeance de Thiers sur les affaires d'Espagne.
Devant l'impossibilité de former un gouvernement, le roi doit reporter au 4 avril l'ouverture de la session parlementaire, prévue initialement le 26 mars. Thiers fait échouer un essai de combinaison l'associant au duc de Broglie et à Guizot. Louis-Philippe cherche alors à l'éloigner en lui offrant une grande ambassade, ce qui fait aussitôt pousser des hauts cris à ses amis. En définitive, le roi doit se résoudre à constituer, le 31 mars, un ministère de transition, formé de personnages relativement incolores politiquement, pour pouvoir ouvrir la session parlementaire et laisser la situation se décanter. Les nouveaux ministres n'ont accepté leurs portefeuilles que « sous la condition expresse de cesser leurs fonctions aussitôt qu'un ministère définitif serait formé ».
La session parlementaire s'ouvre le 4 avril dans une atmosphère quasi-insurrectionnelle : une foule houleuse s'est massée autour du Palais Bourbon, chantant La Marseillaise et brisant des réverbères. Des boutiques d'armuriers sont dévalisées. La presse de gauche met ces troubles sur le dos des provocations gouvernementales. Pour l'élection du président de la Chambre, Thiers fait campagne pour Odilon Barrot, mais la manière dont, pendant la crise gouvernementale, le « foutriquet » a fait échouer toutes les combinaisons ministérielles a déplu à certains de ses amis. Une partie du centre gauche fait dissidence et présente Hippolyte Passy contre Barrot. Les députés ministériels et les doctrinaires votent en masse pour Passy qui l'emporte par 227 voix contre 193. Ce vote démontre que la coalition a éclaté et qu'il existe une majorité pour empêcher toute solution de gauche.
Pour autant, les tractations pour former un nouveau gouvernement se poursuivent sans succès du fait de l'intransigeance de Thiers qui fait promettre à ses amis de n'entrer dans aucune combinaison sans son aval. La situation paraît complètement bloquée quand, le 12 mai, la Société des saisons, société secrète républicaine, dont les meneurs sont Martin Bernard, Armand Barbès et Auguste Blanqui, déclenche une opération insurrectionnelle à Paris, rue Saint-Denis et rue Saint-Martin.

Les animateurs de la tentative insurrectionnelle de 1839
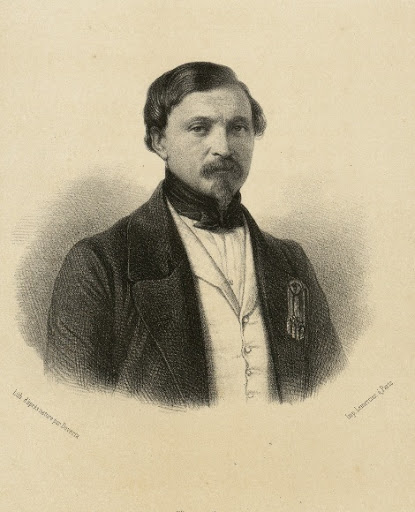
Martin Bernard.
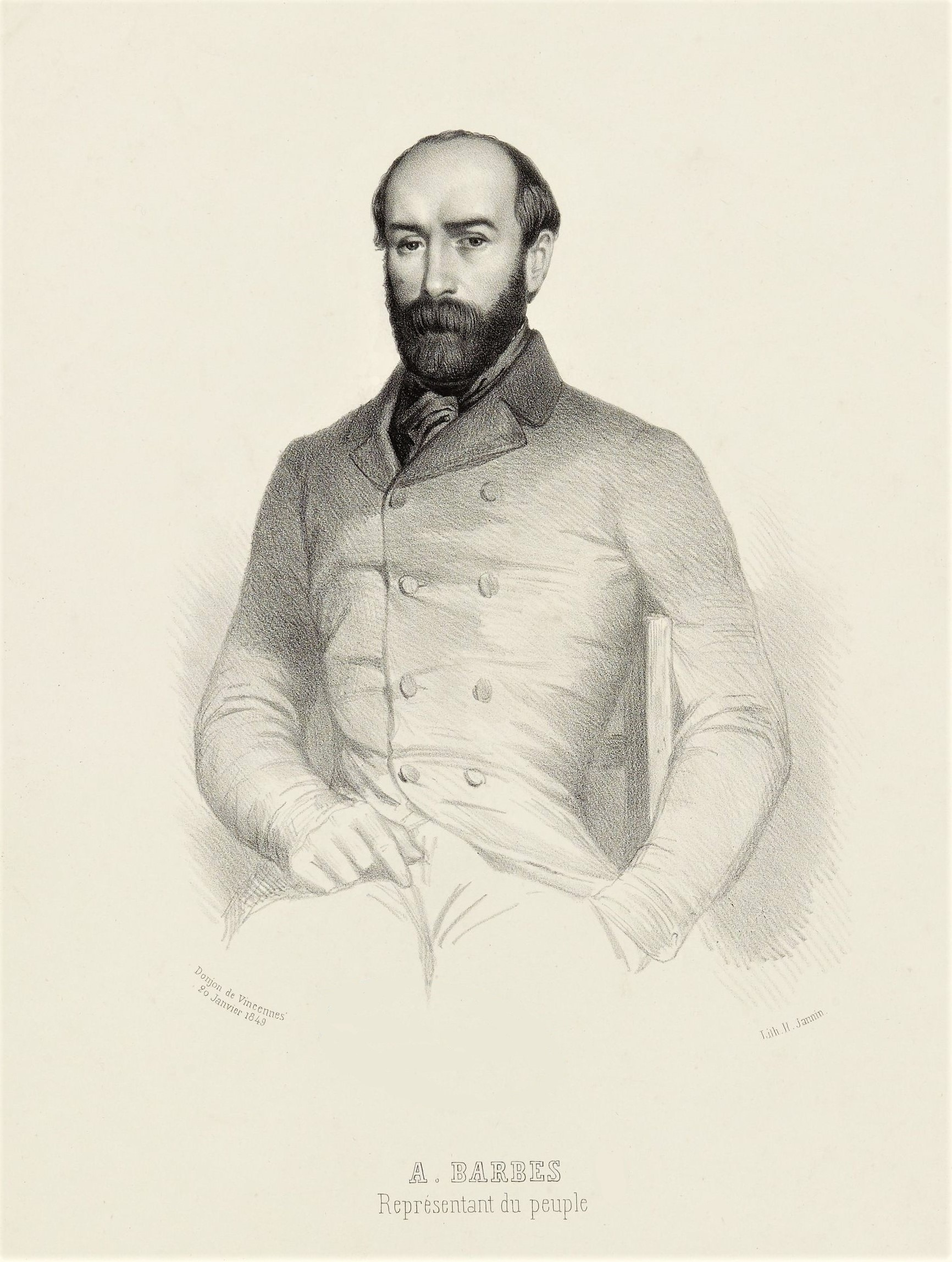
Armand Barbès.
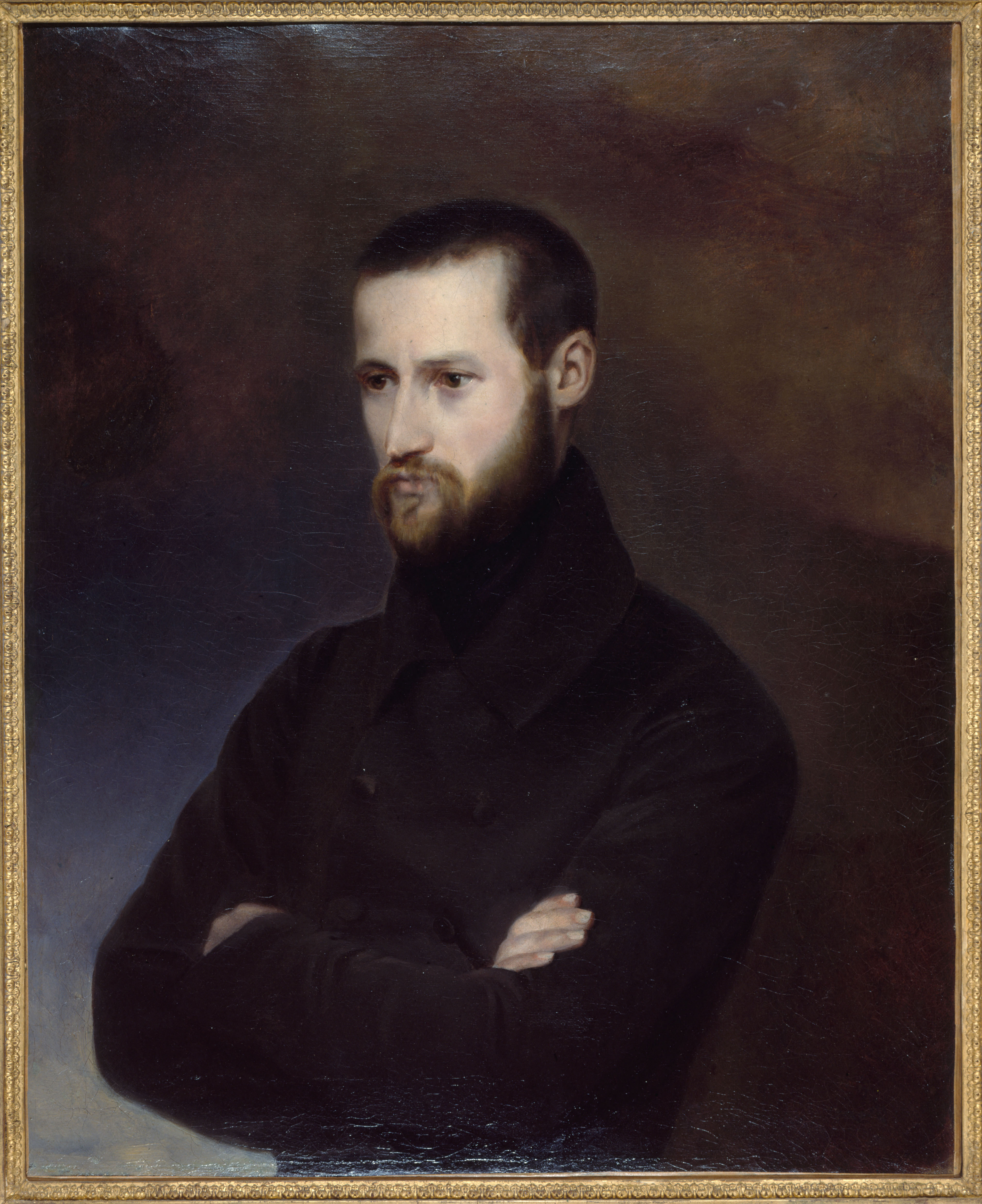
Auguste Blanqui.

L’opération échoue et les conjurés sont arrêtés. Mais cet événement renverse la situation politique : le soir même, Louis-Philippe est en mesure de former un nouveau gouvernement sous la présidence du maréchal Soult, accouru l'un des premiers aux Tuileries pour témoigner son soutien au roi et à la monarchie de Juillet, et personnalité à qui Louis-Philippe songeait depuis le début de la crise ministérielle. Le roi a donc gagné la partie et fait émerger une combinaison qui lui convient.[réf. nécessaire]
Aussitôt, la situation politique semble se calmer. Le vote sur les fonds secrets, à la fin mai, donne une très forte majorité (262 voix contre 71) au nouveau gouvernement, qui obtient aussi le vote du budget de 1840, à la fin juillet, avec une majorité encore plus large (270 voix contre 37). La session s'achève sans encombre le 6 août. Après la reprise des travaux parlementaires le 23 décembre, la Chambre vote une adresse plutôt favorable au ministère le 15 janvier 1840 par 212 voix contre 43. Pourtant, le ministère tombe le 20 février sur le rejet par la Chambre, par 226 voix contre 200, du projet de loi de dotation pour le duc de Nemours à l'occasion de son prochain mariage avec la princesse Victoire de Saxe-Cobourg-Kohary. Dans une lettre à un ami, Proudhon, pourtant républicain, note le 27 février 1840 l'inconséquence des députés de la bourgeoisie : « Qui veut le roi, veut une famille royale, veut une cour, veut des princes du sang, veut tout ce qui s'ensuit. Le Journal des débats dit vrai : les bourgeois conservateurs et dynastiques démembrent et démolissent la royauté, dont ils sont envieux comme des crapauds ».

#### Le deuxième ministère Thiers (mars - octobre 1840)
La chute du ministère Soult impose au roi de faire appel à la principale figure de la gauche, Adolphe Thiers, pour former le nouveau gouvernement. Il y a d'autant moins d'alternative à droite que Guizot, nommé ambassadeur à Londres en remplacement de Sébastiani, vient de partir pour le Royaume-Uni.

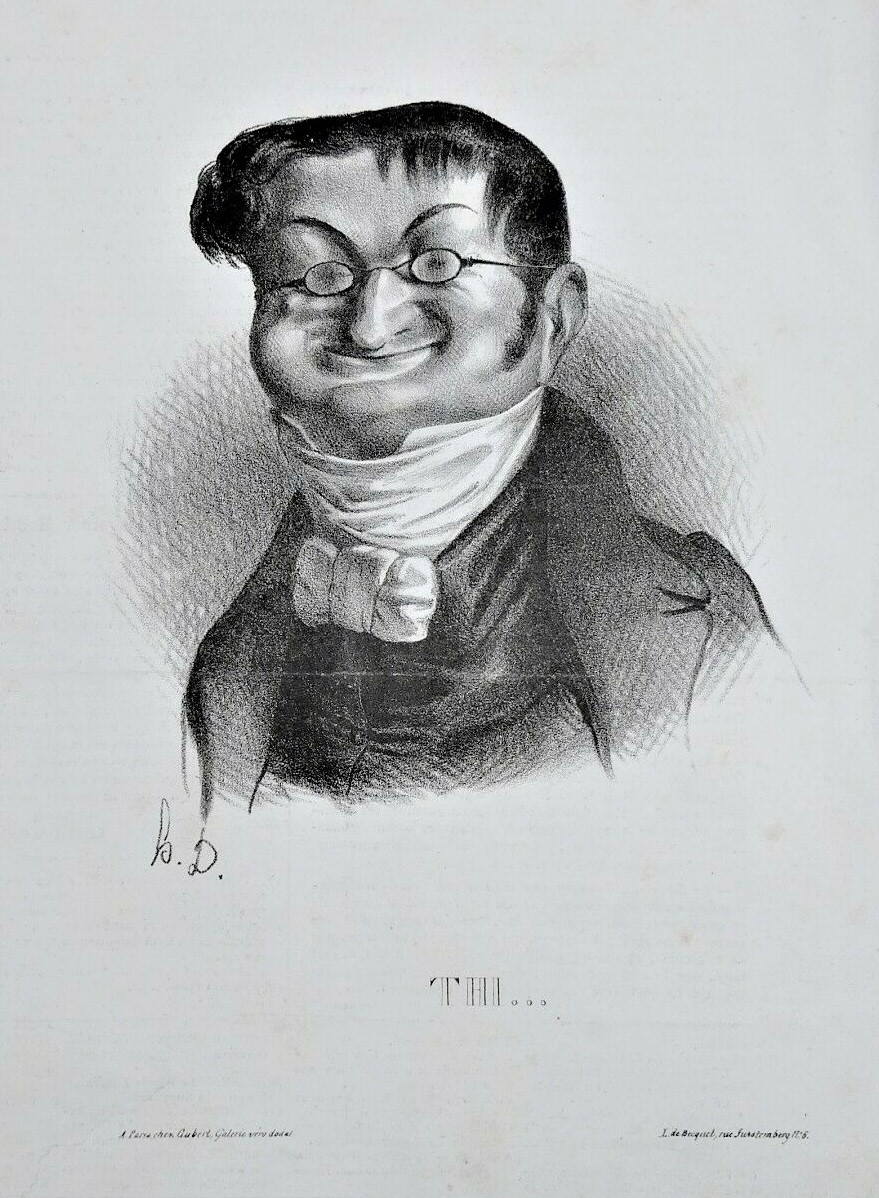
Thiers caricaturé par Honoré Daumier.

Pour Thiers, c'est l'heure de la revanche : il compte profiter de ce retour aux affaires pour laver l'affront de 1836 et engager définitivement le régime dans la voie du parlementarisme, avec un roi qui « règne mais ne gouverne pas », selon sa célèbre formule, et un ministère émanant de la majorité de la Chambre des députés et responsable devant elle. Ce n'est pas la conception de Louis-Philippe. Se noue ainsi la dernière manche d'une partie décisive entre les deux conceptions de la monarchie constitutionnelle et les deux lectures de la Charte qui se sont affrontées depuis 1830.
Le ministère est formé le 1er mars 1840. Thiers a feint d'offrir la présidence du Conseil au duc de Broglie, puis au maréchal Soult, avant de « se dévouer » et de la prendre lui-même, conjointement avec les Affaires étrangères. L'équipe est jeune, 47 ans en moyenne, et son chef n'a lui-même que 42 ans, ce qui lui fait dire en riant qu'il a constitué un cabinet de « jeunes gens ».
D'emblée, les relations sont difficiles avec le roi, qui prend (ou feint de prendre) le retour de Thiers comme une véritable « humiliation ». Louis-Philippe met Thiers dans l'embarras en suggérant qu'on donne le bâton de maréchal à Sébastiani, qui rentre de son ambassade de Londres : le chef du gouvernement est partagé entre son désir de faire plaisir à l'un de ses amis politiques et sa crainte que cette première mesure ne paraisse guidée par le même favoritisme qu'il avait reproché naguère aux « ministères du château ». Il décide donc d'attendre et le roi, selon Charles de Rémusat, « n'insiste pas et prend la chose sèchement, comme un homme qui s'y attend et qui n'est pas fâché de constater dès le premier pas la résistance de ses ministres à ses vœux les plus naturels ».
Au Parlement, en revanche, Thiers marque des points dans le débat sur les fonds secrets commencé le 24 mars, où il obtient la confiance par 246 voix contre 160.

##### Une politique conservatrice au service des intérêts de la bourgeoisie
Bien que classé au centre gauche, Thiers s'affirme, au cours de son second ministère, comme un conservateur étroit, tout dévoué à la protection des grands intérêts de la bourgeoisie. S'il fait voter la conversion des rentes, mesure chère à la gauche, par les députés, c'est avec la certitude qu'elle sera rejetée par la Chambre des pairs, qui y est résolument hostile. En effet, votée par 208 voix contre 163 par les députés, la conversion est repoussée par les pairs le 30 mai 1840 par 101 voix contre 46.
Le 16 mai, Thiers fait passer à l'ordre du jour alors que la Chambre des députés examine les pétitions en faveur de la réforme électorale qui, à l'initiative des républicains, ont afflué sur son bureau depuis le début de l'année 1840. Le radical Arago, qui prononce un discours liant réforme électorale et réforme sociale, veut rassembler la gauche en liant la revendication du suffrage universel et les revendications socialistes, apparues dans le courant des années 1830, en faveur de « l'organisation du travail » et du « droit au travail » (ces deux thèmes donneront lieu à de vifs débats sous la Deuxième République). Aussi affirme-t-il que la réforme électorale, visant à établir le suffrage universel, doit précéder la réforme sociale, qu'il juge indispensable et urgente. Thiers récuse le suffrage universel qu'il considère comme « le principe le plus dangereux et le plus funeste qu'on puisse alléguer en présence d'une société » (…) « On vous a parlé de souveraineté nationale, entendue comme souveraineté du nombre. C'est le principe le plus dangereux et le plus funeste qu'on puisse alléguer en présence d'une société. En langage constitutionnel, quand vous dites souveraineté nationale, vous dites la souveraineté du roi et des deux chambres, exprimant la souveraineté de la nation par des votes réguliers, par l'exercice de leurs droits constitutionnels. […] Quiconque, à la porte de cette assemblée, dit : « J'ai un droit », ment. Il n'y a de droits que ceux que la loi a reconnus. ». Il rejette aussi bien la réforme sociale : « Je tiens pour dangereux, pour très dangereux, les hommes qui persuaderaient à ce peuple que ce n'est pas en travaillant, mais que c'est en se donnant certaines institutions qu'ils seront meilleurs, qu'ils seront plus heureux. […] Dites au peuple qu'en changeant les institutions politiques il aura le bien-être, vous le rendrez anarchiste et pas autre chose ».
Le 15 juin, Thiers obtient l'ajournement de la proposition du député conservateur de Versailles, Ovide de Rémilly qui, reprenant une vieille revendication de la gauche, visait à interdire la nomination des députés à des fonctions publiques salariées pendant la durée de leur mandat. Thiers doit manœuvrer habilement pour ne pas contredire de manière trop flagrante le soutien qu'il a naguère apporté à cette idée : il laisse donc le ministre des Travaux publics, Jaubert, jeune doctrinaire très hostile à la réforme, écrire à plusieurs députés conservateurs pour qu'ils se concertent pour enterrer la proposition. Une de ces lettres est publiée dans la presse, ce qui suscite un véritable tollé à gauche et vaut au cabinet, accusé de double jeu, de vives interpellations à la Chambre.
En septembre, alors que les problèmes sociaux liés à la crise économique qui sévit depuis 1839 provoquent depuis la fin août des grèves et des émeutes dans les secteurs du textile, de l'habillement et du bâtiment, auxquelles se joignent le 7 septembre les ébénistes du faubourg Saint-Antoine, qui commencent à dresser des barricades, Thiers envoie la Garde nationale disperser sans ménagements les manifestants et applique dans toute leur rigueur les lois réprimant le délit de coalition.
Thiers prend d'autres mesures favorables aux milieux d'affaires. Il fait renouveler le privilège de la Banque de France jusqu'en 1867, à des conditions si avantageuses pour la Banque qu'elle fait frapper une médaille d'or commémorative. Il fait voter plusieurs lois établissant des lignes transatlantiques de paquebots à vapeur dont l'exploitation est concédée à des compagnies subventionnées par l'État, ou accordant des prêts et des garanties à des compagnies de chemins de fer en difficulté.

##### Une quête hasardeuse de gloire
Le régime est partagé entre un désir de paix et de stabilité et des aspirations. Ainsi, lors de la première session de la Chambre des pairs, le 25 juillet 1831, le prince royal entre dans la salle des séances qu'il trouve décorée de quarante drapeaux pris aux Autrichiens par Napoléon Ier lors de la campagne de 1805 et envoyés au Sénat de l'Empire, le grand référendaire, le marquis de Sémonville, place les trophées sous la garde du prince et l'invite à « en conquérir de nouveaux si l'honneur national l'y convie ». Le duc d'Orléans prononce alors un discours patriote et belliqueux, bien différent de celui que le roi a prononcé devant la Chambre des députés.

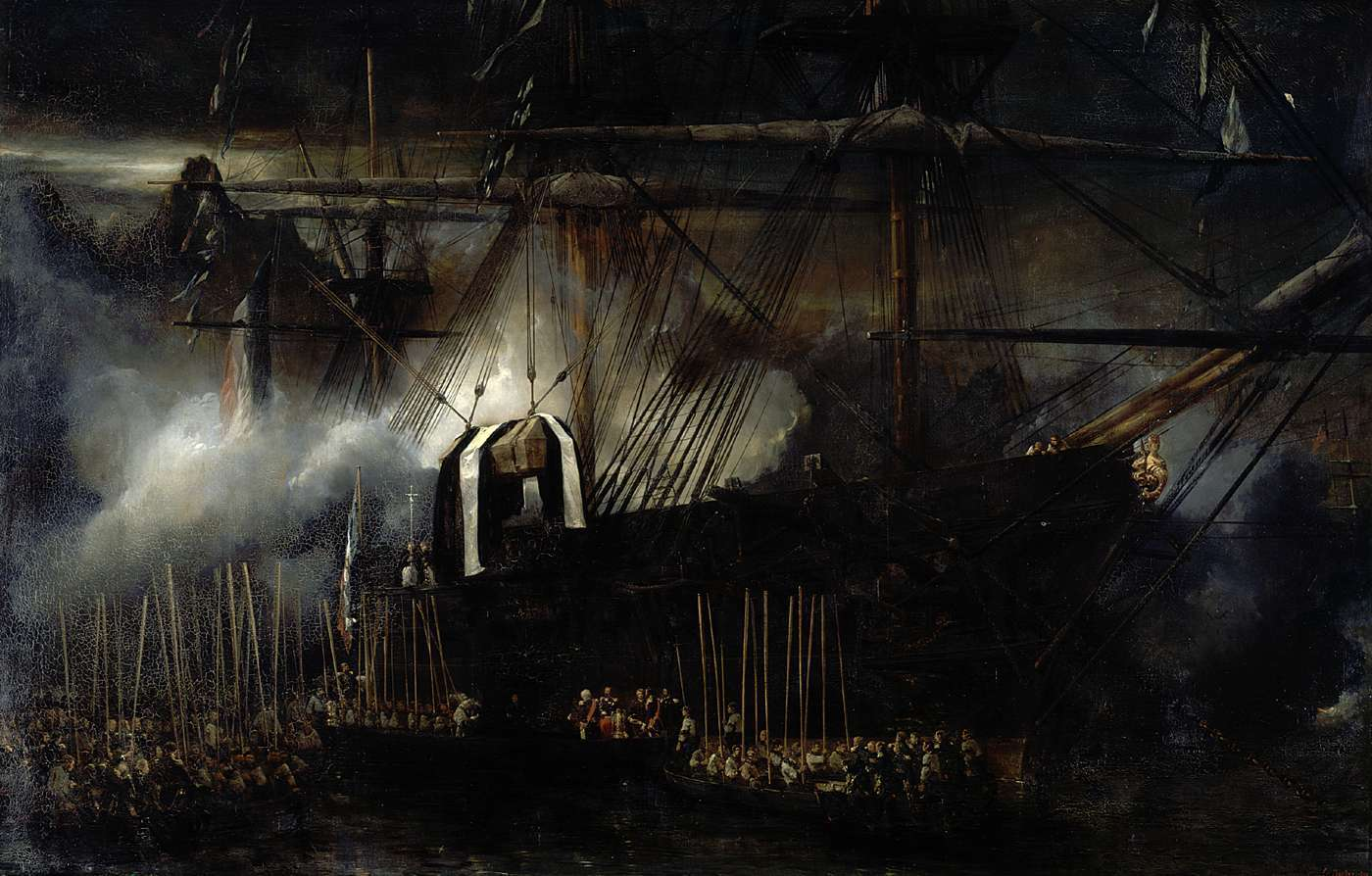
Le transfert des cendres de Napoléon à bord de La Belle Poule, le 15 octobre 1840, tableau par Eugène Isabey.

En même temps qu'il flatte la bourgeoisie conservatrice, Thiers caresse le désir de gloire d'une grande partie de la gauche. Le 12 mai 1840, le ministre de l'Intérieur, Rémusat, annonce à la Chambre des députés que le roi a décidé que les restes mortels de Napoléon Ier seront inhumés aux Invalides. Avec l'accord du gouvernement britannique, le prince de Joinville ira les chercher à Sainte-Hélène sur un navire de guerre, la frégate la Belle-Poule, et les ramènera en France.
L'annonce suscite un effet immense dans l'opinion, qui s'enflamme aussitôt de ferveur patriotique. Thiers y voit l'achèvement de l'entreprise de réhabilitation de la Révolution et de l'Empire qu'il a conduite avec son Histoire de la Révolution française et son Histoire du Consulat et de l'Empire, tandis que Louis-Philippe — qui ne s'est laissé que difficilement convaincre de tenter une opération dont il mesure les risques — cherche à capter à son profit un peu de la gloire impériale en s'appropriant l'héritage symbolique de Napoléon comme il s'est approprié celui de la monarchie légitime à Versailles.

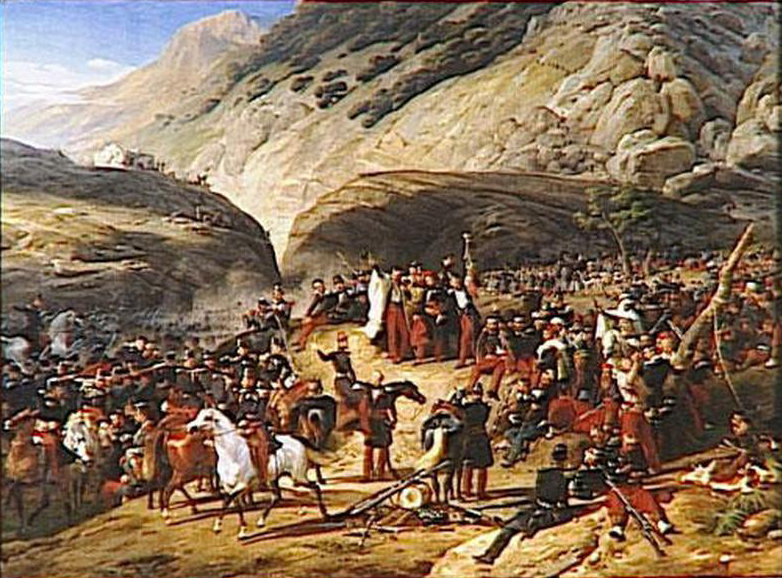
L'armée française occupe le teniah de Mouzaia le 12 mai 1840, toile d'Horace Vernet, 1841.

Voulant profiter du mouvement de ferveur bonapartiste, le prince Louis-Napoléon débarque à Boulogne-sur-Mer, le 6 août 1840, en compagnie de quelques comparses parmi lesquels un compagnon de Napoléon Ier à Sainte-Hélène, le général de Montholon, fils adoptif du grand référendaire Sémonville, avec l'espoir de rallier le 42e régiment de ligne. L'opération est un échec total : Louis-Napoléon et ses complices sont arrêtés et incarcérés au fort de Ham. Leur procès se tient devant la Chambre des pairs du 28 septembre au 6 octobre, dans une indifférence générale. L'opinion publique se passionne bien davantage pour le procès, devant la cour d'assises de Tulle, de Mme Lafarge, accusée d'avoir empoisonné son mari, et condamnée aux travaux forcés à perpétuité le 19 septembre. Louis-Napoléon, défendu par le célèbre avocat légitimiste Pierre-Antoine Berryer, est condamné à l'emprisonnement perpétuel. Sur 312 pairs, 160 s'abstiennent et 152 votent l'emprisonnement perpétuel : « On ne tue pas les fous, soit ! mais on les enferme », affirme Le Journal des débats.
En Algérie, face aux raids meurtriers lancés par Abd el-Kader en représailles à la suite de la chevauchée des Portes de Fer réalisée par le maréchal Valée et le duc d'Orléans à l'automne 1839, Thiers pousse en faveur d'une colonisation de l'intérieur du territoire jusqu'aux limites du désert. Il convainc le roi, qui voit dans l'Algérie un théâtre idéal pour permettre à ses fils de couvrir sa dynastie de gloire, du bien-fondé de cette orientation et le persuade d'envoyer sur place, comme gouverneur général, le général Bugeaud. Celui-ci ne sera titularisé que le 29 décembre 1840, quelques mois après la chute de Thiers.
En 1838-1839, un court conflit, dit « guerre des Pâtisseries » oppose la France au Mexique

##### Les affaires d'Orient et la chute du ministère Thiers

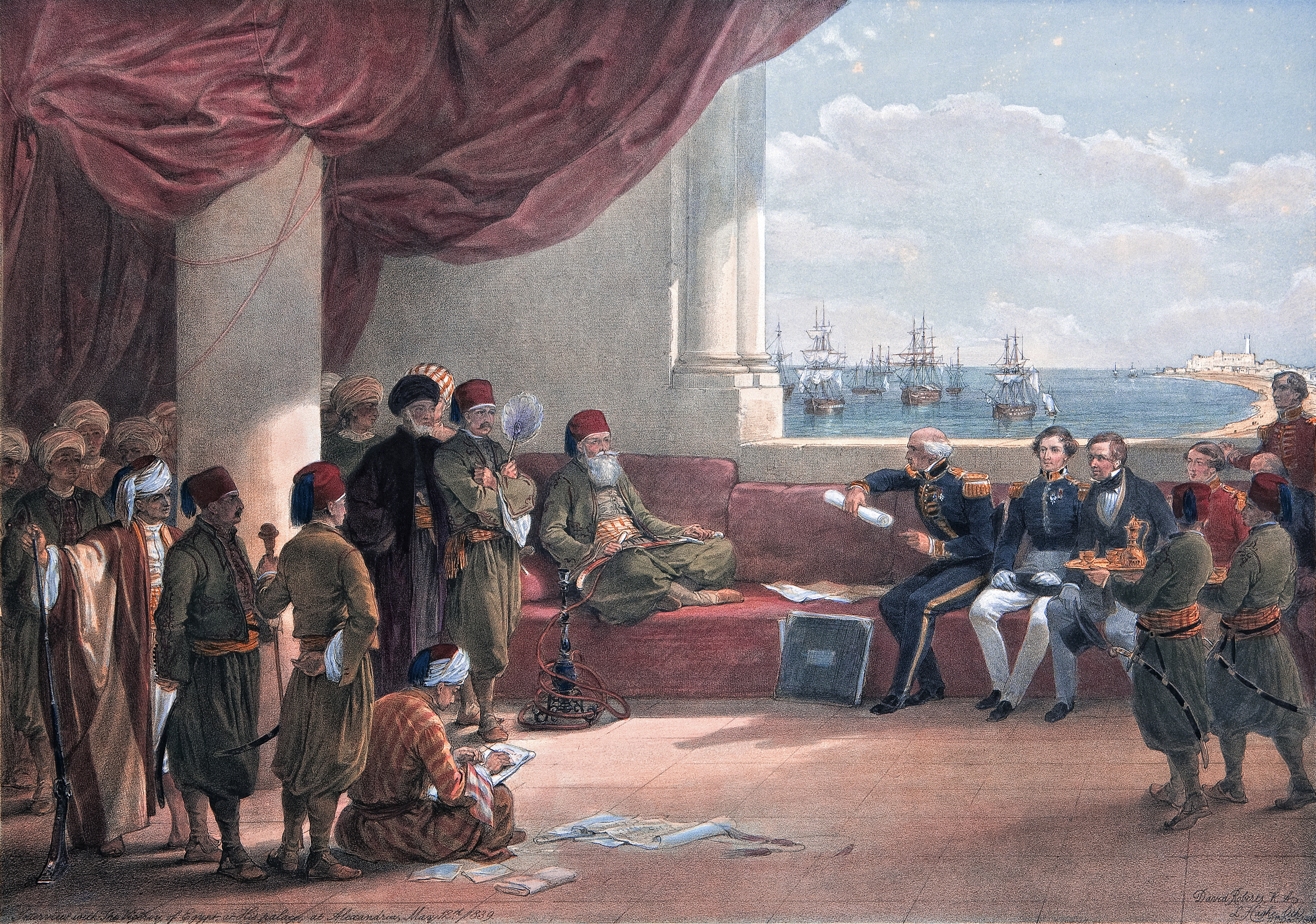
Méhémet Ali recevant le corps diplomatique européen en 1839, lithographie de David Roberts et Louis Hague, 1849.

En Orient, Thiers soutient le pacha d'Égypte, Méhémet Ali, dans son ambition de constituer un vaste Empire arabe de l'Égypte à la Syrie, et cherche à l'amener à conclure un accord avec l'Empire ottoman, sous l'égide de la France, et à l'insu des quatre autres puissances européennes (Royaume-Uni, Autriche, Prusse et Russie). Mais le ministre des Affaires étrangères britanniques, Palmerston, informé de cette négociation, s'empresse de négocier entre les quatre puissances un traité qui règle la question d'Orient en mettant la France devant le fait accompli : conclu le 15 juillet 1840, le traité confirme à Méhémet Ali le pachalik héréditaire d'Égypte et celui d'Acre, mais seulement à titre viager ; encore ces concessions sont-elles subordonnées à une acceptation expresse, faute de quoi le pacha se voit menacé de perdre jusqu'à l'Égypte.
Lorsqu'elle est révélée en France, cette convention provoque une explosion de colère patriotique : la France se retrouve écartée du règlement du sort d'une zone où elle exerce traditionnellement son influence, alors même que la Prusse, qui n'y a aucun intérêt, y est associée. Louis-Philippe fait mine de se joindre à la protestation générale, mais il sait qu'il tient, avec cette affaire, l'occasion de se débarrasser de Thiers. Il confie au comte de Sainte-Aulaire, qui part rejoindre son ambassade à Vienne : « Pour votre gouverne particulière, il faut que vous sachiez que je ne me laisserai pas entraîner trop loin par mon petit ministre [Thiers]. Au fond, il veut la guerre et moi je ne la veux pas ; et quand il ne me laissera plus d'autre ressource, je le briserai plutôt que de rompre avec toute l'Europe ».
Thiers flatte les sentiments patriotiques de l'opinion en décrétant, le 29 juillet, la mobilisation des soldats des classes 1836 à 1839 et en faisant commencer, le 13 septembre, les travaux des fortifications de Paris. Mais la France reste inerte et doit ravaler son humiliation lorsque, le 2 octobre, la flotte britannique bombarde et prend Beyrouth, victoire aussitôt suivie de la destitution de Méhémet Ali par le sultan.
Au terme de longues tractations entre le roi et Thiers, un compromis est trouvé le 7 octobre : la France renonce à soutenir les prétentions de Méhémet Ali sur la Syrie mais déclare aux puissances européennes qu'elle ne permettrait pas qu'il soit touché à l'Égypte. Ces principes sont consignés dans une note datée du 8 octobre adressée aux quatre puissances signataires du traité du 15 juillet. Celle-ci s'avère un succès diplomatique : le Royaume-Uni doit en définitive reconnaître la souveraineté héréditaire de Méhémet Ali sur l'Égypte et renoncer à la déchéance organisée par ce traité. La France a obtenu le retour à la situation de 1832.
Néanmoins, après cet épisode, la fracture est irrémédiable entre le roi et son ministre. Le 29 octobre, lorsque Charles de Rémusat présente au Conseil des ministres le projet de discours du trône, préparé par Hippolyte Passy, Louis-Philippe le trouve trop belliqueux. Après une brève discussion, Thiers et ses collègues remettent leur démission que le roi accepte aussitôt. Dès le lendemain, Louis-Philippe fait mander Nicolas Soult et François Guizot pour qu'ils regagnent Paris au plus vite.

## Le système Guizot

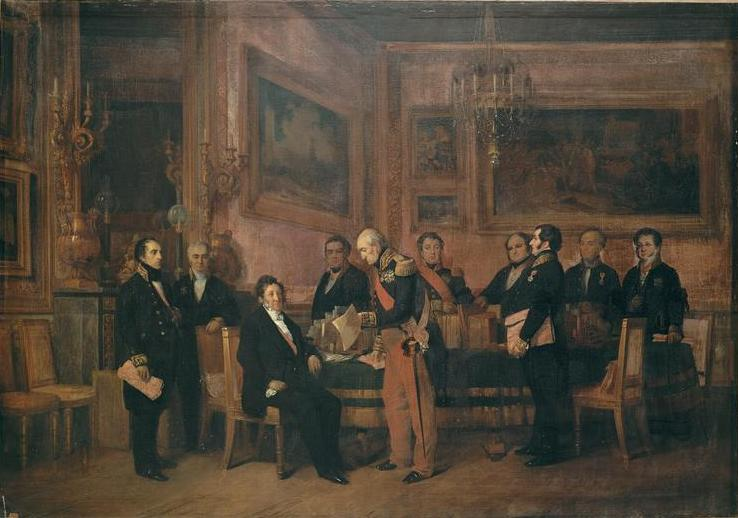
Conseil des ministres au palais des Tuileries : le maréchal Soult présente à Louis-Philippe la loi de Régence, le 15 août 1842. Guizot se tient à gauche.(tableau de Claude Jacquand (1803-1878), dit Claudius Jacquand, 1844).

En appelant au pouvoir Guizot et les doctrinaires, c'est-à-dire le centre droit après le centre gauche de Thiers, Louis-Philippe est sans doute loin de penser que cette combinaison va durer jusqu'à la fin de son règne. Or, l'équipe ainsi constituée va se révéler soudée autour de la forte personnalité de Guizot.
Guizot, qui a quitté Londres, où il était en poste comme ambassadeur de France, le 25 octobre, est arrivé le lendemain à Paris. Il a subordonné son retour aux affaires à la possibilité de composer le ministère comme il l'entend. Avec habileté, il se borne à prendre pour lui-même le portefeuille des Affaires étrangères et laisse la présidence nominale du ministère au maréchal Soult : ceci satisfait le roi et la famille royale sans gêner en rien Guizot sur l'essentiel, car le maréchal vieillissant est prêt, pour peu qu'on lui donne quelques satisfactions de détail, à le laisser gouverner comme il l'entend. Le centre gauche ayant refusé de rester au gouvernement, celui-ci ne comprend que des conservateurs, du centre ministériel au centre droit doctrinaire.

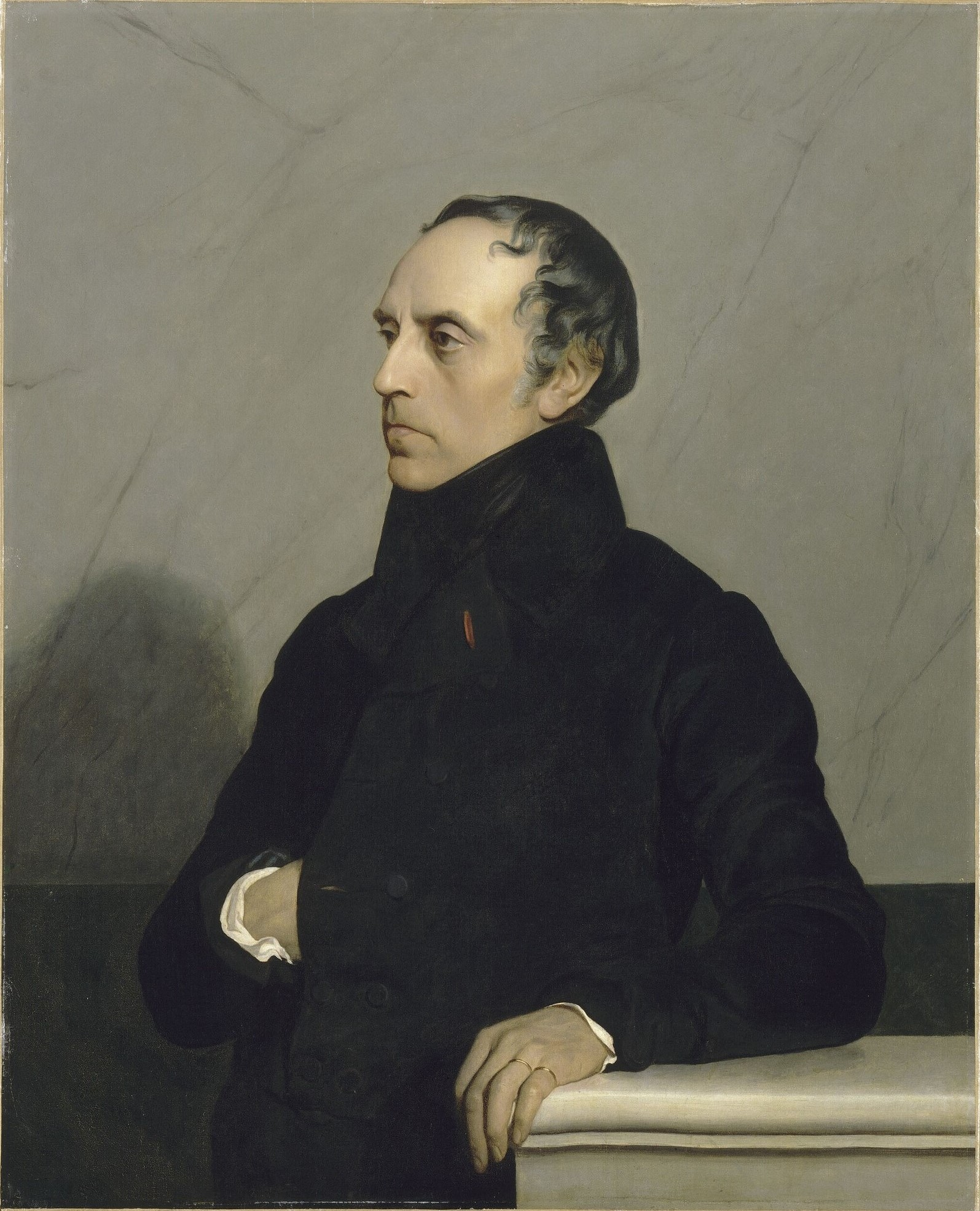
François Guizot.

La colonne de Juillet est érigée en mémoire des Trois Glorieuses. La question d'Orient est réglée par la Convention des Détroits en 1841, ce qui permet un premier rapprochement franco-britannique. Cela favorise la colonisation de l'Algérie commencée sous Charles X.
Le gouvernement est orléaniste, ainsi que la Chambre. Celle-ci est divisée entre :
- la gauche dynastique d'Odilon Barrot, qui réclame l'élargissement du cens à la petite bourgeoisie, tendance du journal Le Siècle ;
- le centre gauche d'Adolphe Thiers, qui veut limiter le pouvoir du Roi, dirige le journal Le Constitutionnel ;
- les conservateurs, dirigés par Guizot et Mathieu Molé, veulent préserver le régime, et défendent leurs idées dans Le Journal Des Débats et La Presse.

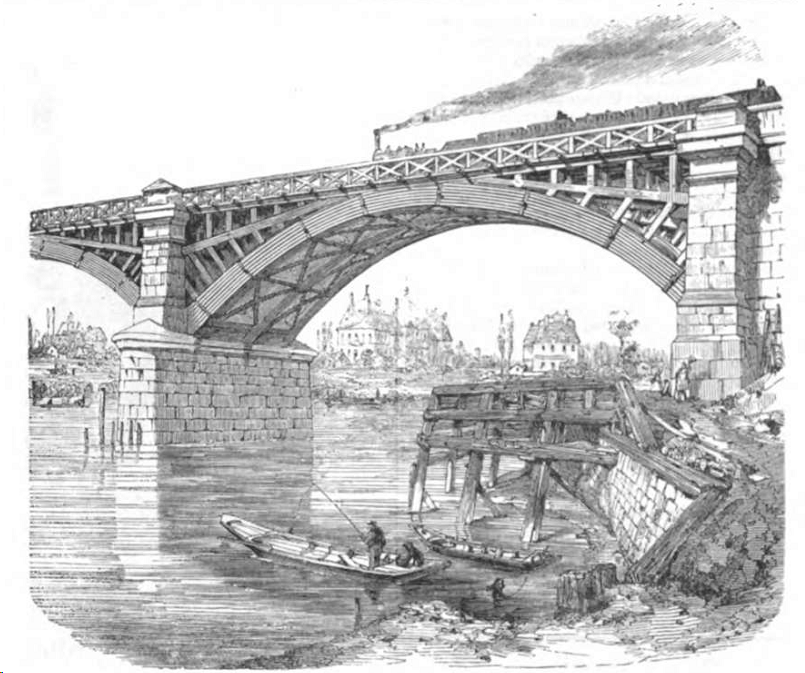
Le pont de chemin de fer de Maisons, Illustrirte Zeitung, 1843.

Guizot s'appuie sur le parti conservateur et une opposition divisée, situation accentuée par la dissolution de la Chambre qui renforce les partisans du roi. Ainsi, il considère que toute réforme s'avère être un danger et est inutile. Aussi refuse-t-il toute réforme qui abaisserait le cens, et accepte encore moins l'idée du suffrage universel direct. Selon lui, la monarchie doit favoriser la « classe moyenne », les notables. Ceux-ci sont réunis par la propriété foncière, une « morale » liée à l'argent, le travail et l'épargne. « Enrichissez-vous par le travail et par l'épargne et ainsi vous serez électeur ! »[citation nécessaire] Guizot s'acharne à favoriser les propriétaires et à conserver le régime. Il est aidé par le décollage économique du pays de 1840 à 1846. Avec un rythme de croissance de 3,5 % par an, les revenus agricoles augmentent, ainsi que le pouvoir d'achat, qui entraîne une hausse de la production industrielle. Le réseau des transports connaît une croissance spectaculaire. En 1842, une loi organise le réseau ferré national, qui passe de 600 à 1 850 km.

## La paupérisation ouvrière menace le régime

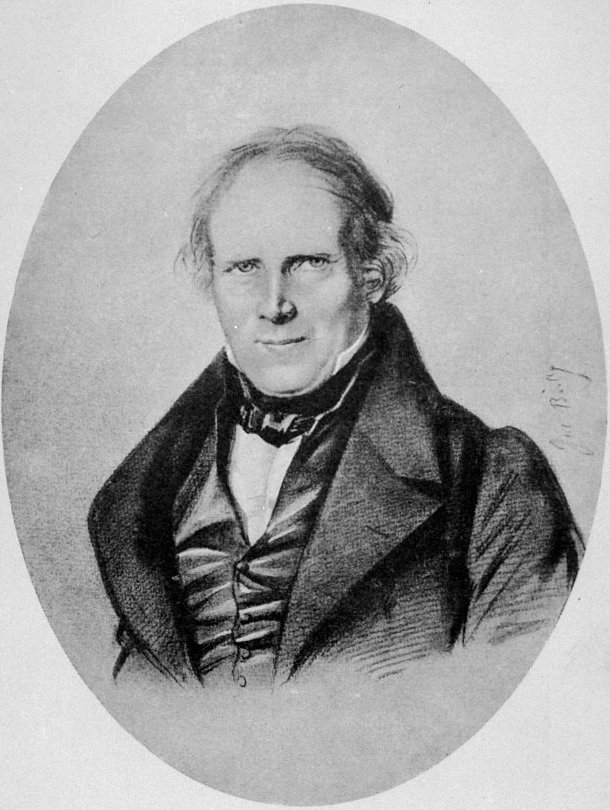
Le médecin Louis René Villermé (1782-1863).

L'époque est caractérisée par l'éclosion d'un nouveau phénomène social baptisé paupérisme. Lié à l'industrialisation et à la concentration ouvrière, il s'agit de la pauvreté durable et massive des ouvriers, qui ne peuvent améliorer leur niveau de vie. De plus, les anciennes solidarités de congrégations caractéristiques de l'Ancien Régime ont disparu. La situation ouvrière est catastrophique. Journée de 14 heures, salaires à 0,20 franc par jour, travail incessant, sans jour de congé dans la semaine ni même dans l'année, et ce uniquement pour subvenir à leurs besoins vitaux, les ouvriers sont à la merci des patrons. Les 250 000 mendiants et les 3 millions de Français inscrits aux bureaux de bienfaisance constituent un réservoir d'insatisfaits, face à une assistance publique inexistante. Les bourgeois en sont conscients et Karl Marx entame à cette époque sa théorisation du « capitalisme ». En 1840, le médecin Louis René Villermé publie un Tableau de l'état physique et moral des ouvriers employés dans les manufactures de coton, de laine et de soie, témoignage accablant sur la misère ouvrière et particulièrement le travail des enfants. Cette situation aboutit en 1841 à la seule loi sociale du régime, qui interdit le travail aux enfants de moins de 8 ans et le travail de nuit pour ceux de moins de 13 ans, loi rarement appliquée. Les chrétiens imaginent une « économie charitable »[réf. nécessaire]. Les libéraux entrevoient une solution dans le libre-échange et la fin des monopoles d'alors. Alexis de Tocqueville publie De la démocratie en Amérique et mémoire sur le paupérisme, texte qui dépeint les effets néfastes de la charité légale qu'il observa en Angleterre. Les socialistes utopiques imaginent des organisations sociales originales, inspirées de Claude-Henri de Saint-Simon et de Charles Fourier. Blanqui prône quant à lui la révolution puis la dictature socialiste. L'opposition trouve à s'exprimer lors de la crise sociale de 1846.

## La crise de la monarchie

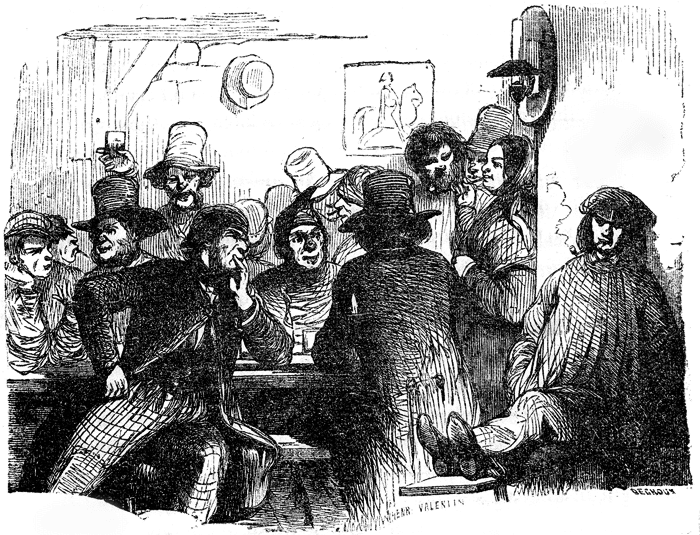
La misère des classes populaires, objet d’inquiétude pour le public bourgeois : illustration du roman Les Mystères de Paris par Eugène Sue, 1843.

En 1846, la récolte est très mauvaise. L'augmentation des prix du blé, qui atteindra un record durant l'été 1847, base de l'alimentation, provoque la disette et ce dernier ne peut être remplacé par la pomme de terre car il y a à l'époque beaucoup de maladies liées à la pomme de terre. Dans certaines régions, c'est le maïs, assez préservé, qui compense la rareté du blé. Pour pallier les disettes, le gouvernement fait importer du blé de la Russie impériale, ce qui rend la balance commerciale négative. Le rendement de la vigne est également médiocre, ce qui affecte à la fois le revenu des paysans exploitants et les habitudes de consommation des citadins. Le pouvoir d'achat baisse. Le marché de consommation intérieur ne progresse plus, entraînant une crise industrielle de surproduction. Immédiatement les patrons s'adaptent en renvoyant leurs ouvriers. Aussitôt, on assiste à un retrait massif de l'épargne populaire, le système bancaire est en crise. Les faillites se multiplient, les cours de la Bourse chutent. Les grands travaux stoppent, mettant les ouvriers au chômage. La spéculation trop grande sur le marché des chemins de fer provoque l'éclatement de la « bulle financière » et la ruine des épargnants.
À cette crise économique s'ajoute une crise politique. En 1847, le roi, qui a 75 ans, devient de plus en plus autoritaire et oublie qu'il n'est là que pour représenter la continuité de l'État et, selon une fameuse formule de Thiers, qu'il n'est là que pour régner et non pas pour gouverner. Guizot, lui, est en totale confiance et n'entend pas les protestations qui viennent pourtant parfois de son propre camp. Quelques députés du parti de la résistance proposent à Guizot de légères réformes dont le gouvernement pourrait se contenter et qui contenteraient la gauche orléaniste, exclue du pouvoir depuis 1840, mais Guizot reste inflexible et refuse de changer de ligne politique. Il se met ainsi à dos une partie de l'oligarchie bourgeoise, pourtant base fondatrice du régime, et mène le régime vers sa chute désormais inévitable.

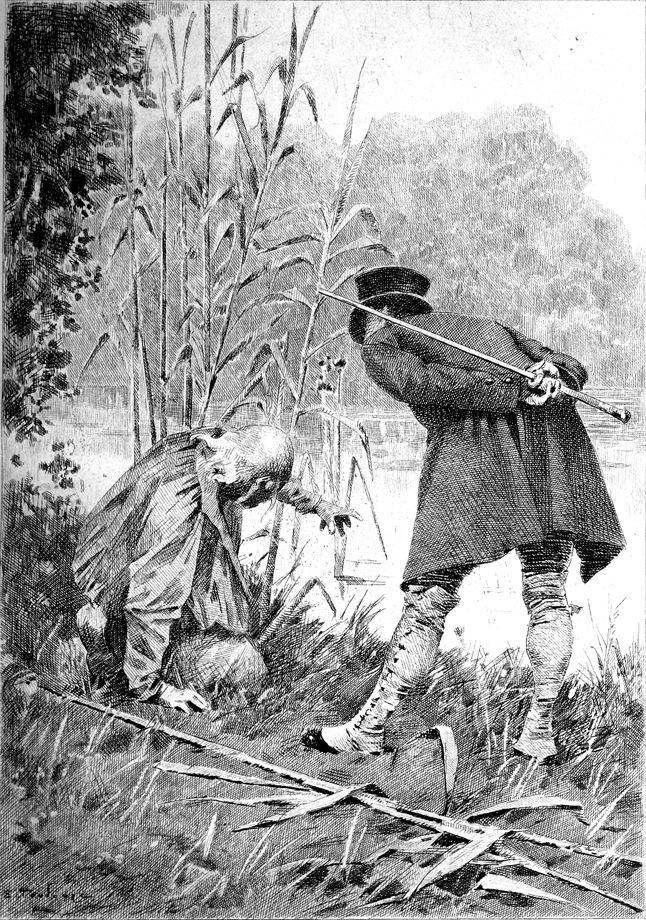
Les Paysans, roman posthume d'Honoré de Balzac, écrit en 1844, décrit la confrontation entre paysans et seigneurs.

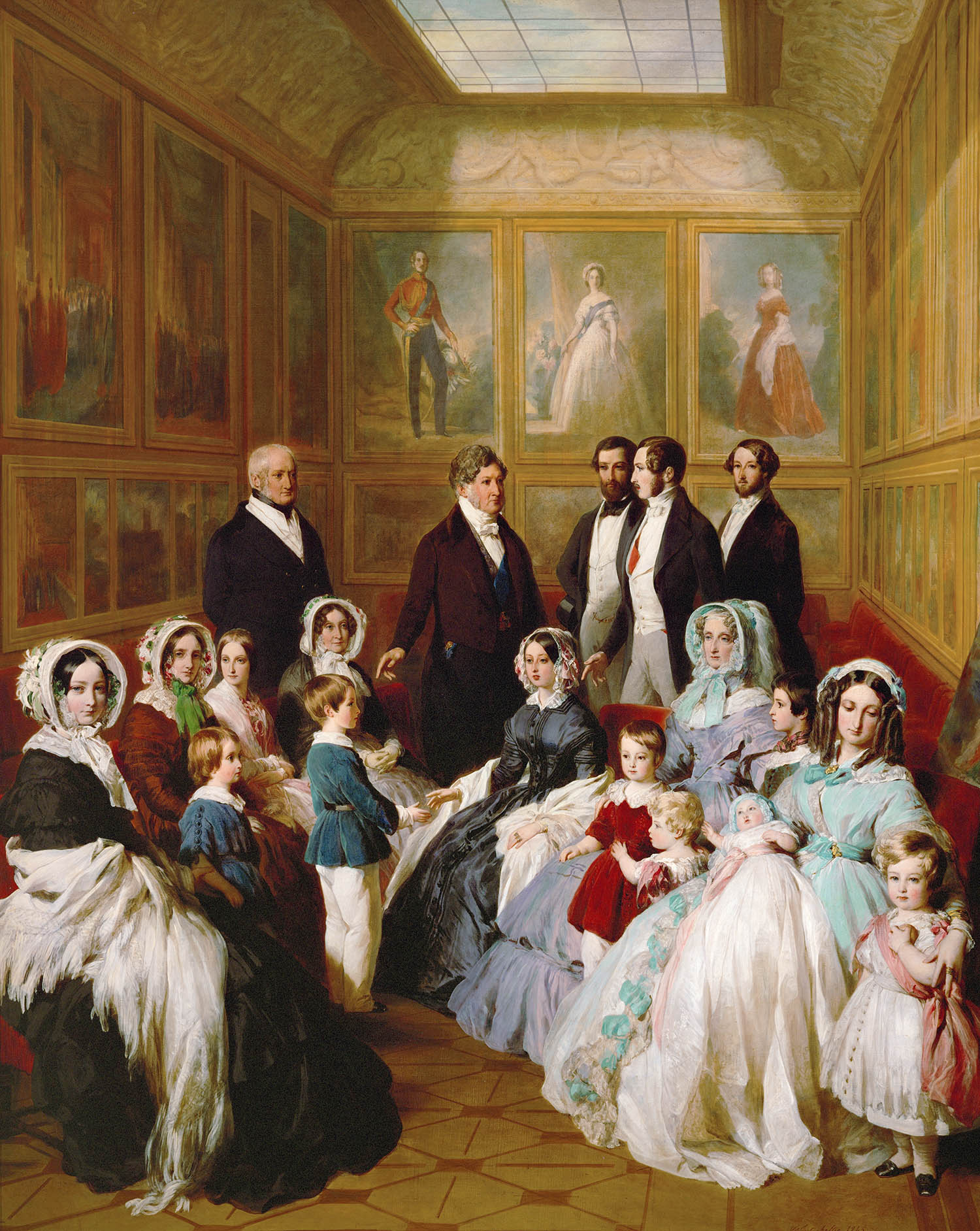
Louis Philippe, la reine Victoria, le prince consort Albert et la reine Louise de Belgique au château d'Eu en 1843, toile de Franz Xaver Winterhalter.

Pour ne rien arranger, la France est également dans une situation internationale assez épineuse en particulier avec le Royaume-Uni. À la suite de l'affaire Pritchard où les Français violèrent l'aire d'influence britannique, Guizot, pacifiste convaincu, multiplie les discussions pour éviter une guerre. L'Entente cordiale est signée entre les deux pays en 1843, lors de la rencontre entre la reine Victoria et Louis-Philippe au château d'Eu. Ce traité d'amitié lui est fortement reproché, en effet, la majeure partie de la population est alors anti-britannique et trouve en Guizot un anglophile convaincu, l'image de l'homme d'État est écorchée.
Les manifestations ouvrières se développent. Les ouvriers cassent des machines car ils les tiennent pour responsables de leur perte de travail, à l'instar du luddisme britannique. En 1847, la disette provoque une émeute paysanne à Buzançais (Indre). À Roubaix, 60 % des ouvriers sont au chômage. Les affaires de corruption (affaire Teste-Cubières) et les scandales (affaire Choiseul-Praslin) entachent le régime.
Les associations étant encadrées et les rassemblements publics interdits à partir de 1835, l'opposition est bloquée. Pour contourner cette loi, les opposants suivent les enterrements civils de certains d'entre eux, qui se transforment en manifestations publiques. Les fêtes de famille et les banquets servent également de prétexte aux rassemblements. La campagne des banquets, à la fin du régime, se déroule dans toutes les grandes villes de France. Louis-Philippe durcit son discours et interdit le banquet de clôture le 14 janvier 1848. Le banquet, repoussé au 22 février, va provoquer la révolution de 1848.

## La chute du régime

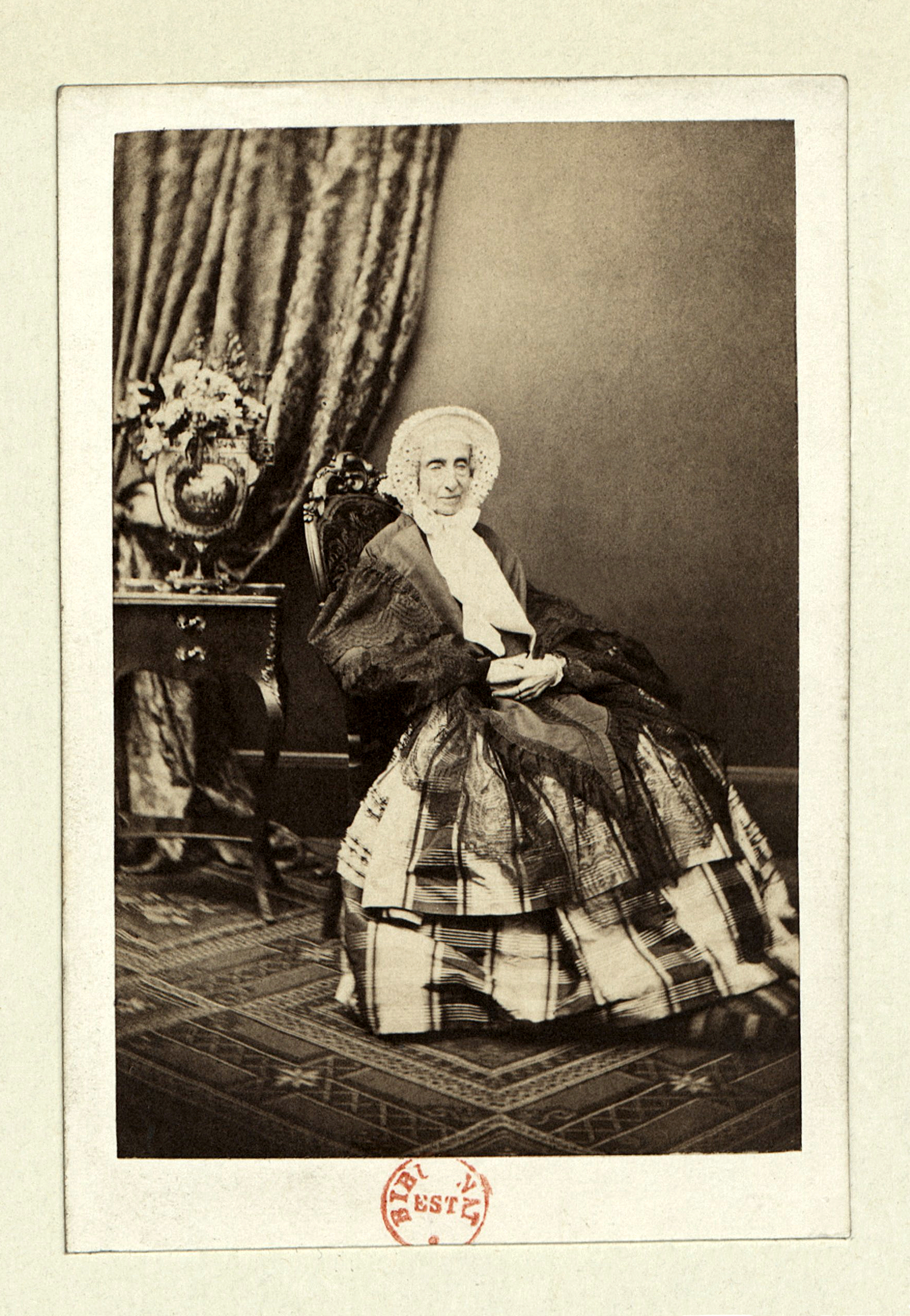
La reine Marie-Amélie en exil à la fin de sa vie.

Après une agitation, le roi remplace le ministre François Guizot par Adolphe Thiers qui propose la répression. Reçu avec hostilité par la troupe stationnée au Carrousel, devant le palais des Tuileries, le roi se résout à abdiquer en faveur de son petit-fils, Philippe d'Orléans (1838-1894), en confiant la régence à sa bru, Hélène de Mecklembourg-Schwerin, mais en vain. La IIe République est proclamée le 24 février devant la colonne de la Bastille.
Louis-Philippe, qui se voulait être le roi citoyen à l'écoute du pays réel, appelé au trône et lié au pays par un contrat dont il tirait sa légitimité, n'a pas su — ou voulu — comprendre que le peuple français désirait élargir le corps électoral, pour les plus frileux politiquement en baissant le cens, pour les plus progressistes en établissant le suffrage universel.

### Sources imprimées
- Louis Blanc, Histoire de dix ans 1830-1840, 5 tomes, Paris, Pagnerre 1842
  - Histoire de dix ans T. 1 sur Gallica
  - Histoire de dix ans T. 2 sur Gallica
  - Histoire de dix ans T. 3 sur Gallica
  - Histoire de dix ans T. 4 sur Gallica
  - Histoire de dix ans T. 5 sur Gallica
- Adèle d'Osmond, comtesse de Boigne, Mémoires de la comtesse de Boigne née d'Osmond, publiés pour la première fois en 1907 : chronique de la vie publique sous la Restauration et la monarchie de Juillet.